# Biserica de lemn din Plopiș

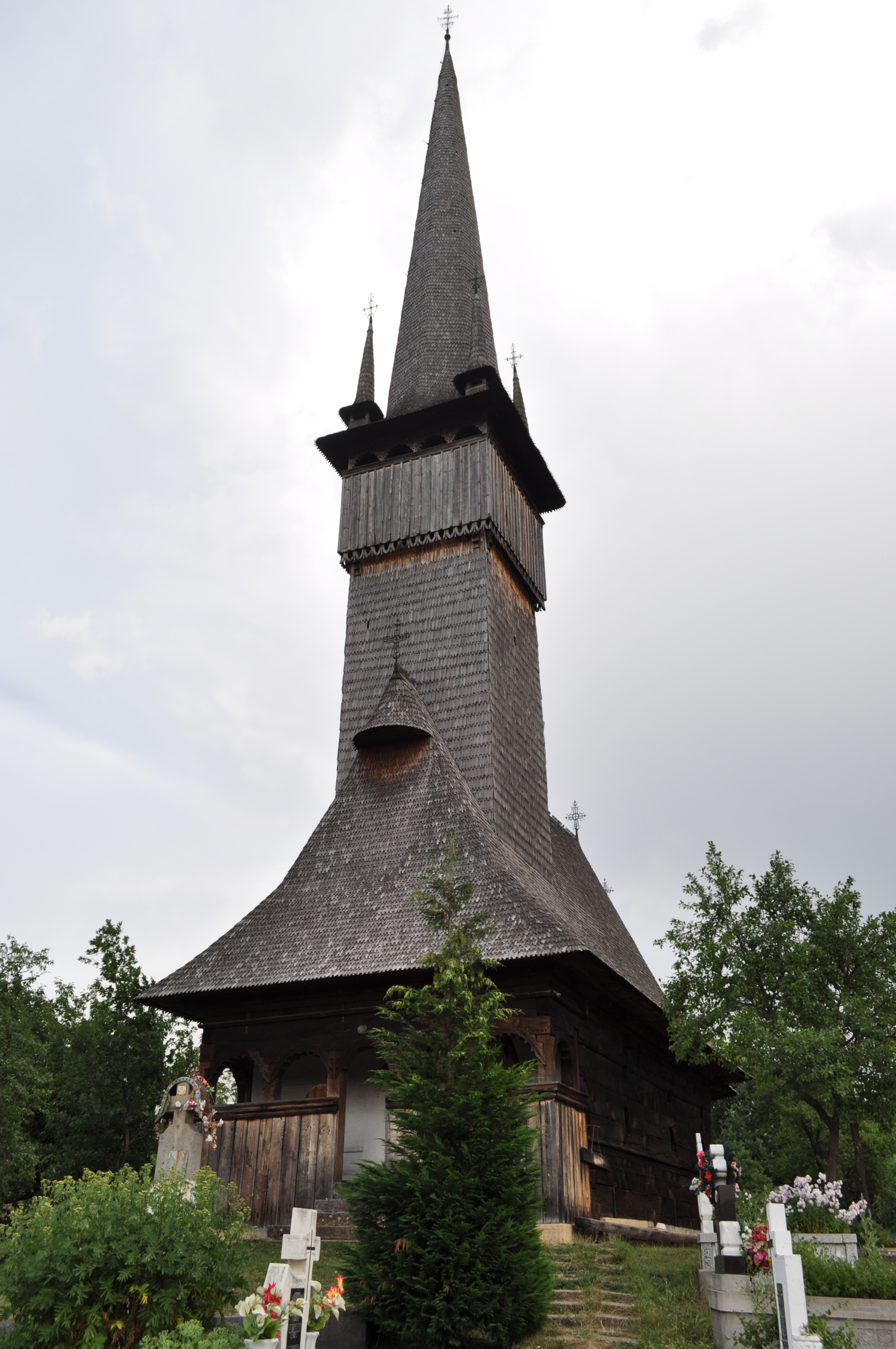
Biserica de lemn „Sfinții Arhangheli Mihail și Gavriil” din Plopiș, comuna Șișești, județul Maramureș, foto: iulie 2012.

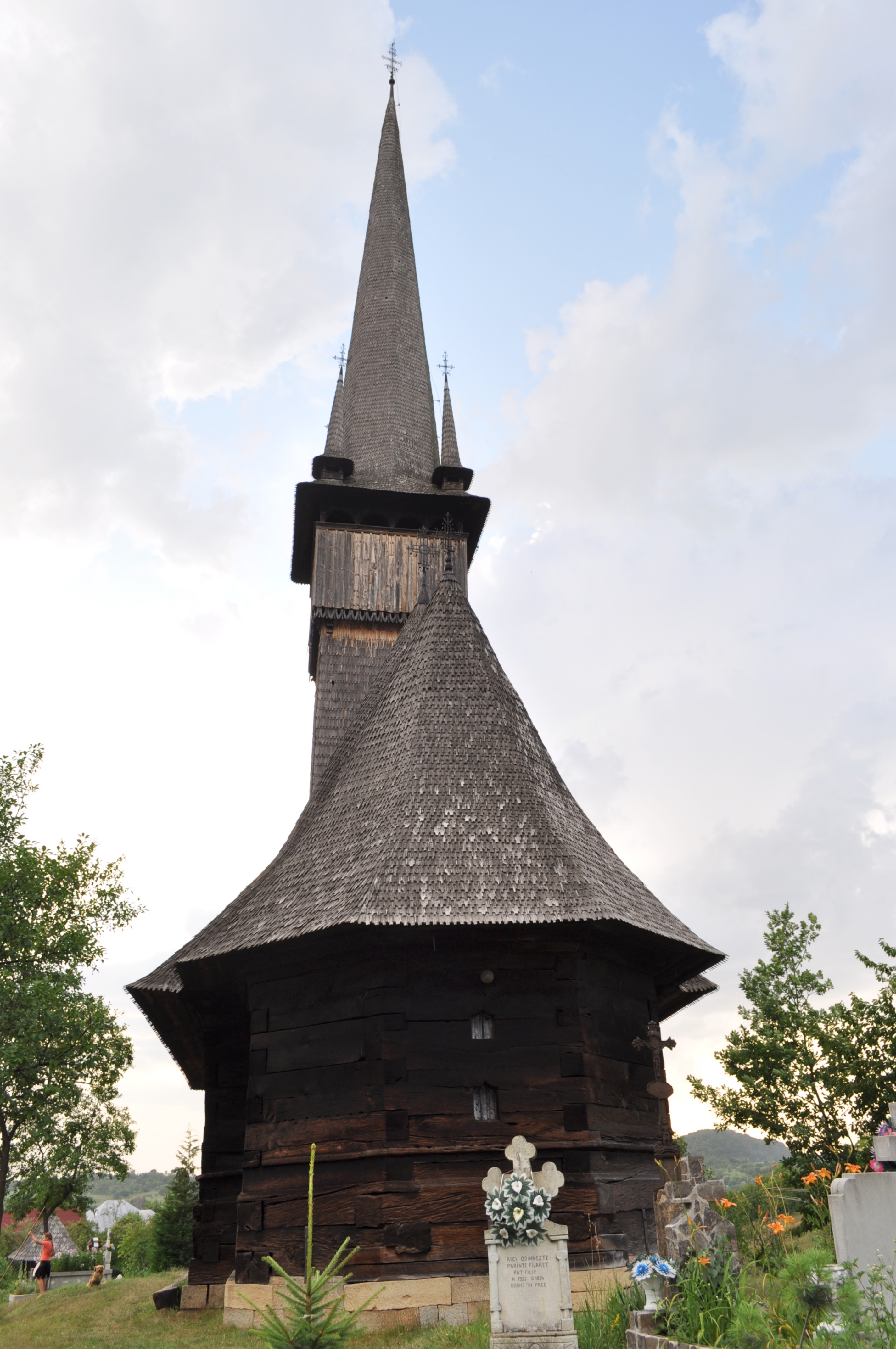
Biserica (est)

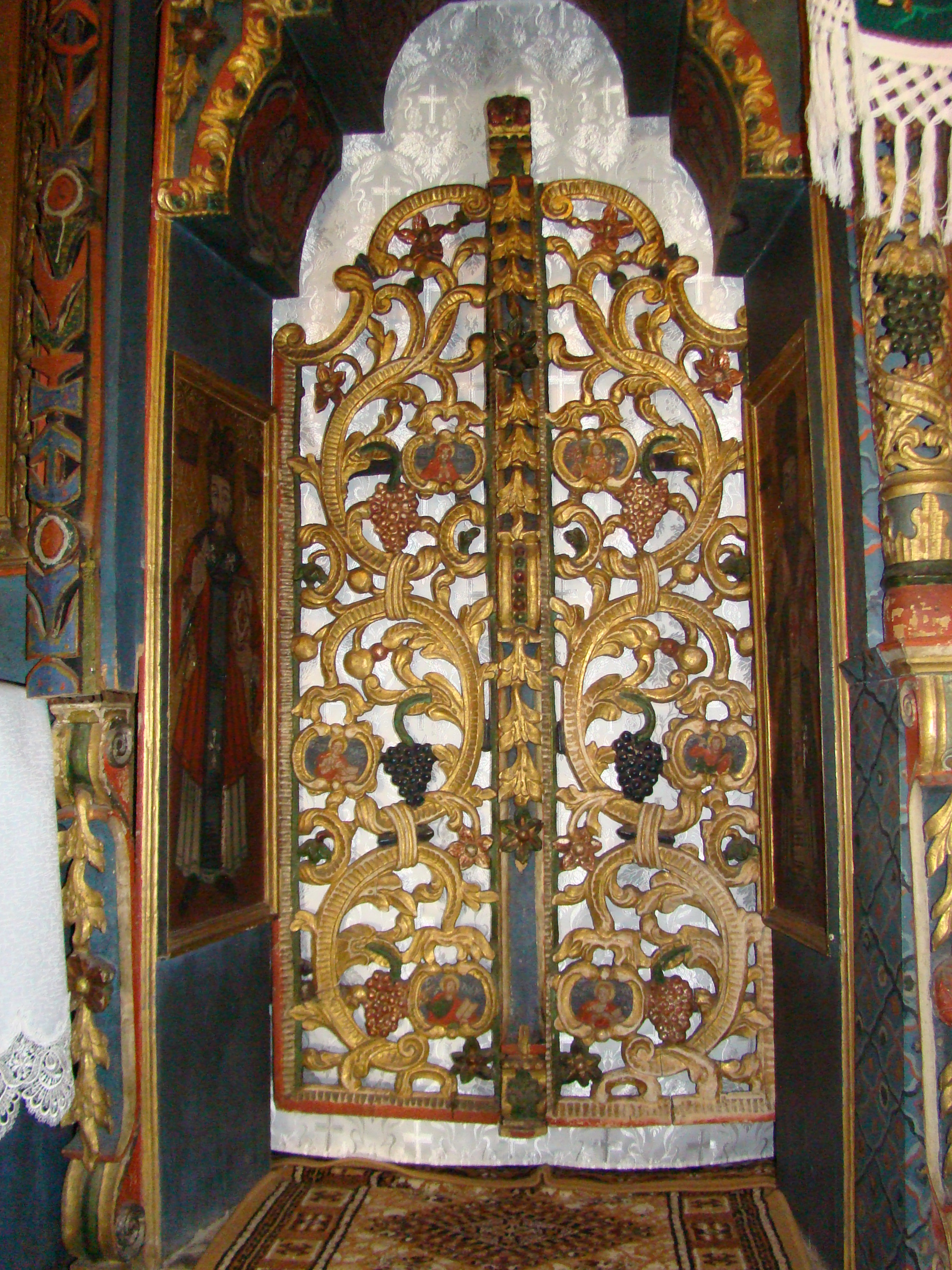
Ușile împărătești

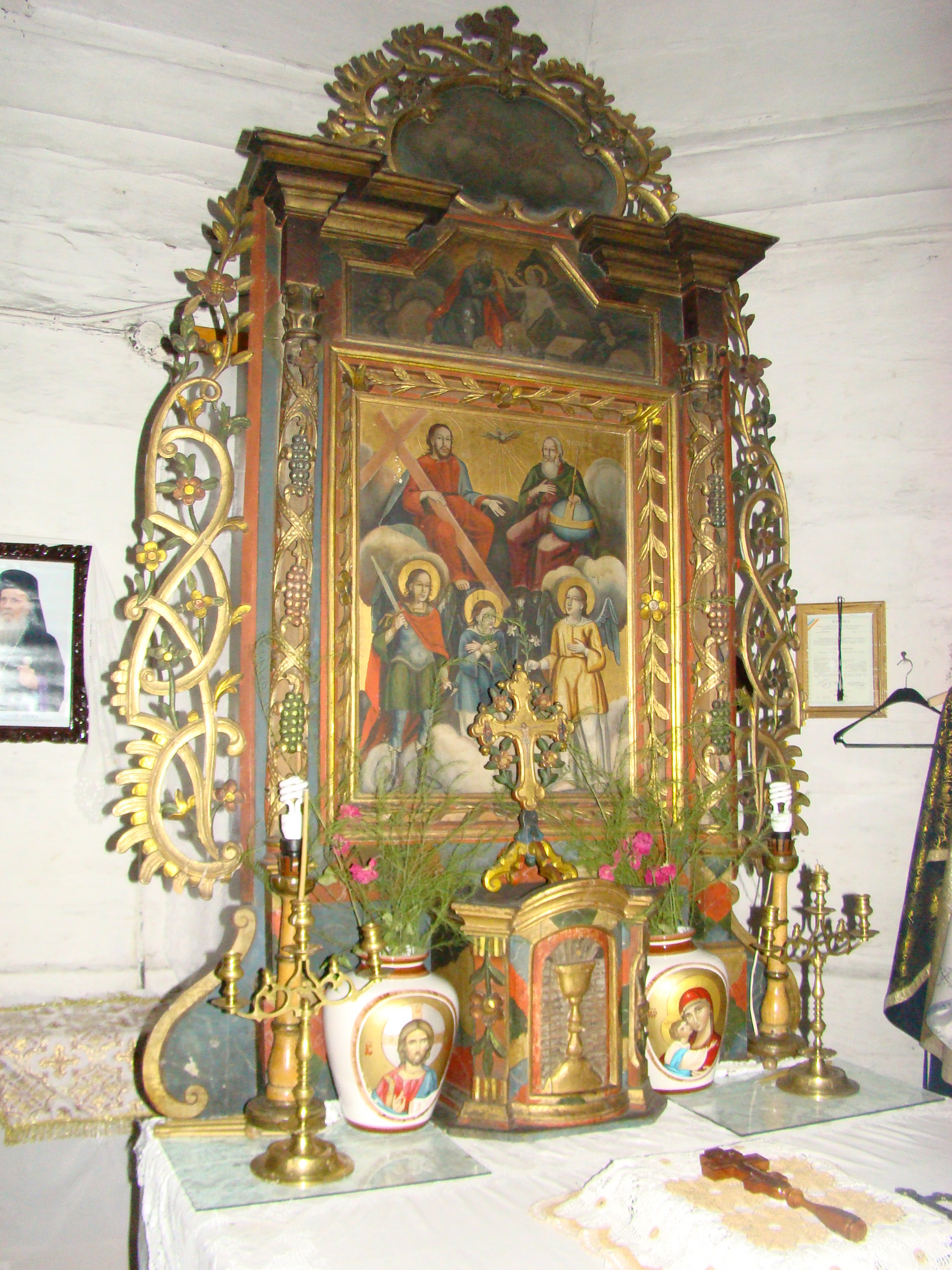
Icoana prestolului

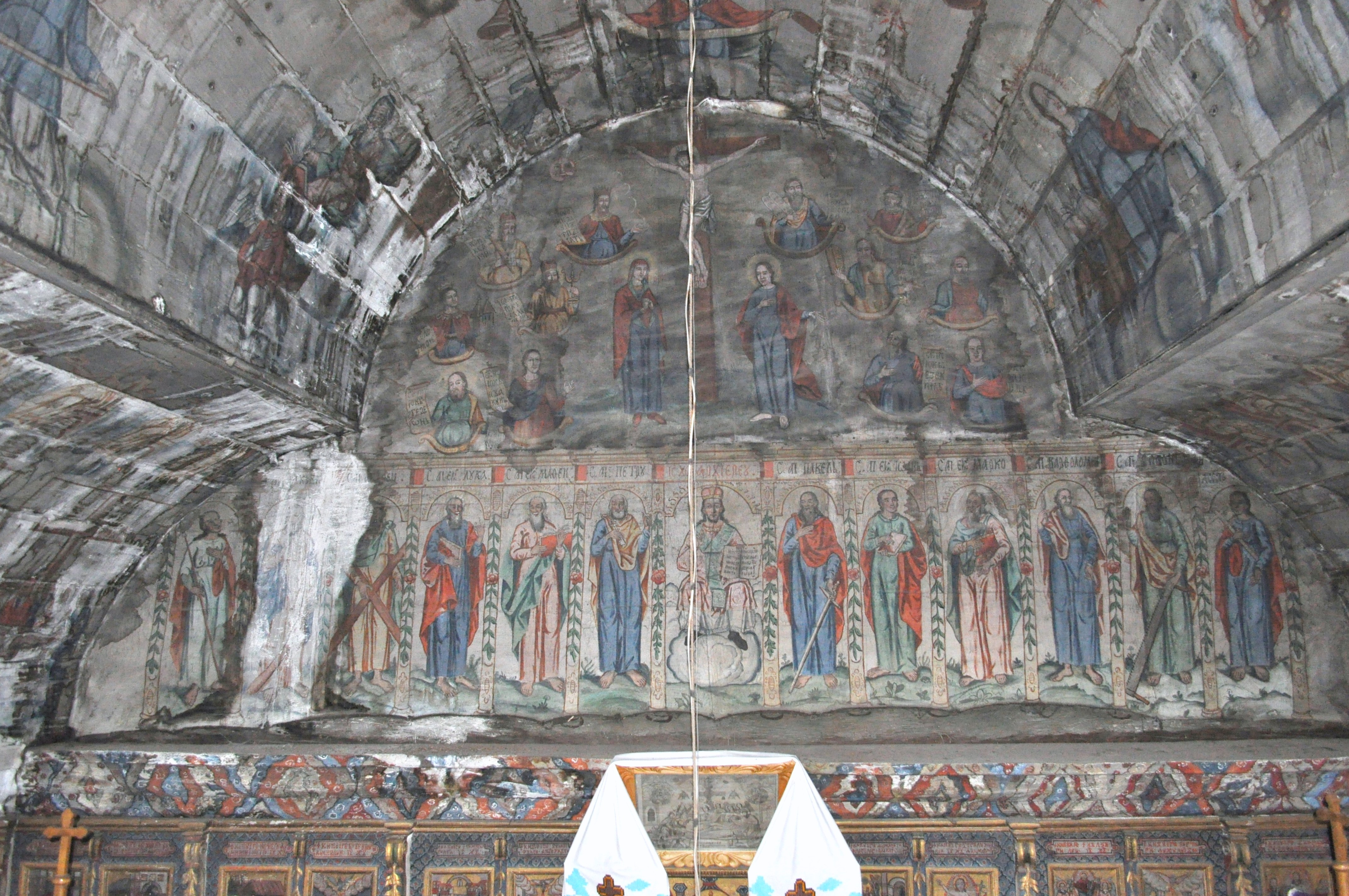
Pictura tâmplei

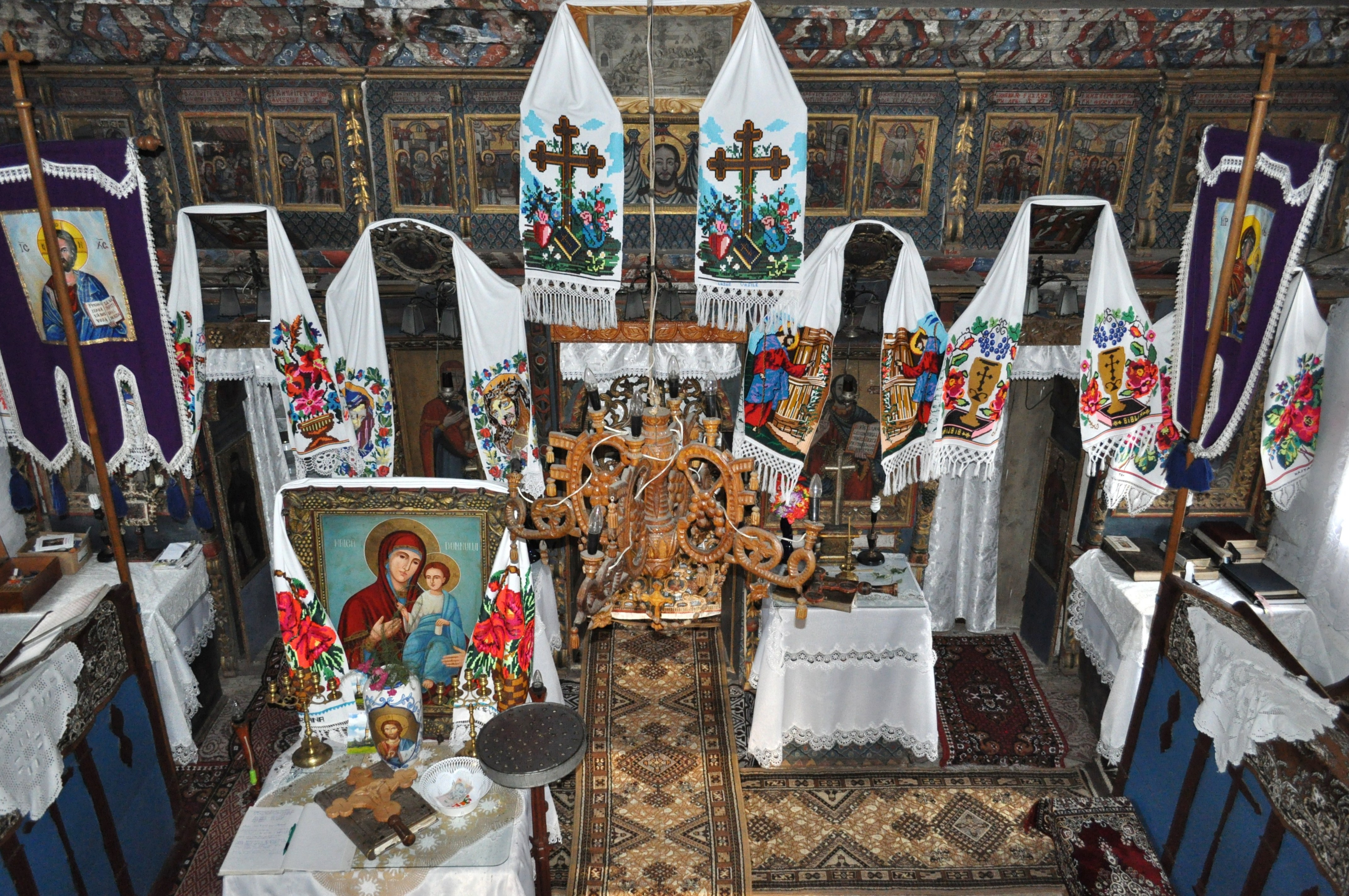
Interiorul navei văzut din corul bisericii

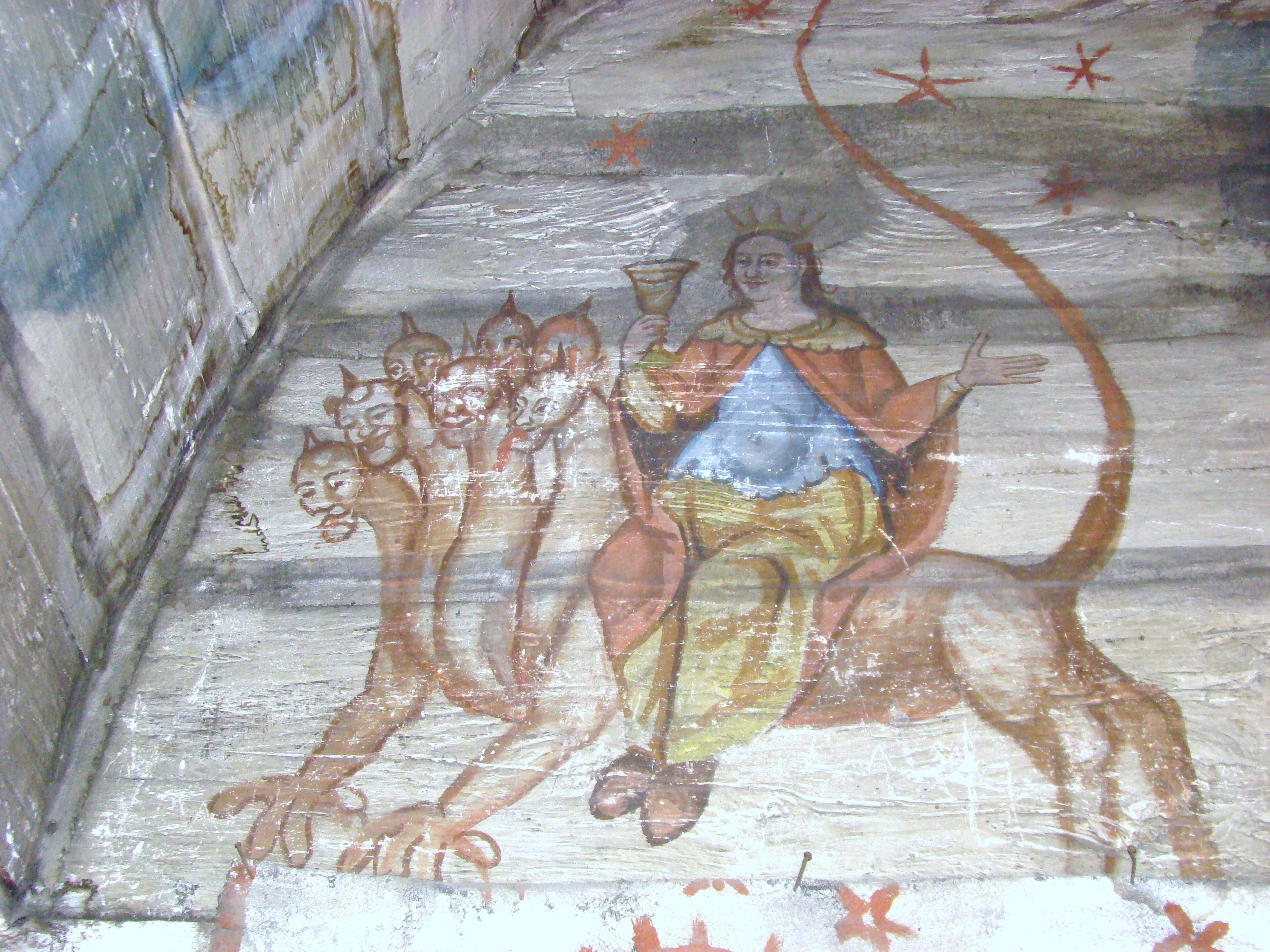
Pictura parietală realizată de Ștefan Zugravul din Șișești

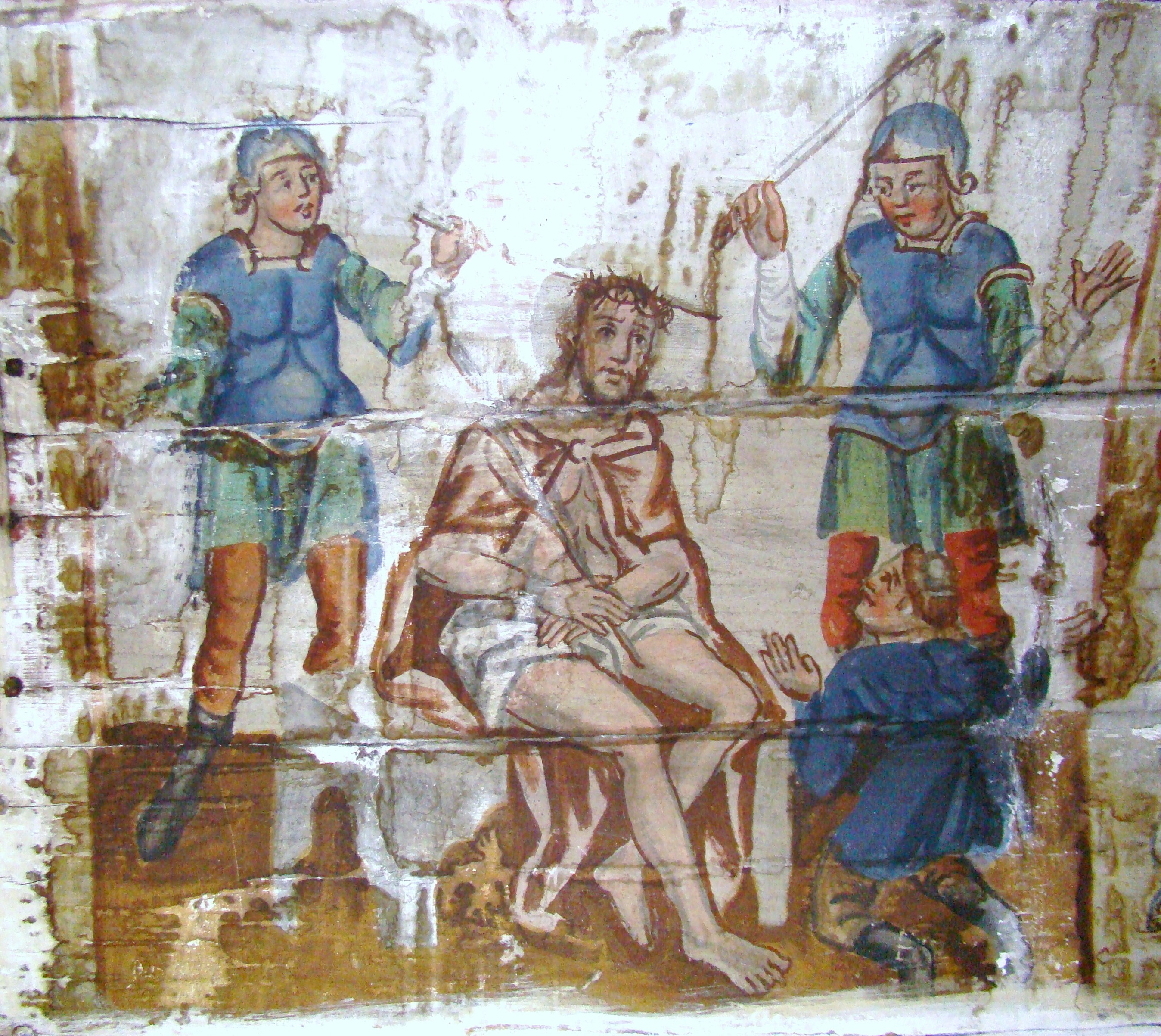
Încununarea cu spini

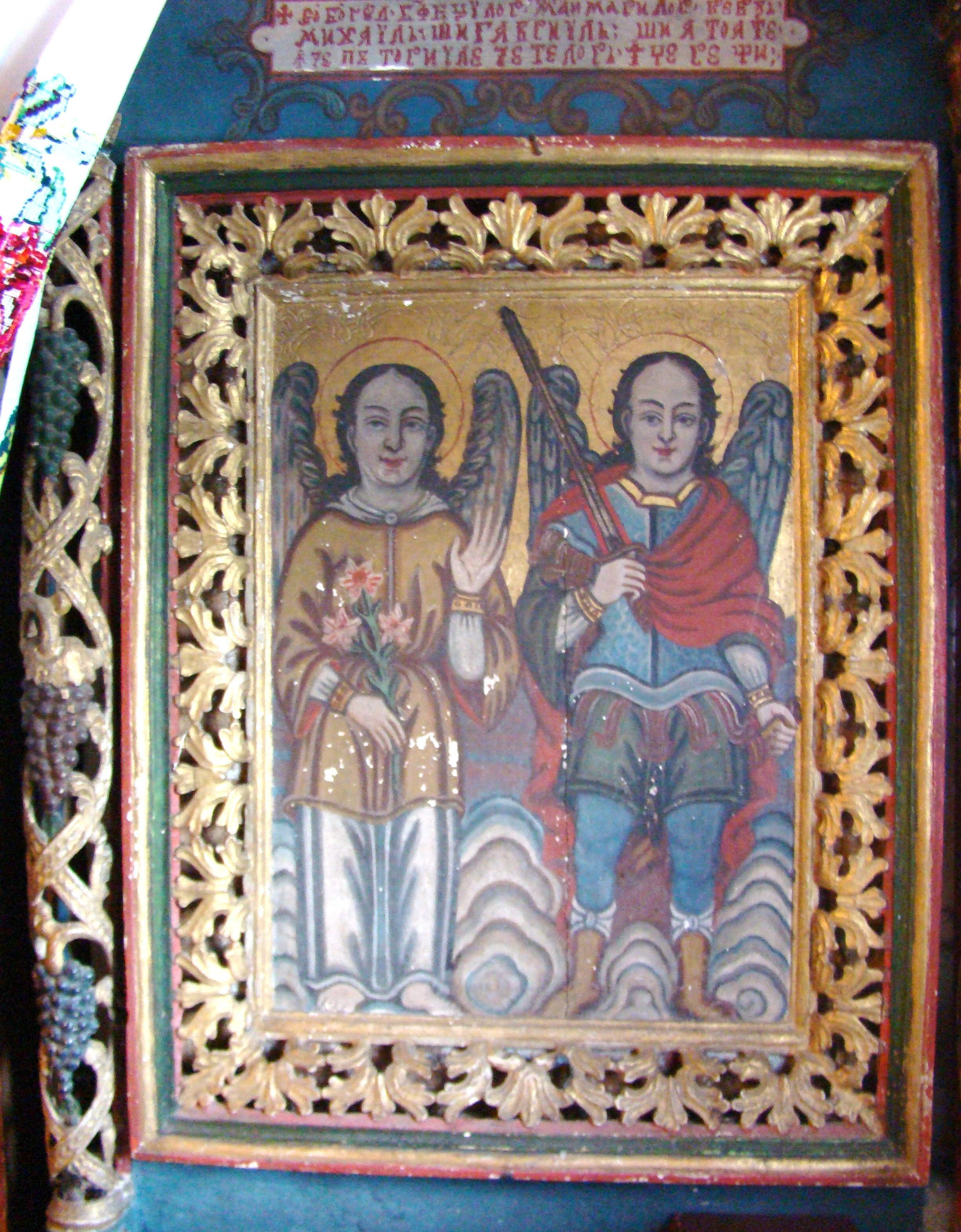
Icoana de hram Sfinții Arhangheli Mihail și Gavriil

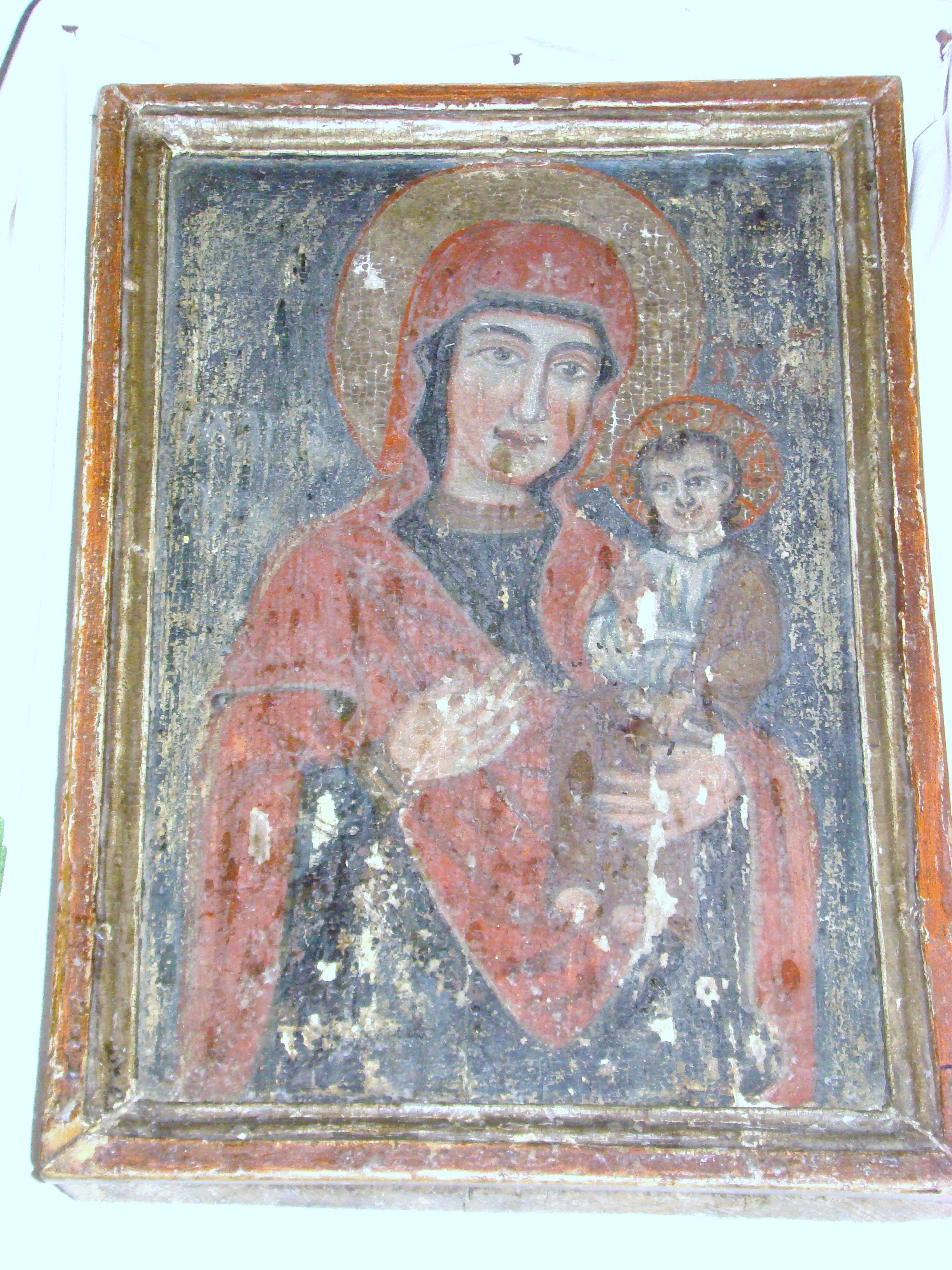
Maica Domnului cu Pruncul

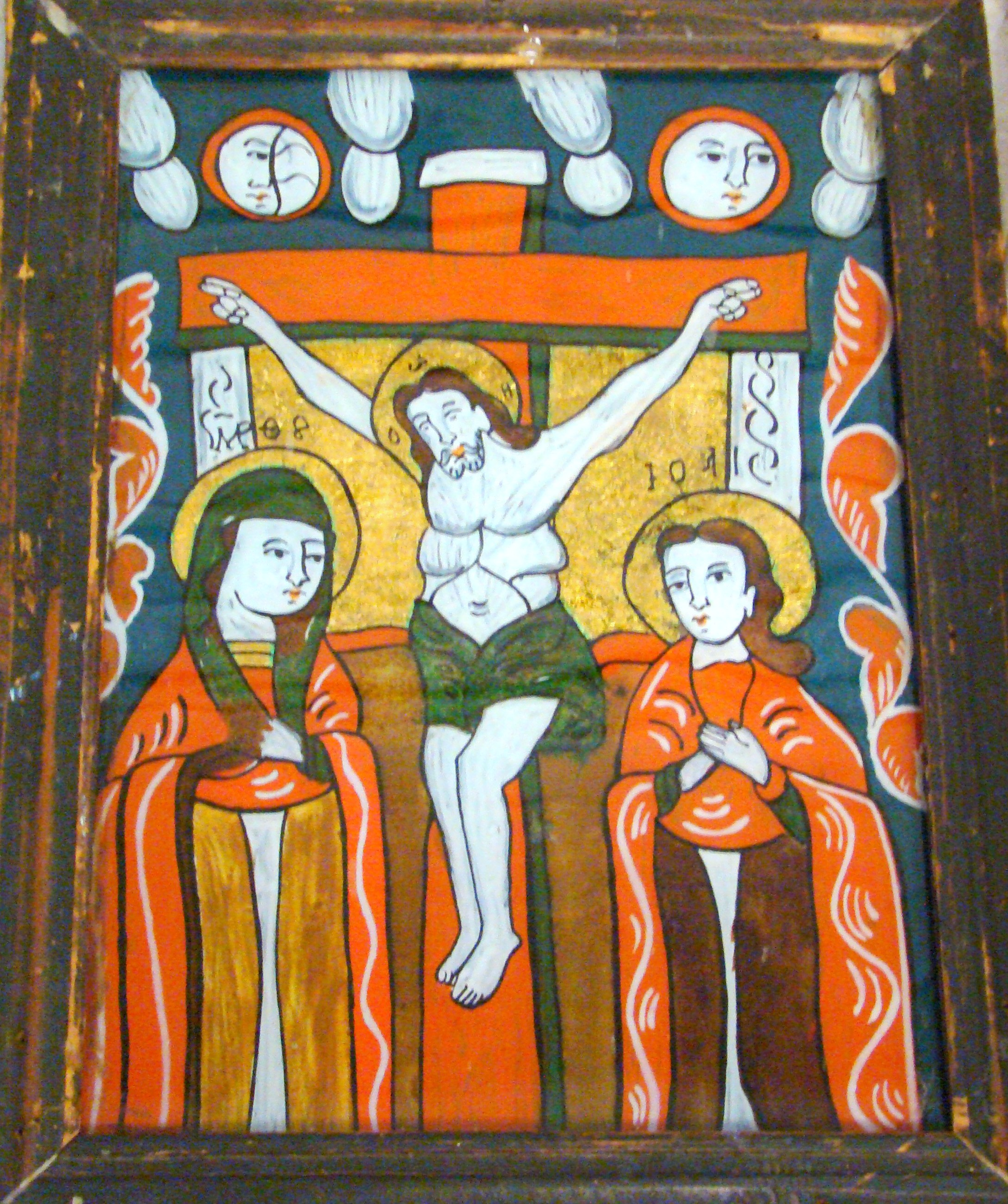
Răstignire

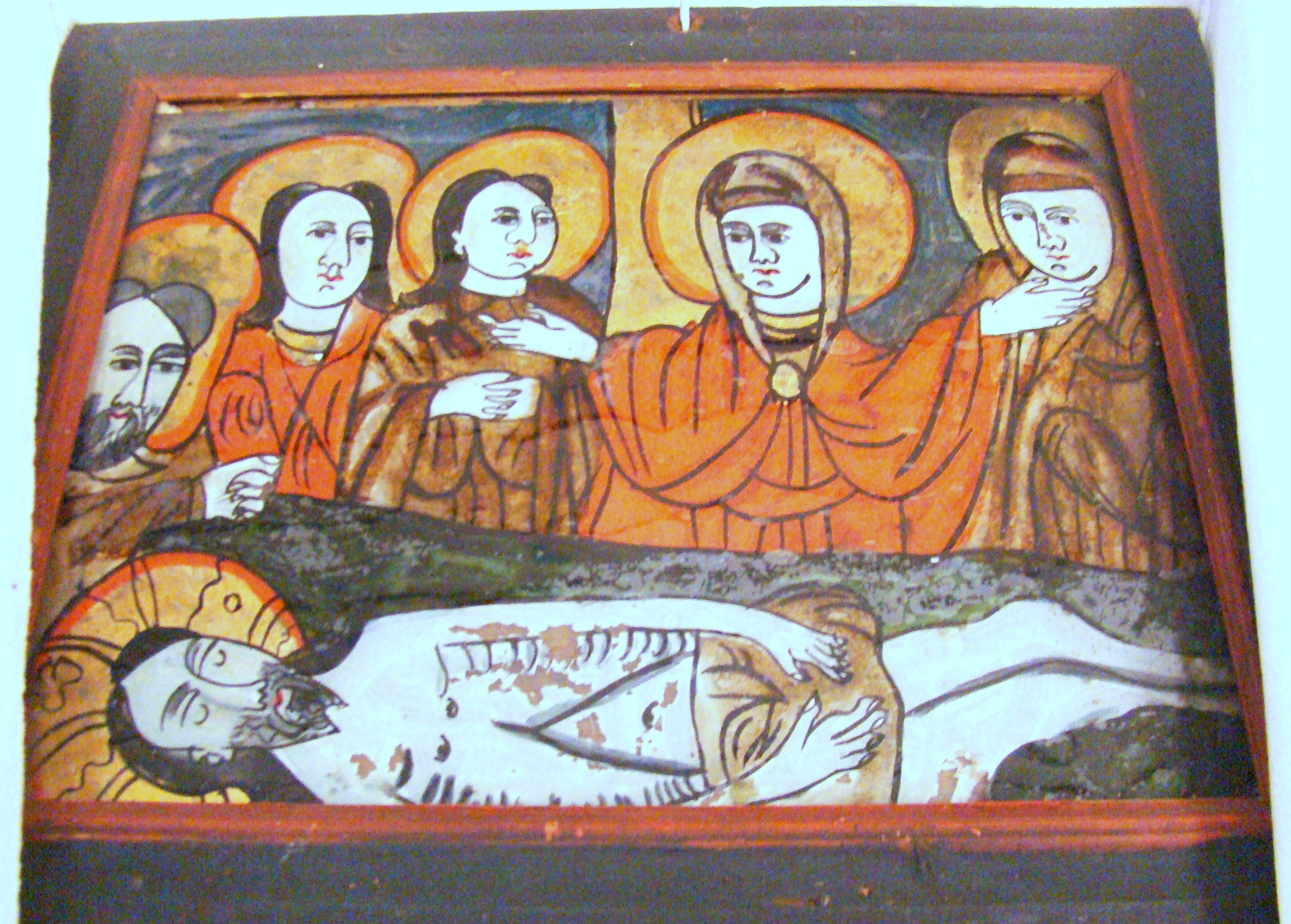
Prohodul Domnului

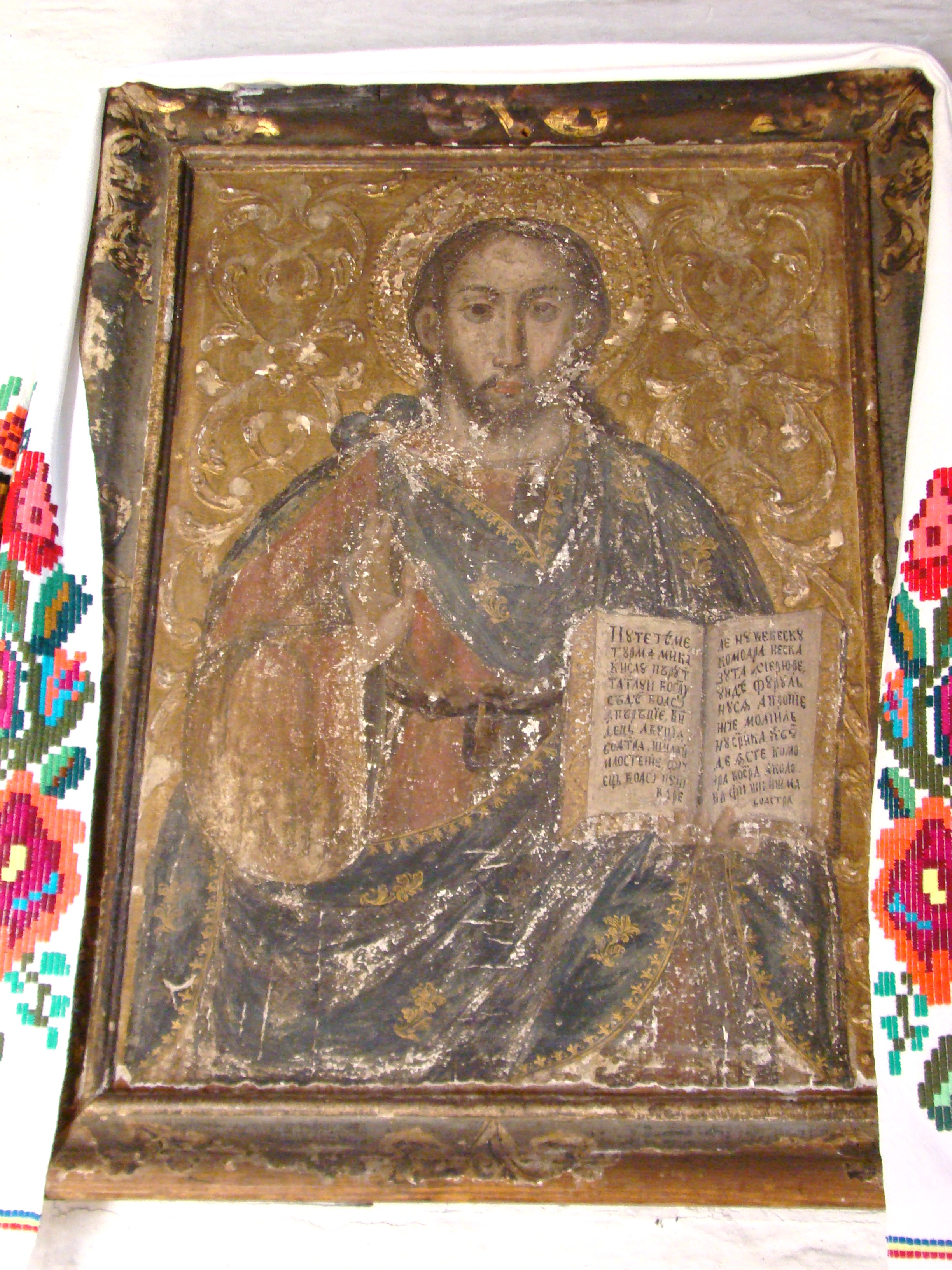
Cristos Pantocrator

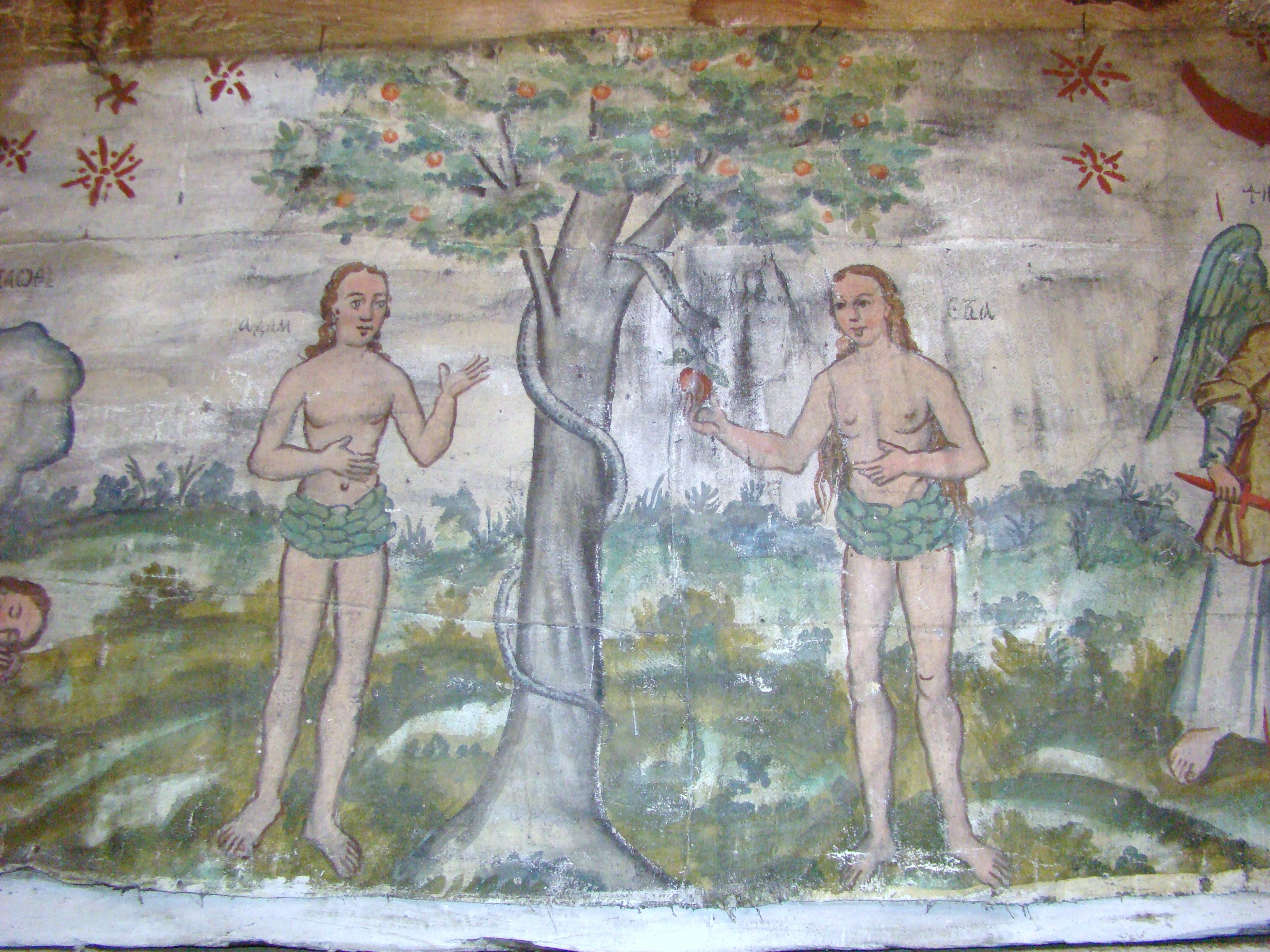
Scena păcatului originar

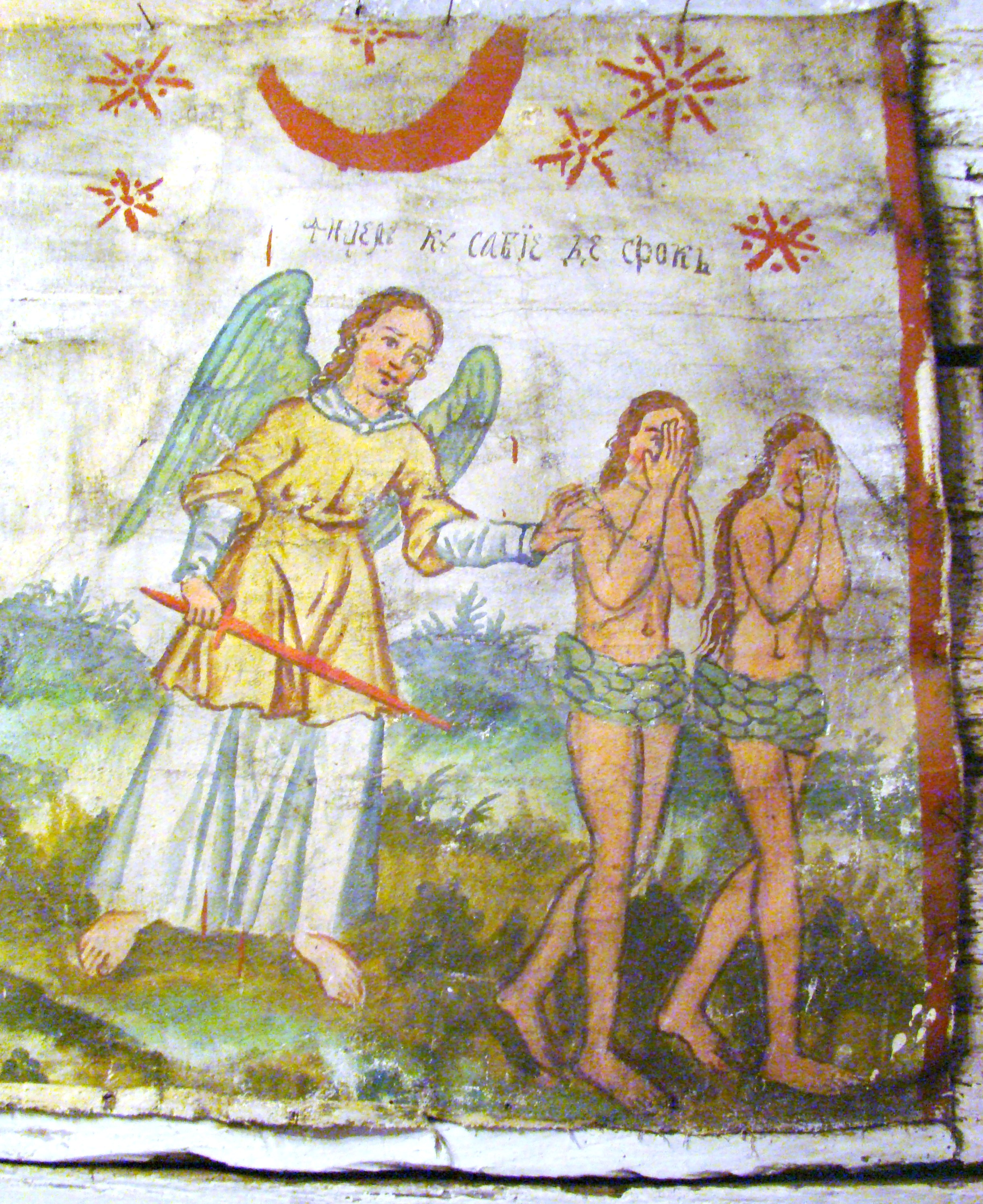
Izgonirea din rai

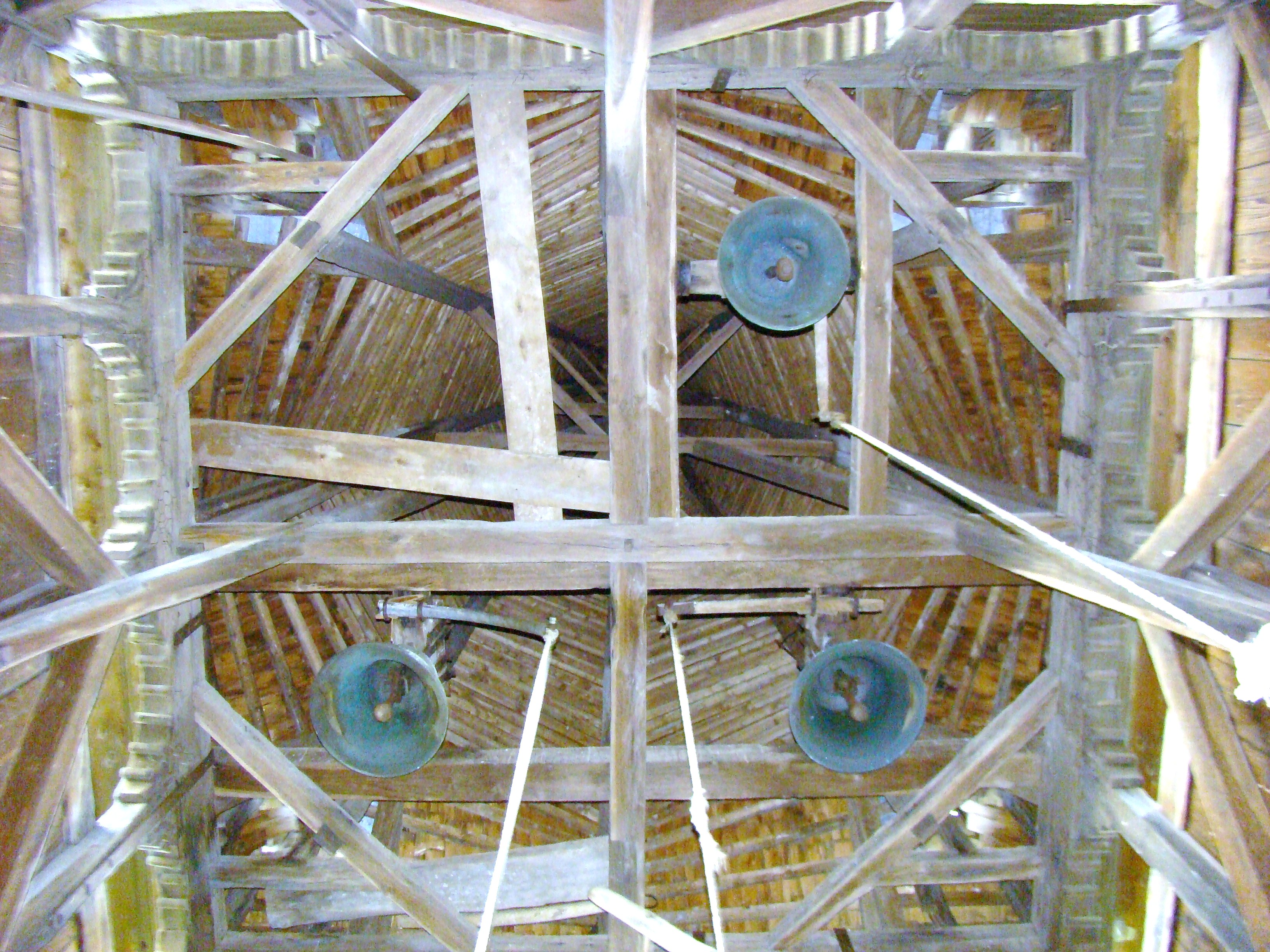
Clopotele bisericii

Biserica de lemn din Plopiș, comuna Șișești, județul Maramureș, datează din anul 1798. Are hramul „Sfinții Arhangheli Mihail și Gavriil”. Biserica se află pe noua listă a monumentelor istorice sub codul LMI:  MM-II-m-A-04604 și pe lista patrimoniului mondial al UNESCO.

## Istoric
Biserica este situată în Țara Chioarului, pe valea Cavnicului, și a fost construită de  comunitatea satului între 1796-1805 din bârne asamblate în sistem „Blockbau”. Satul Plopiș s-a format pe malul stâng al râului Cavnic, într-o zonă colinară de pe versantul sudic al Munților Gutâi, pe malul opus al văii fiind satul Șurdești. Este menționat documentar pentru prima dată în 1583, drept una dintre localitățile din urbariul Cetății Chioar. La data construirii bisericii, comunitatea număra doar 200 de suflete. Buni lemnari, cunoscuți fiind pentru frumoasele lăzi de zestre cu care au împânzit ținutul, locuitorii încep în anul 1796 edificarea unei noi biserici care să înlocuiască vechiul lăcaș de cult. La 12 noiembrie 1811, spre bucuria celor 49 de familii-ctitor, a avut loc sfințirea bisericii. Datele privind sfințirea bisericii sunt extrase dintr-un document întocmit cu ocazia târnosirii acesteia, document găsit în piciorul prestolului: „Sfințindu-se acestă sfântă biserică în anul Domnului 1811, noiembrie 12 ... Această biserică s-au făcut nouă de popa Damian.” Tot acolo au fost găsite 49 de monede, depuse câte una de fiecare familie din sat. În anul 1901 biserica a fost reparată; posibil că tot atunci se ridică tribuna (balconul). 
Conform datelor recensământului din 1930 din totalul de 341 de locuitori ai comunei Plopiș 336 s-au declarat ortodocși. În anul 1961 lăcașul a fost restaurat cu fonduri alocate de Direcția Monumentelor Istorice. Între anii 1990-1991, pe cheltuiala credincioșilor ortodocși din parohie, s-a schimbat acoperișul turlei și al navei. În anul 2014 a fost inițiat un proiect de restaurare totală (arhitectură și pictură) de către Parohia Ortodoxă Română Plopiș, preot paroh fiind Daniel-Vasile Pop, iar lucrările propriu-zise au început în ianuarie 2018, finalizându-se în aprilie 2021. În data de 29 mai 2021 a fost resfințită de episcopul Iustin Hodea și de arhiereul vicar Timotei Bel, însoțiți de un sobor de preoți și diaconi.
Având dimensiuni modeste: 17 m lungime, 7 m lățime și 47 de m înălțime, biserica din Plopiș se remarcă prin proporțiile sale bine echilibrate, ce o fac cunoscută ca una din cele mai închegate și unitare construcții religioase din Maramureș. Are plan dreptunghiular, cu  pridvor pe vest și absida altarului poligonală. La interior, în naos, se remarcă bolta, cu secțiune trilobată, singura de acest tip într-o biserică de lemn. Exteriorul este bogat decorat. Fațadele, cu ferestre în acoladă, dispuse pe două niveluri, au un brâu de secțiune semicirculară, cornișa este subliniată de o friză de denticuli în coadă de rândunică, iar consolele acoperișului au terminație în trepte. Pridvorul este mărginit de un parapet traforat și arcade festonate, pe stâlpi de lemn.  Acoperișul, unitar deasupra naosului și pronaosului, are în coamă, spre vest, terminație în jumătate de con. Turnul-clopotniță se ridică parțial deasupra pronaosului și parțial deasupra pridvorului și are camera clopotelor în consolă, deschisă, cu parapet traforat, arcade și acoperiș înalt, piramidal, cu turnulețe de colț.
Pictura a fost executată în anul 1811 de Ștefan Zugravul din Șișești și se păstrează fragmentar pe bolta naosului, unde se remarcă imaginea Sfintei Treimi, scene din Apocalipsă sau din Ciclul Patimilor, într-o paralelă moralizatoare, caracteristică programelor iconografice din bisericile maramureșene; pictura tâmplei și cafasului sunt opera aceluiași zugrav. Aceluiași pictor îi datorăm și pictura unor icoane, între care și cea de pe masa altarului. În sprijinul acestei afirmații vine inscripția aflată pe spatele icoanei de prestol, inscripție ce atestă paternitatea acesteia, respectiv că a fost pictată de Ștefan Zugravul.

## Trăsături
Biserica din Plopiș a preluat elementele arhitectonice ale Bisericii de lemn din Șurdești. Identitatea formelor și a decorului a făcut ca cele două biserici să fie considerate ca realizate de același constructor, Ioan Macarie. Se remarcă prin eleganța siluetei, pusă în valoare de amplasamentul pe platoul unei coline – perfectă simbioză între creația umană și natură. Ea se diferențiază de alte biserici de lemn prin înălțimea pereților, care sporește amploarea spațiului interior.  Biserica din Plopiș reprezintă un exemplu tipic pentru bisericile de lemn din zonă, rezultat al interferenței între tipul de biserici de lemn maramureșene și tipurile de biserici de lemn din zonele etnografice învecinate.
Construită din lemn de stejar, biserica din Plopiș are numeroase particularități ce îi dau o notă de unicitate și realizare tehnică. Remarcabila compoziție volumetrică este subliniată de accente decorative sculpturale, ca brâul de forma unui tor sau friza de arcade oarbe de sub streașină, amintind de decorul arhitecturii de stil romanic.
Planul bisericii din Plopiș este aproape identic cu cel al bisericii din Șurdești, succesiunea încăperilor fiind de la est la vest, respectiv o absidă poligonală a altarului decroșată, un naos aproape pătrat acoperit cu o boltă, care în secțiune este trilobată (o boltă semicilindrică asezată pe două sferturi de cilindru), un pronaos rectangular tăvănit pe ale cărui grinzi masive se înalță turnul clopotniță și pridvorul cu arcade de pe latura de vest. Dacă bolta naosului, cu profilul trilobat, este unică în arhitectura de lemn din Transilvania și Maramureș, în schimb, monumentalitatea și înălțimea îndrăzneață a turnului nu sunt atinse decât de biserica „geamănă”, Biserica de lemn din Șurdești. Turnul, cu verticalitatea sa accentuată, are alături de coiful central, patru turnulețe cu rol decorativ, dar  și un semn distinctiv că satul avea un Sfat al Bătrânilor cu drept de judecată.

## Imagini din exterior

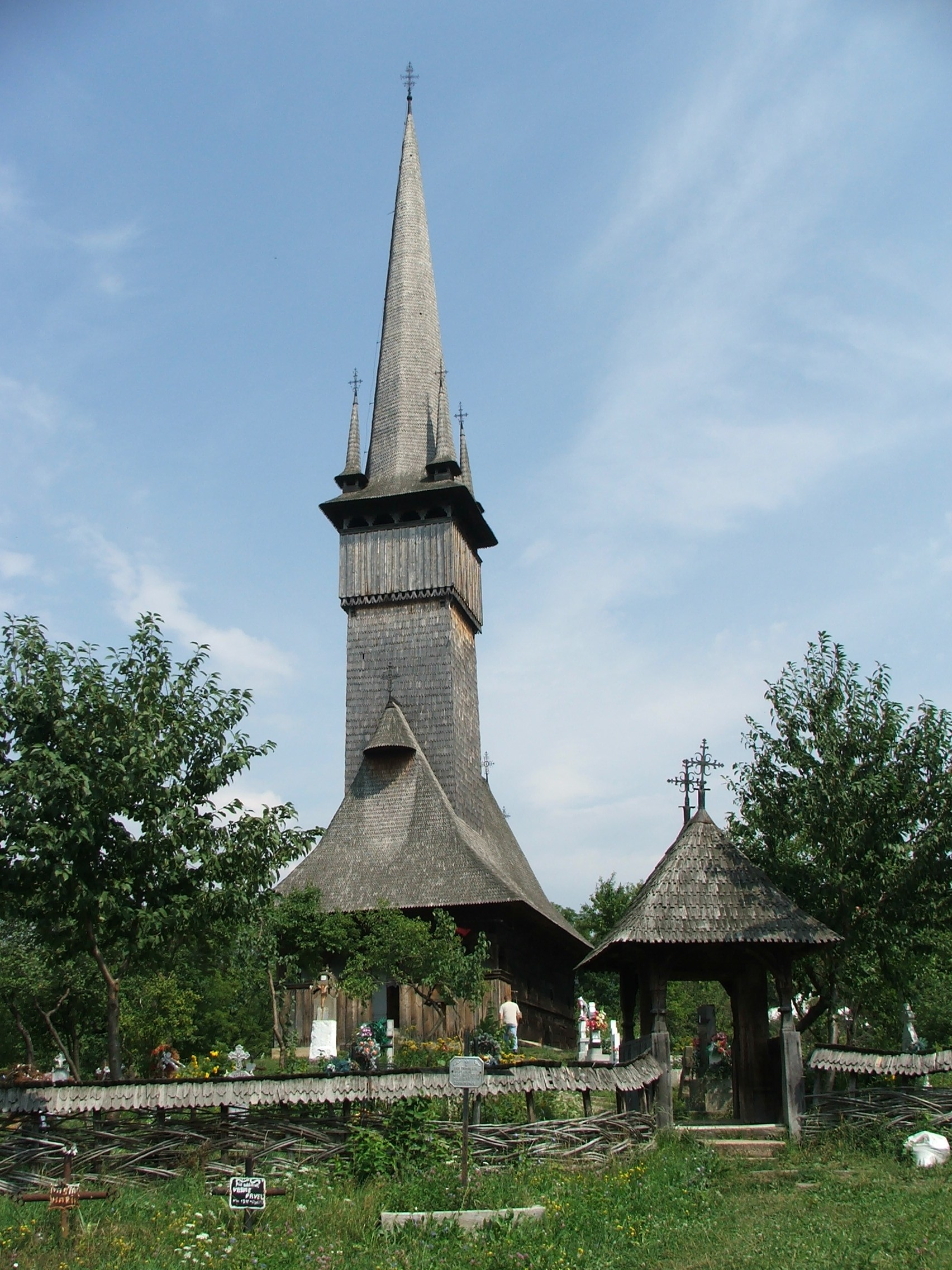
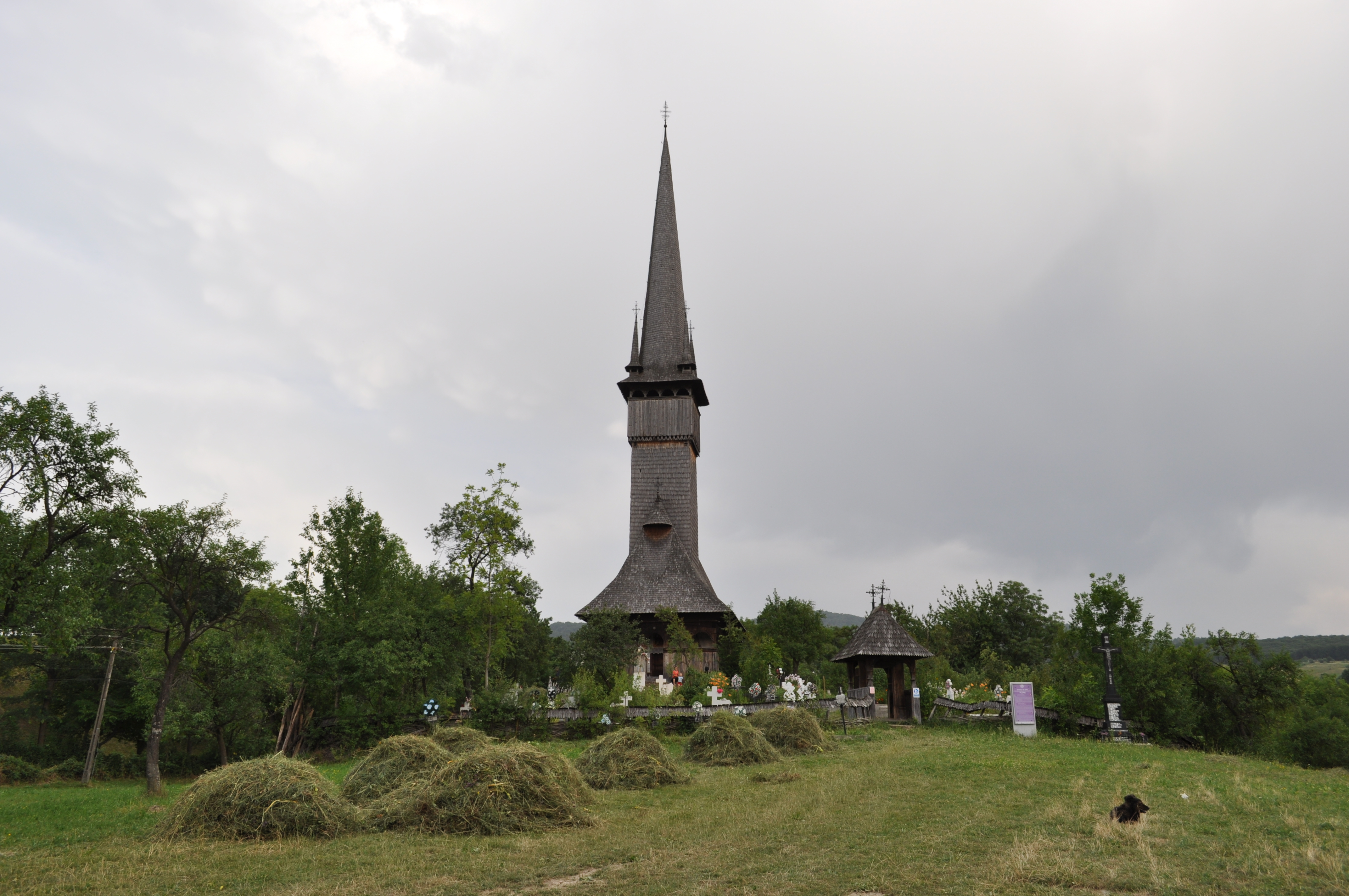
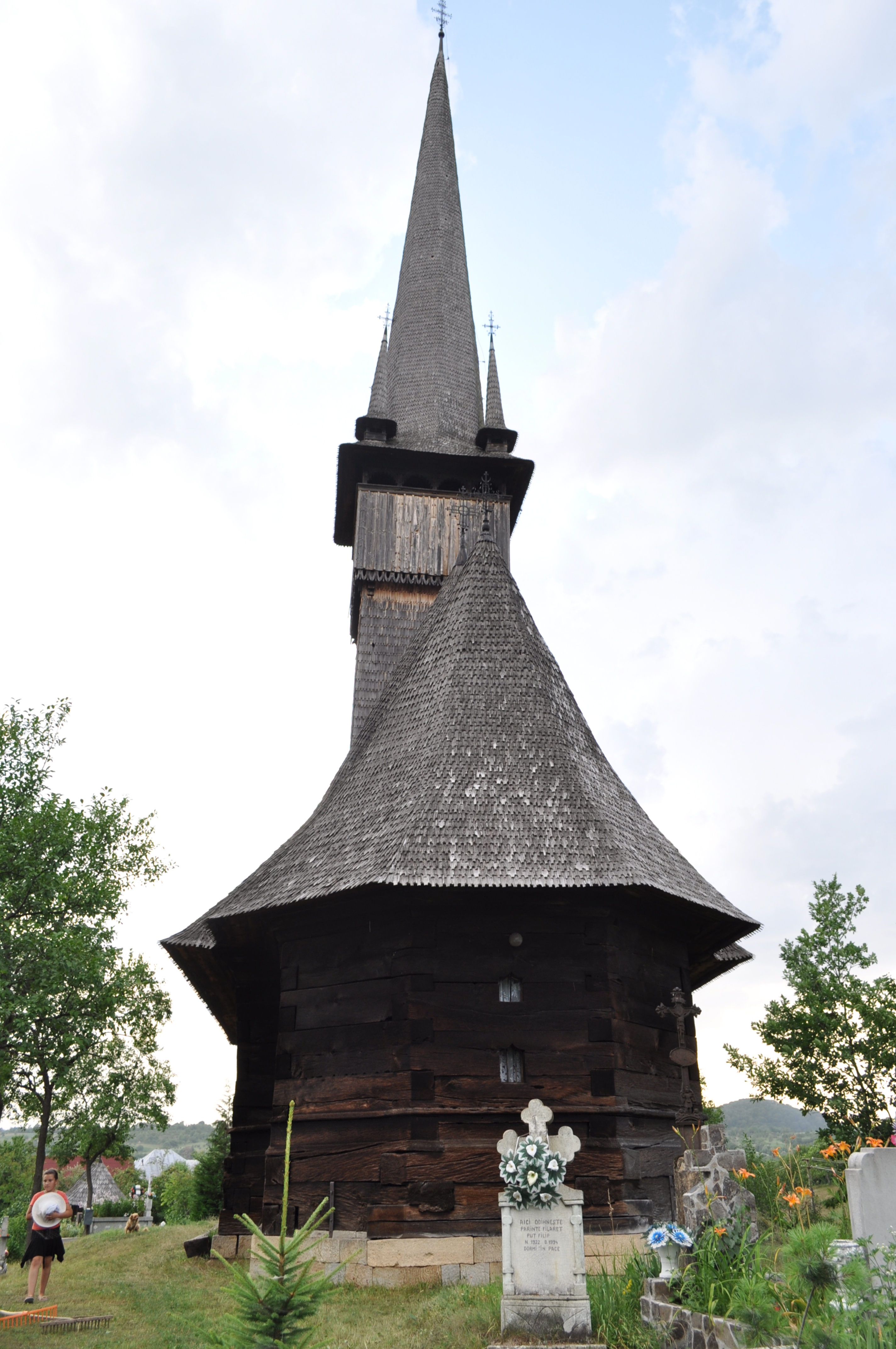
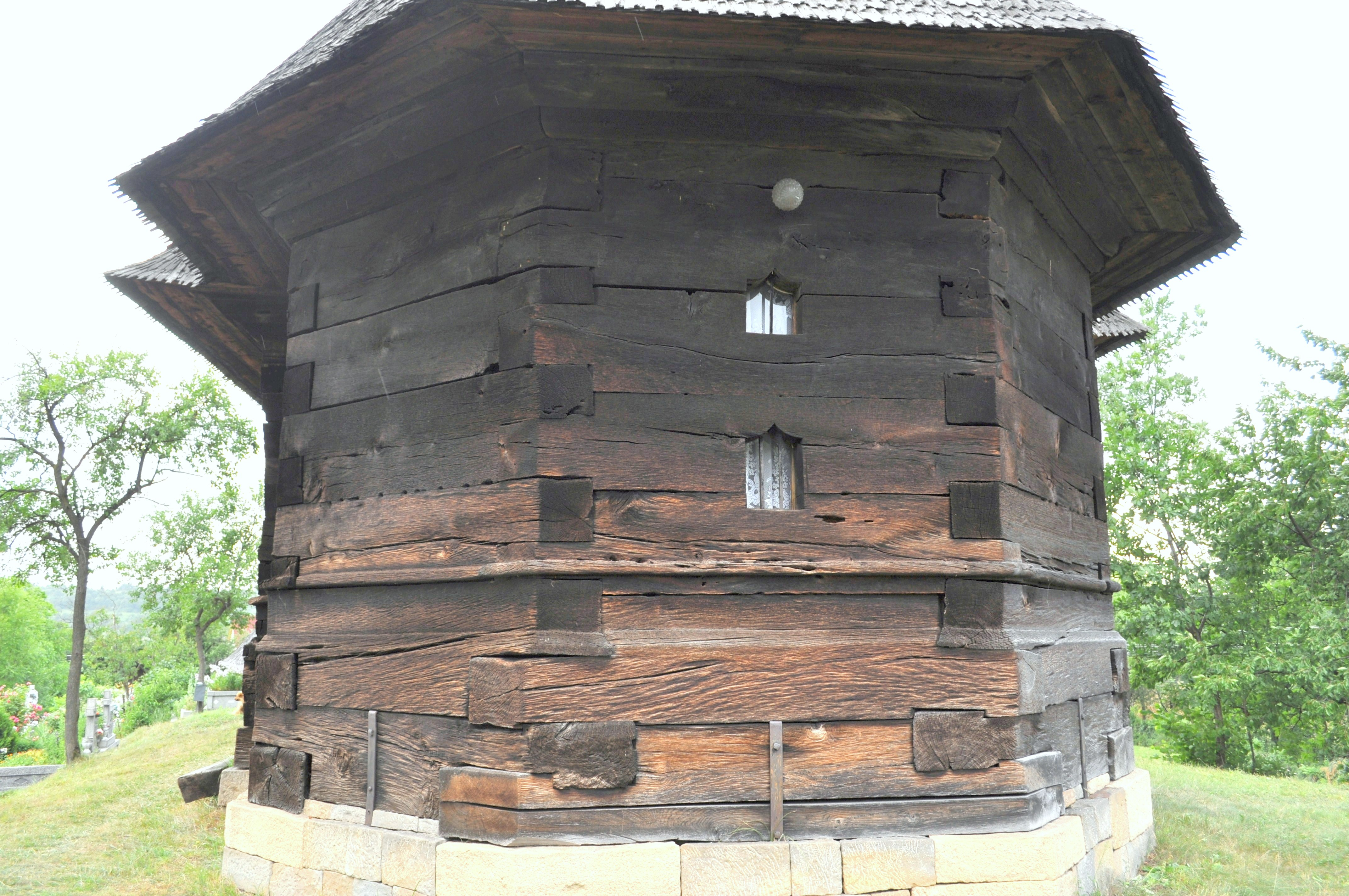
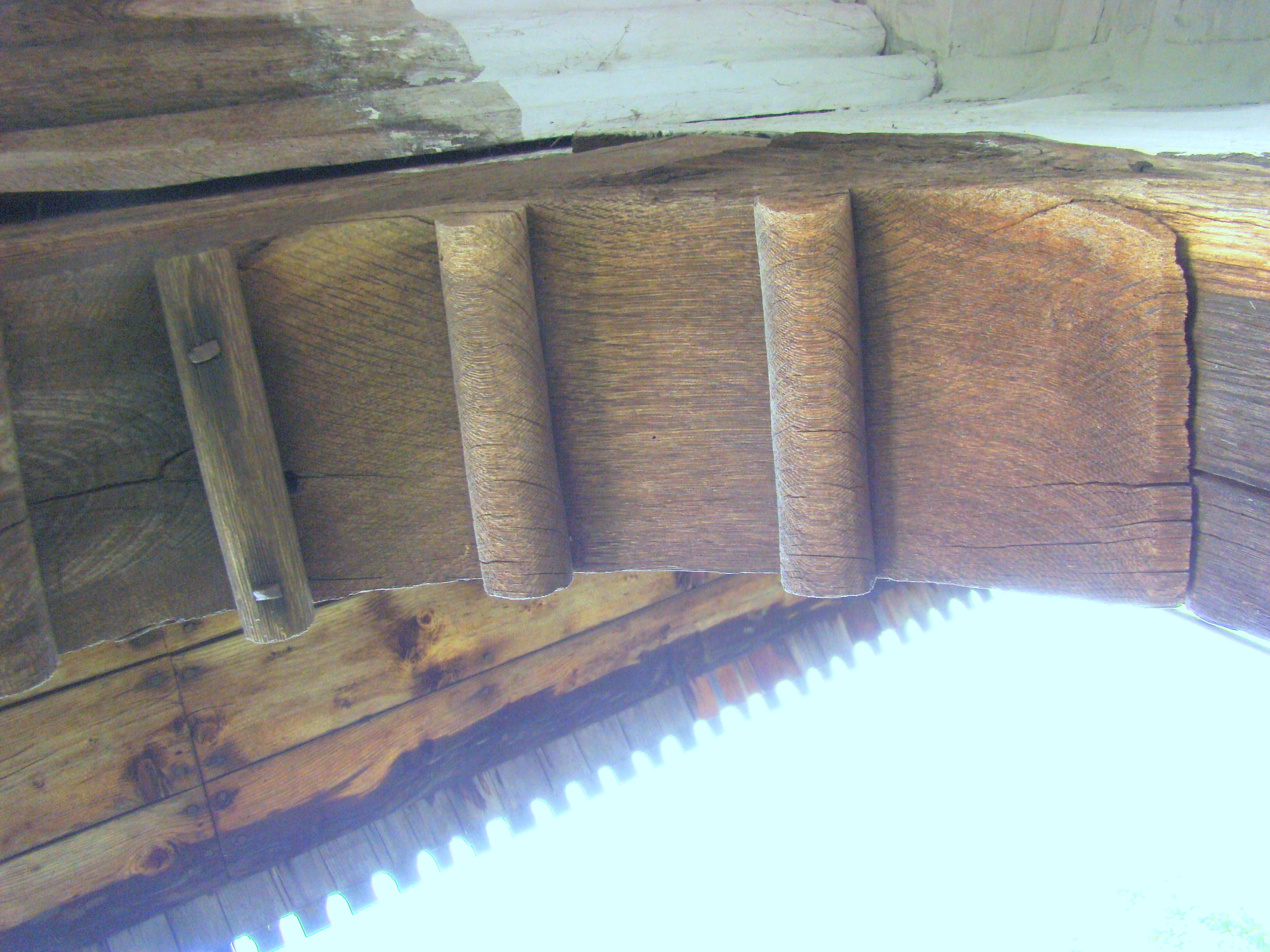
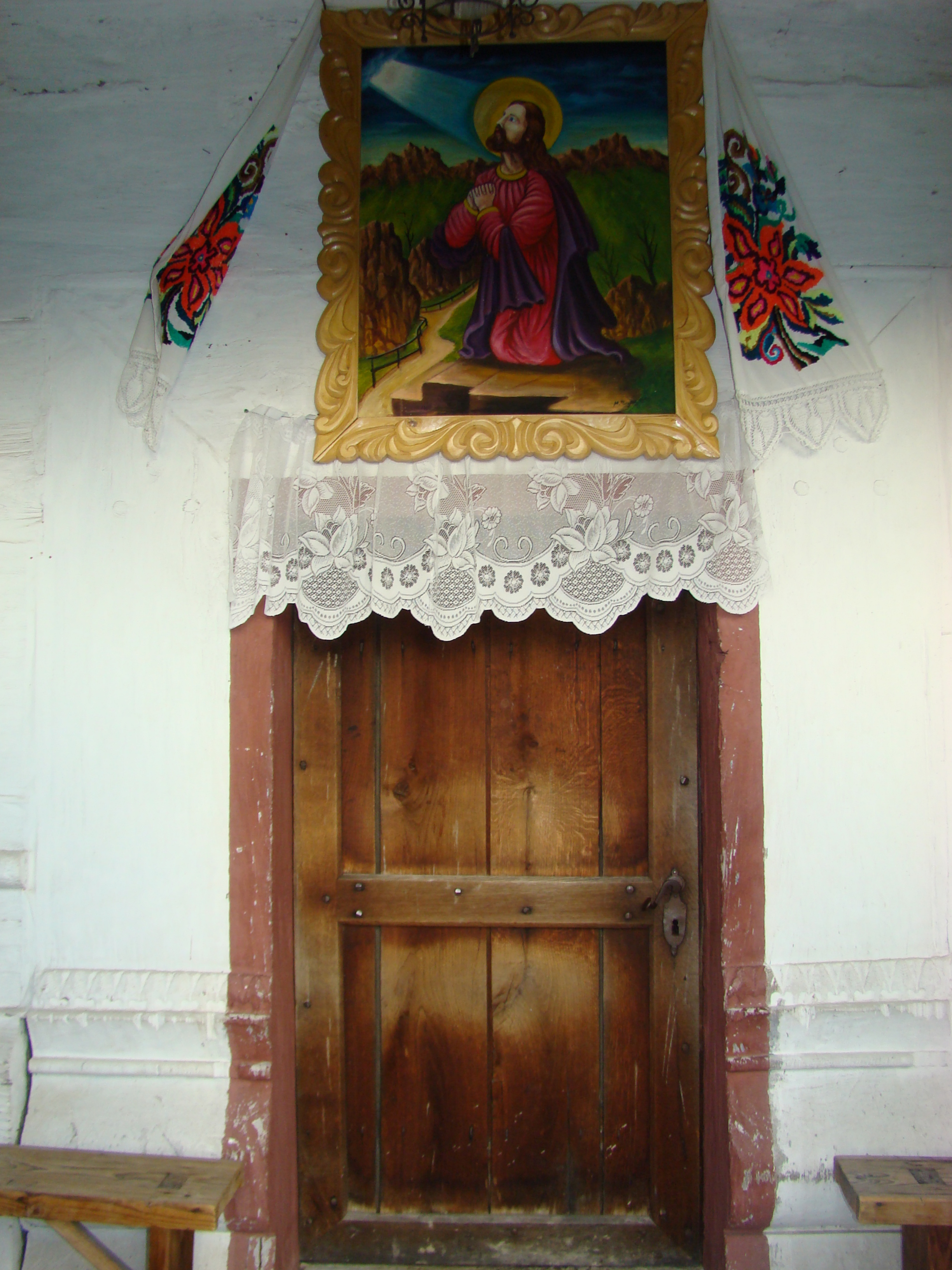
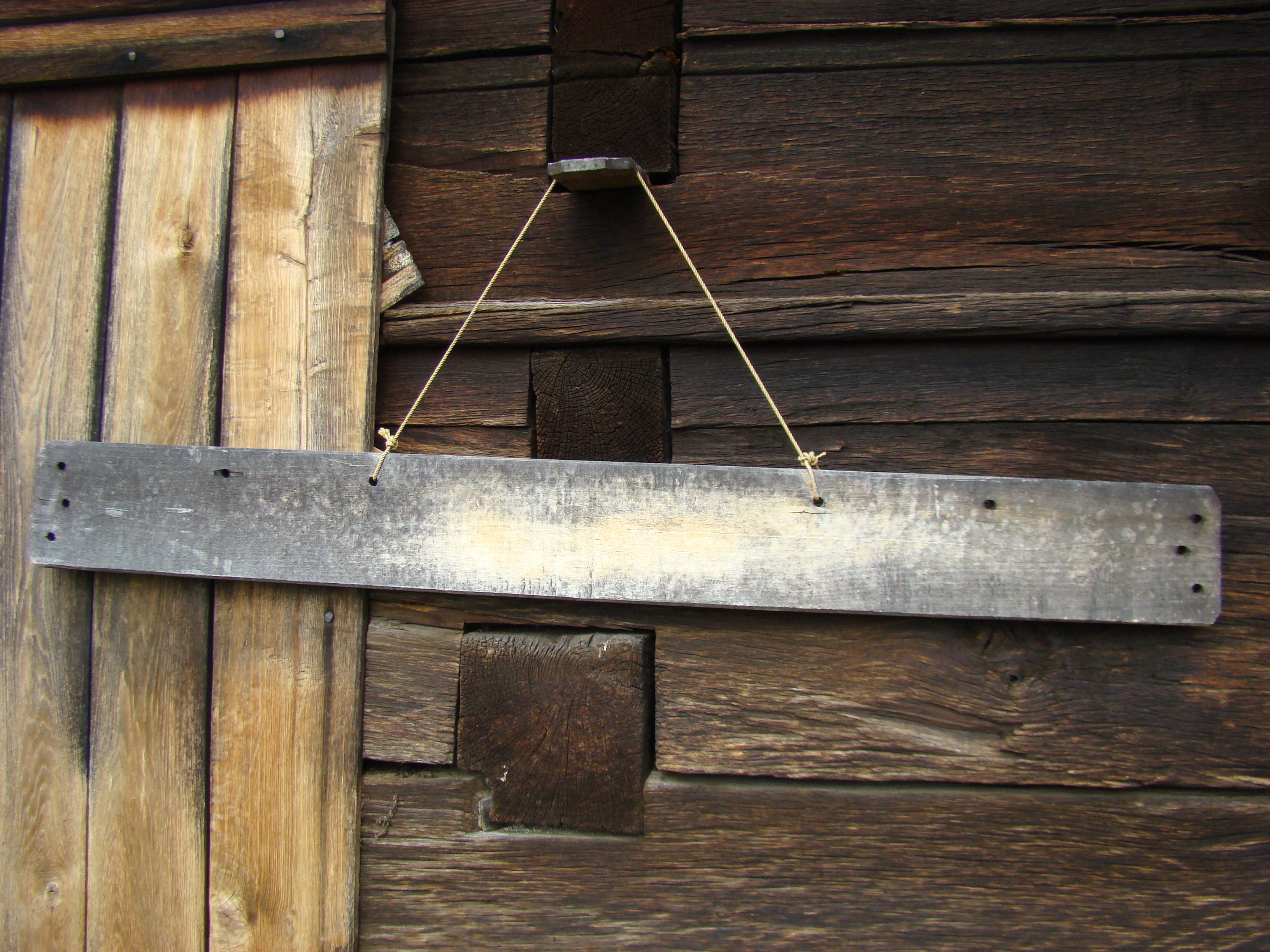
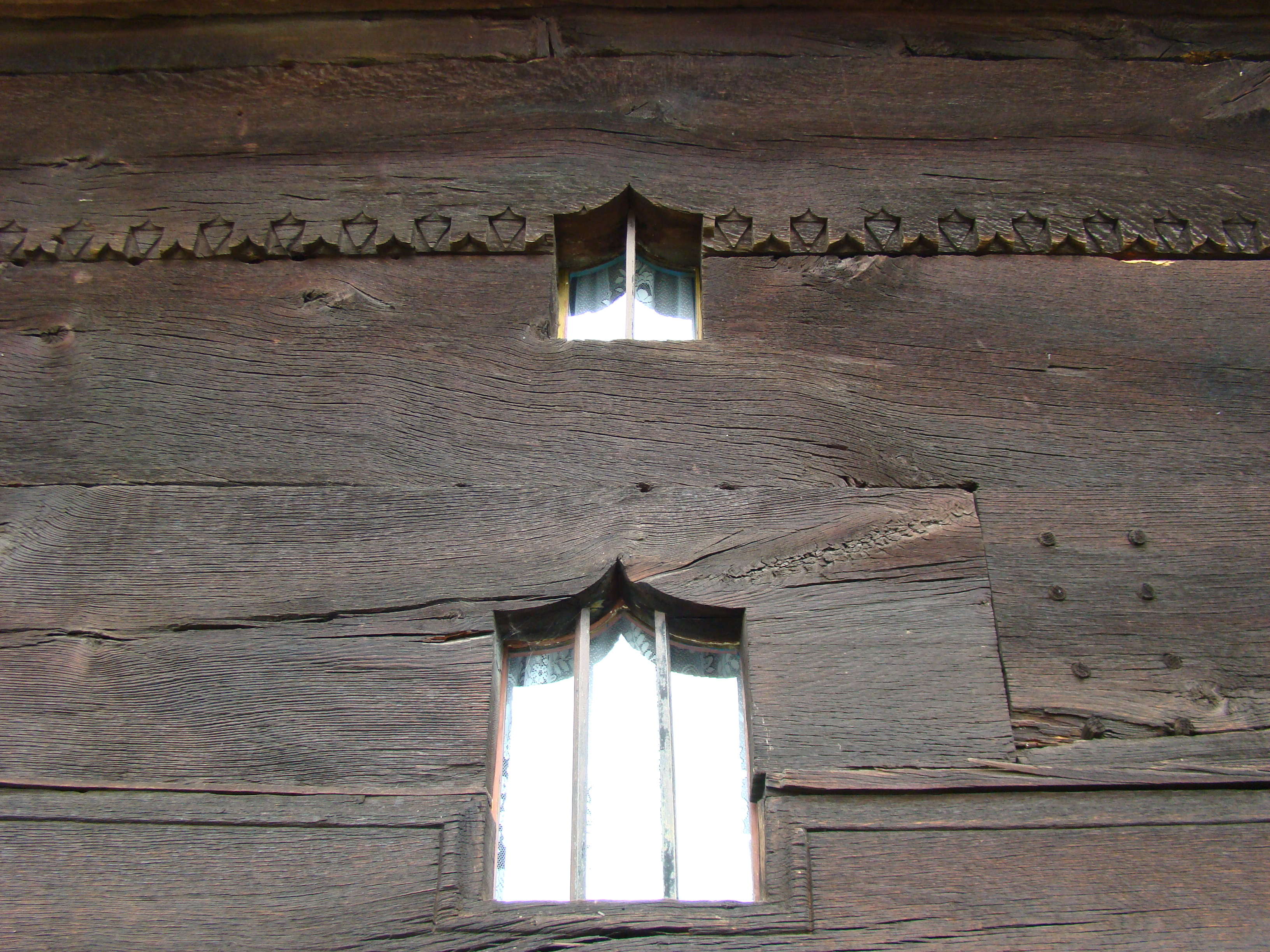
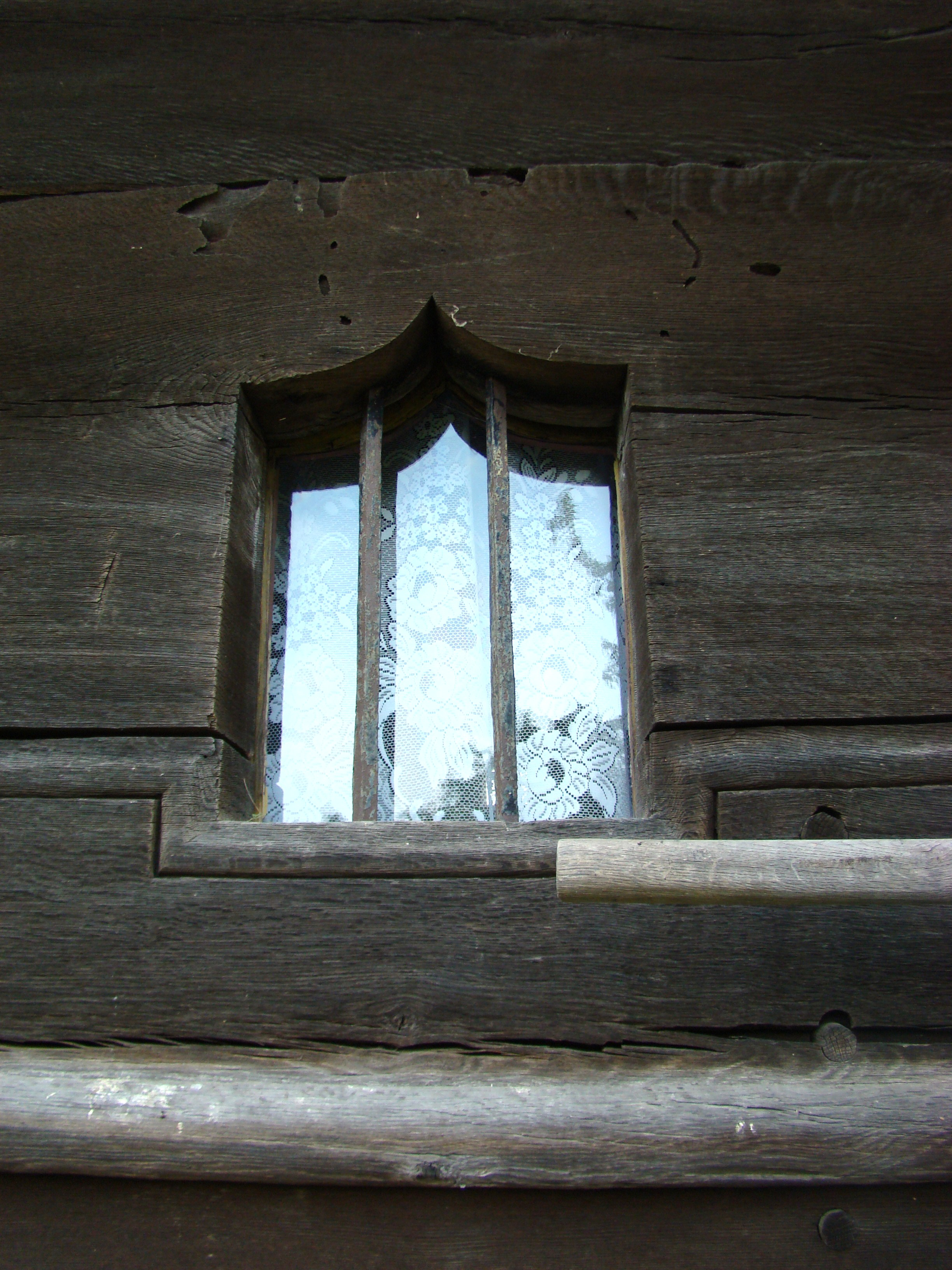
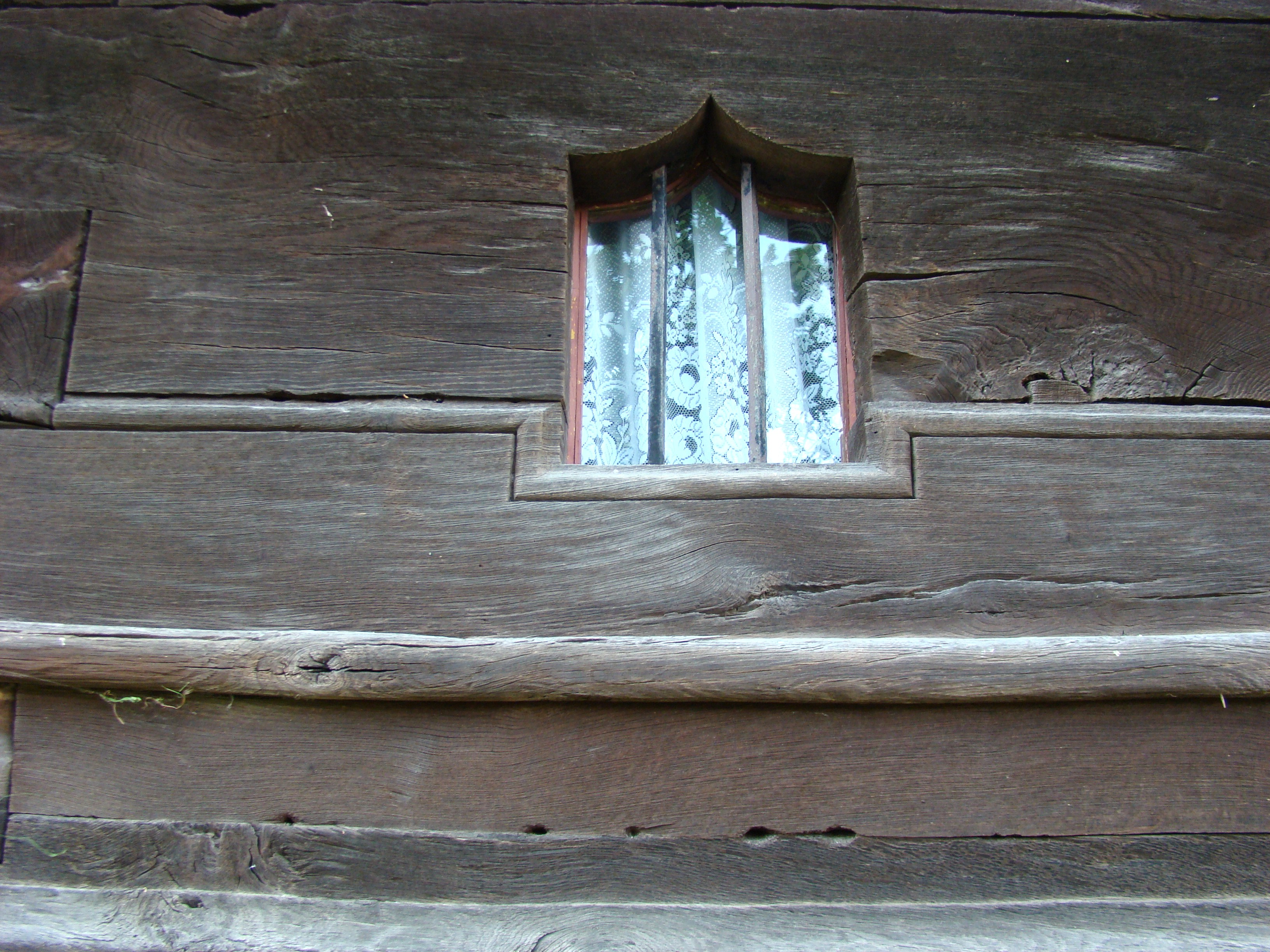
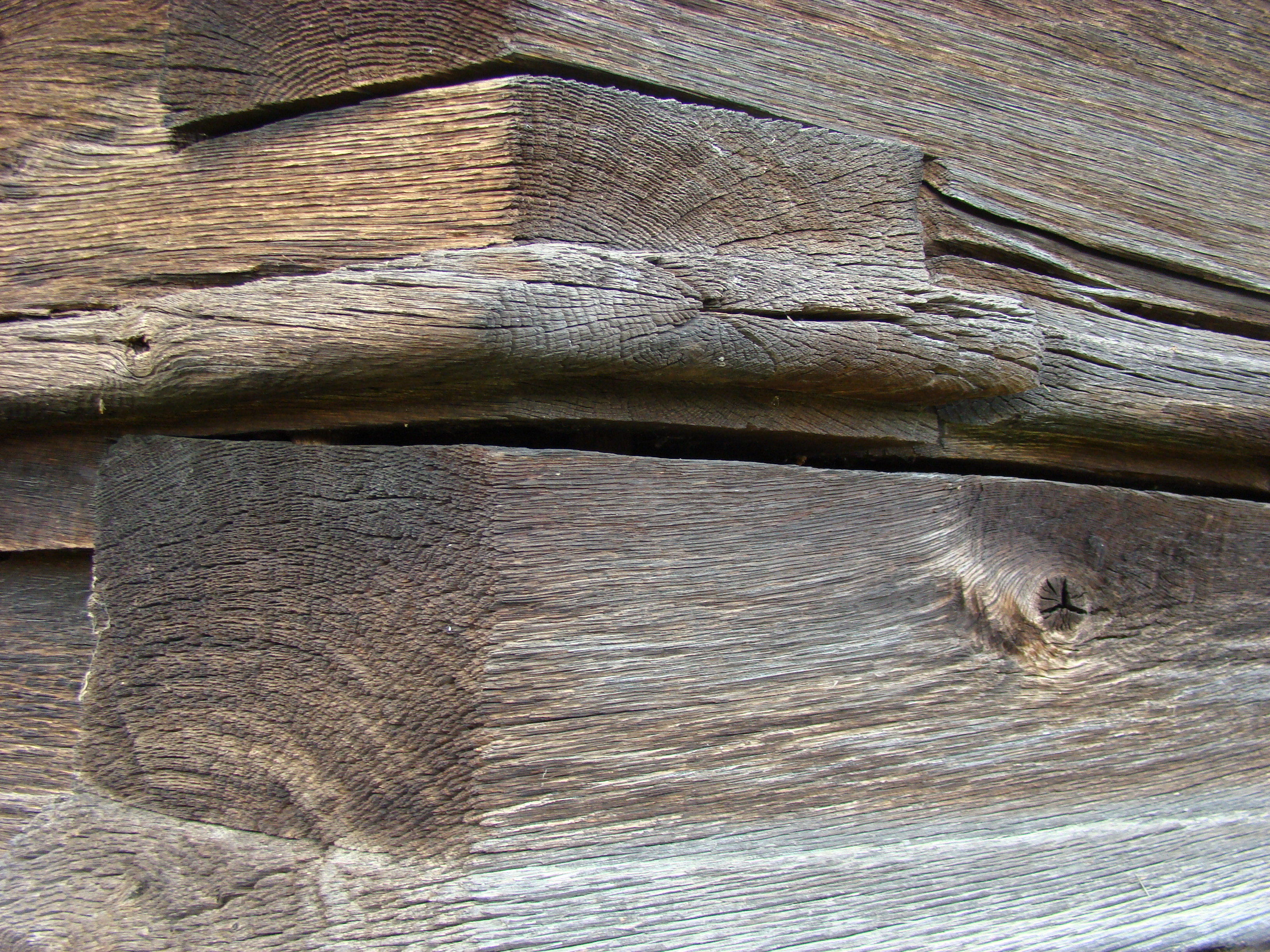
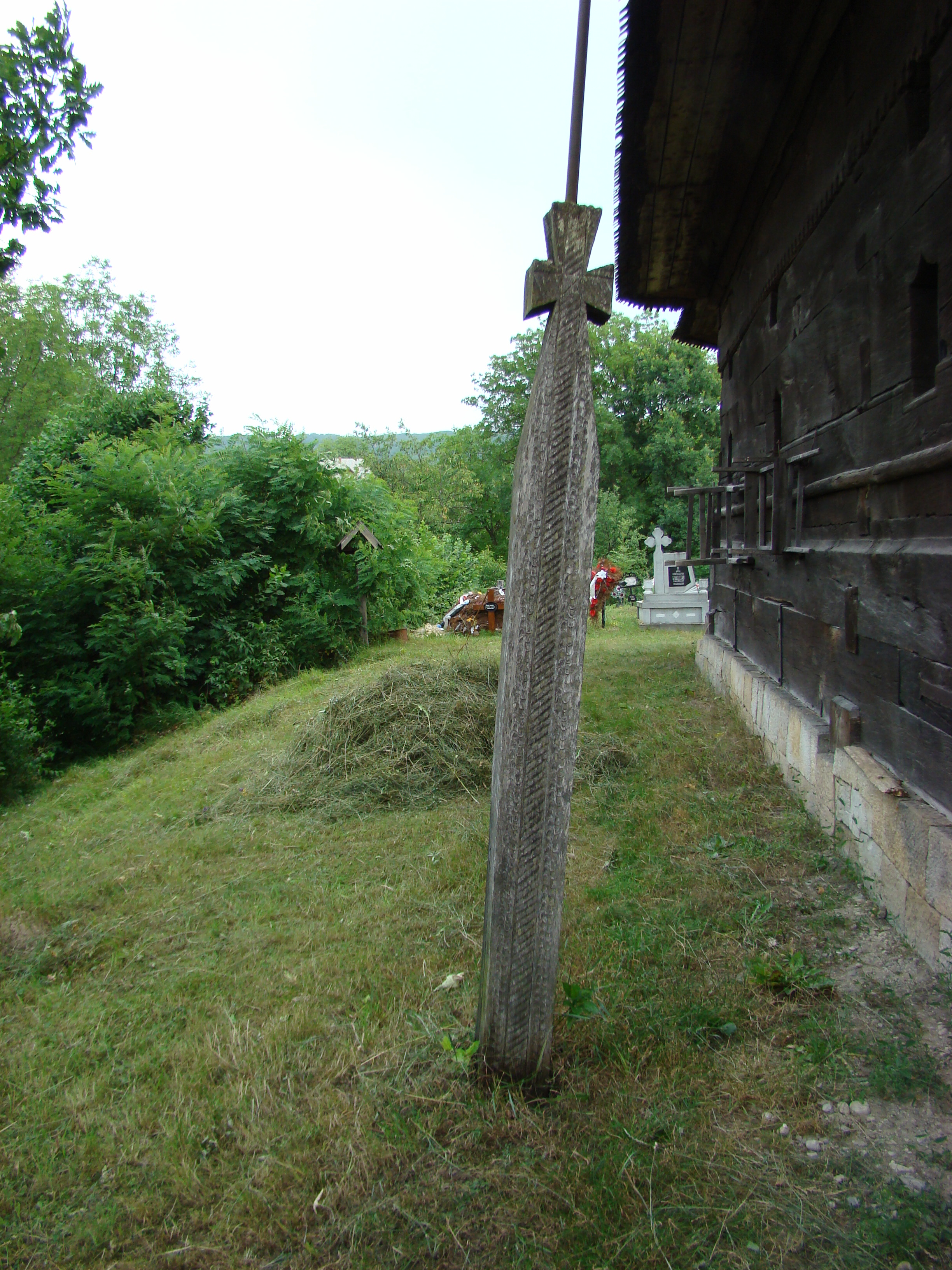
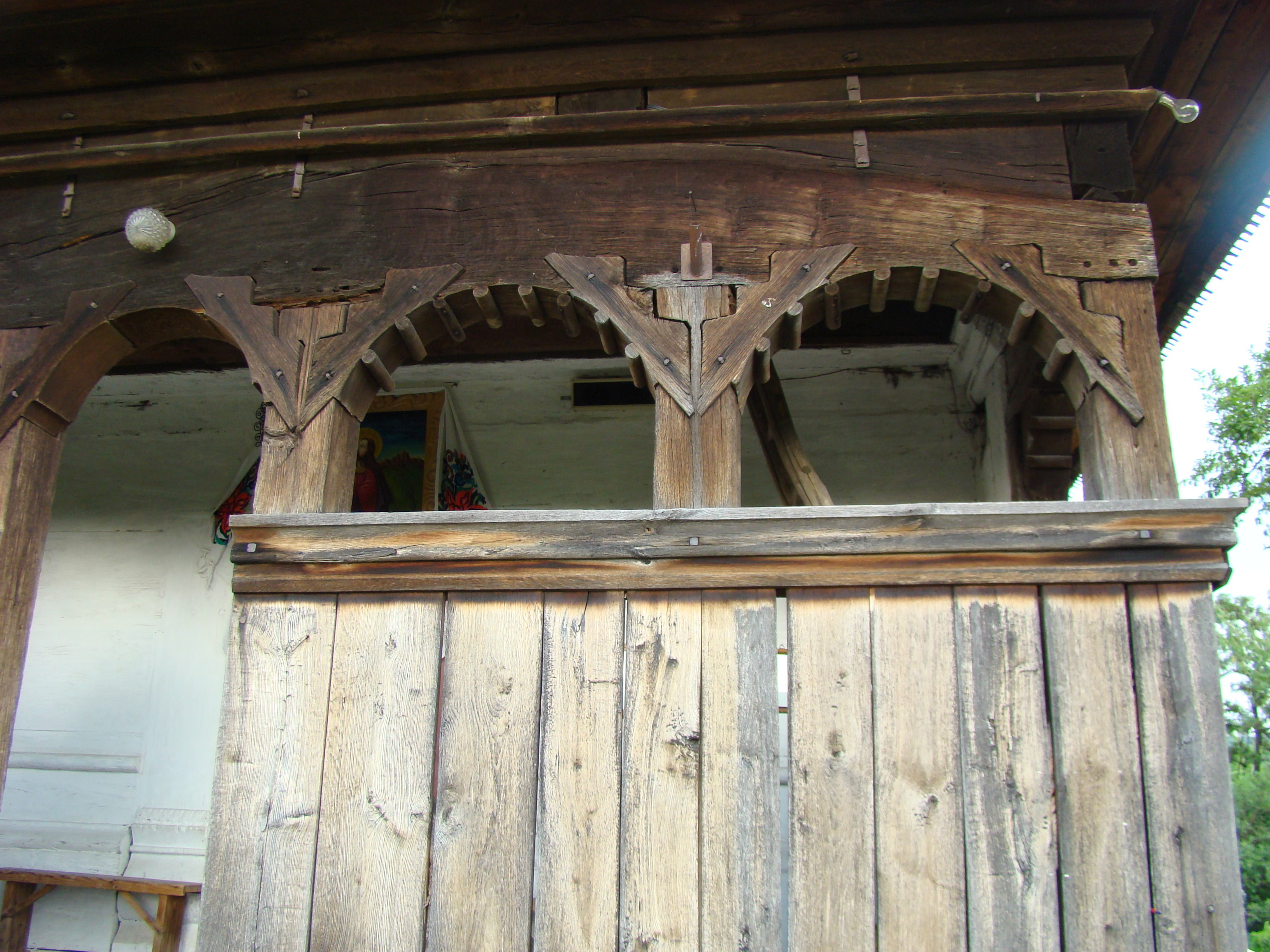
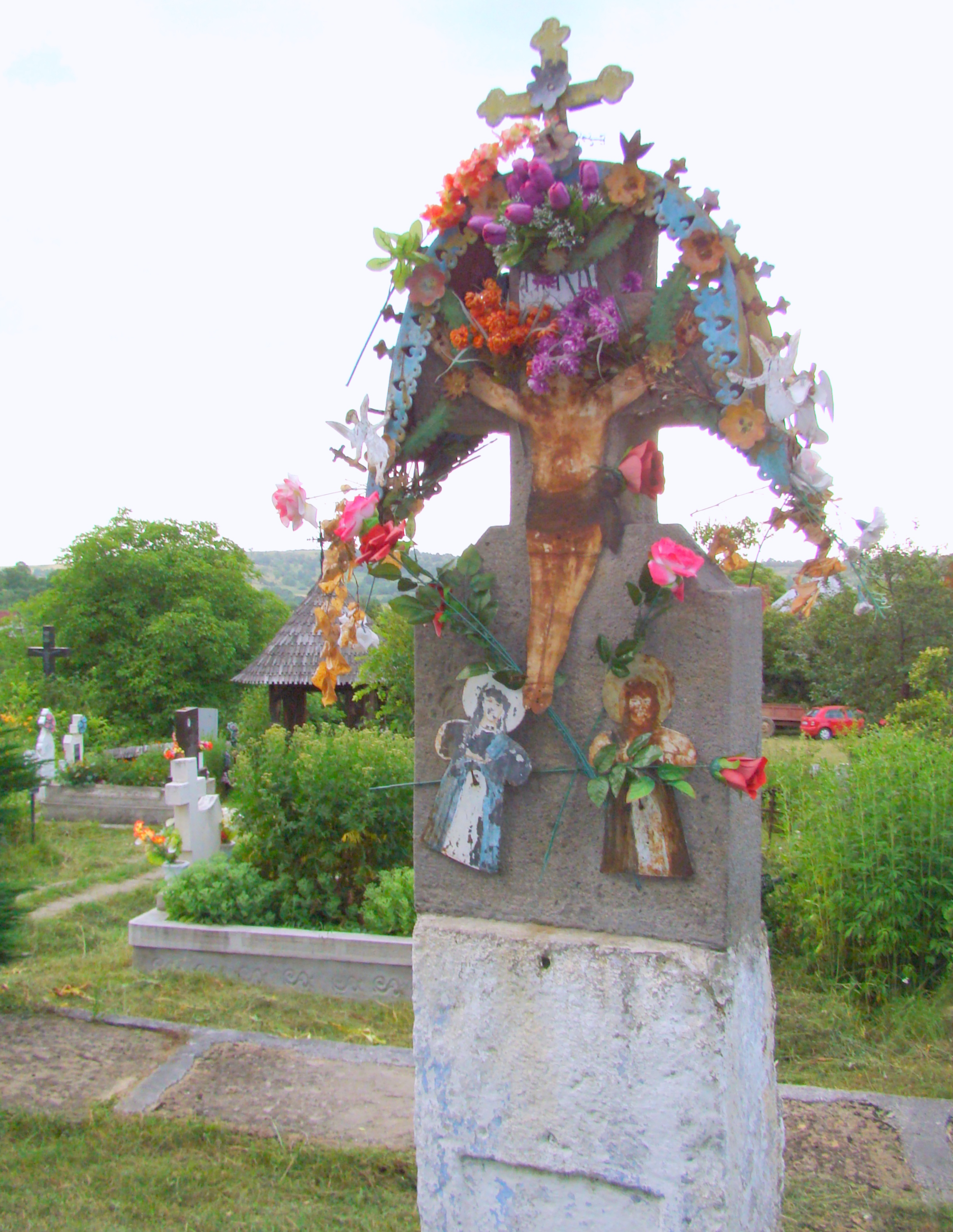

## Imagini din interior

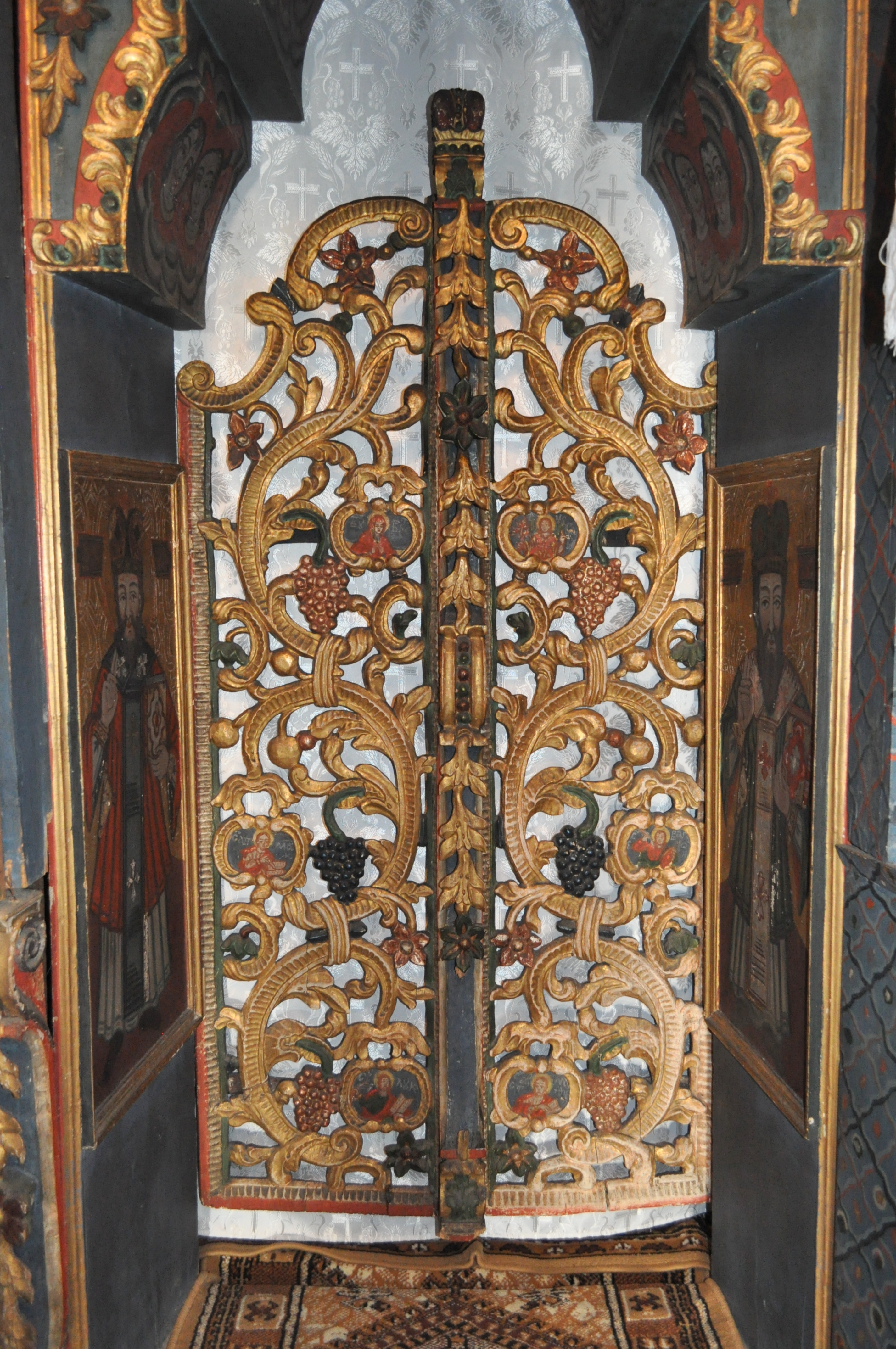
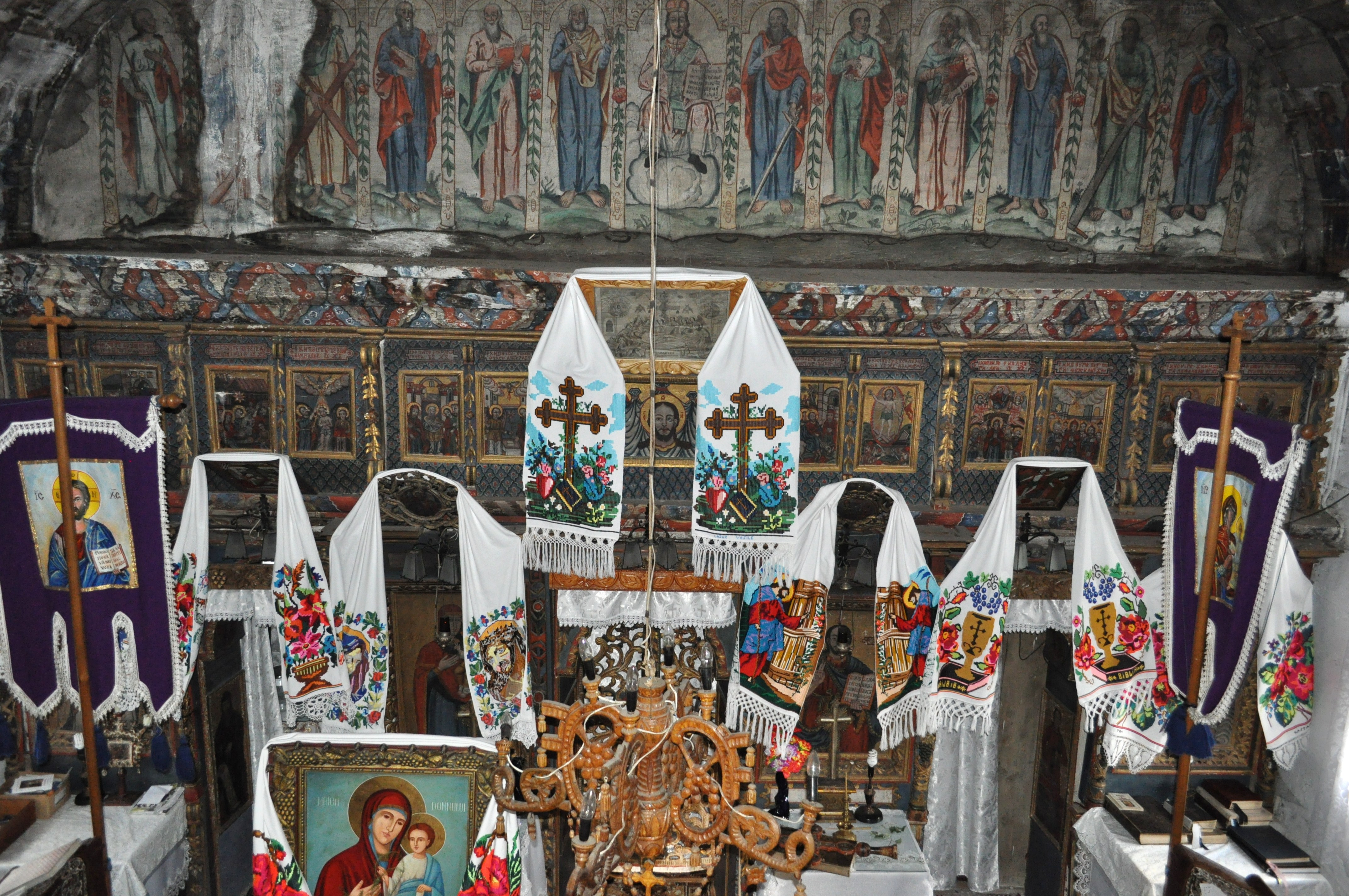
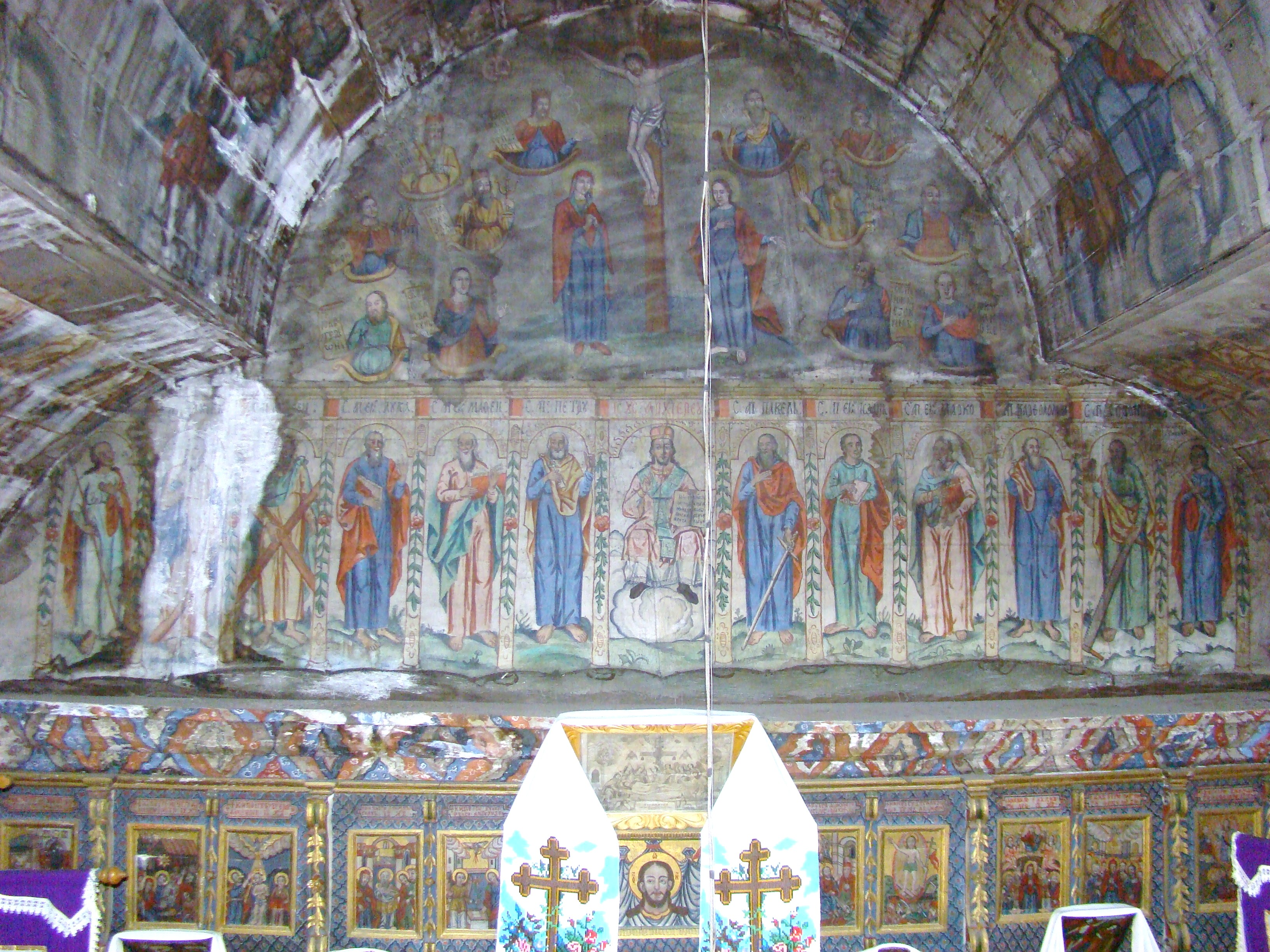
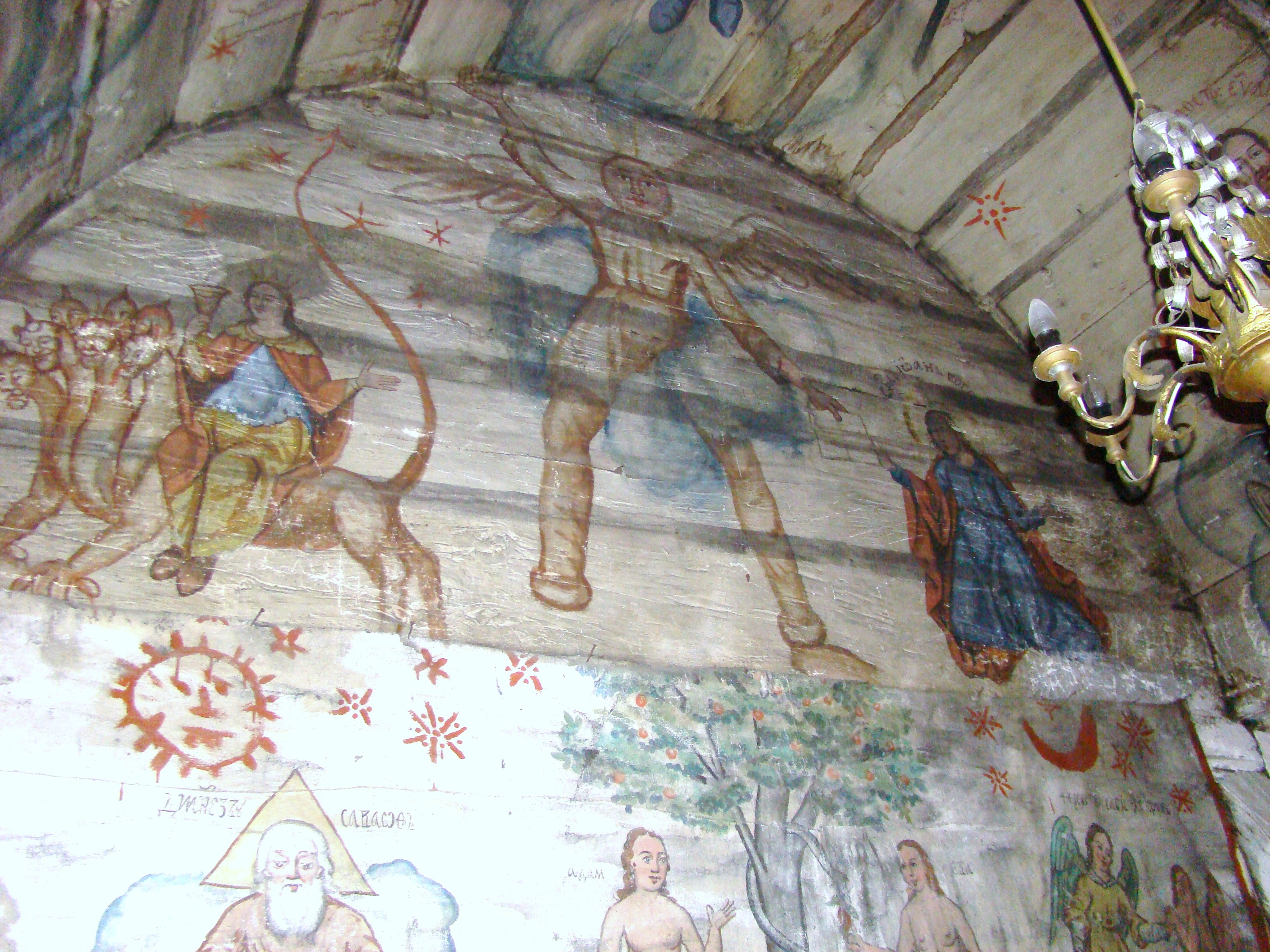
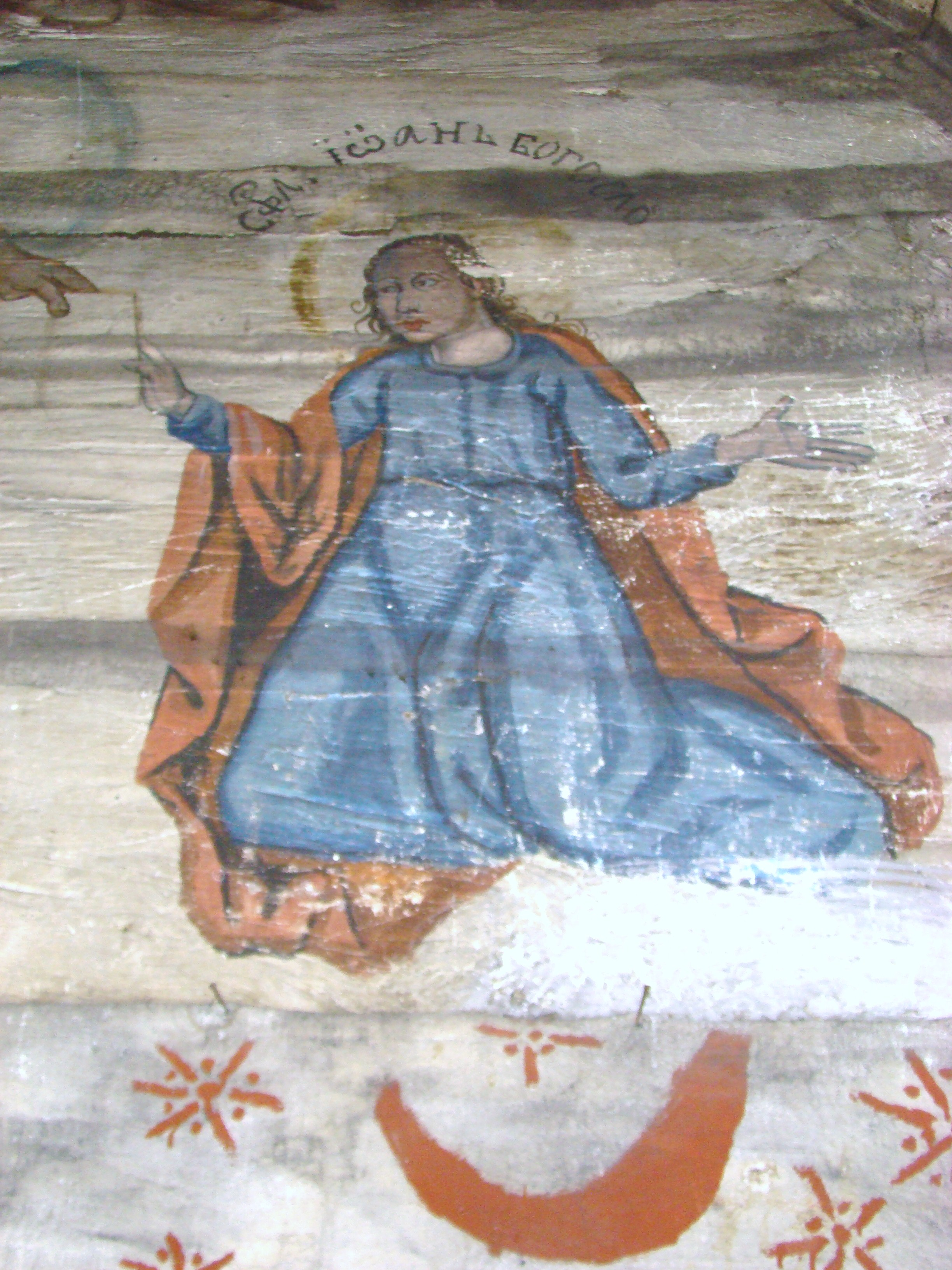
Apostolul Ioan (cu litere chirilice Ioan Bogoslov)
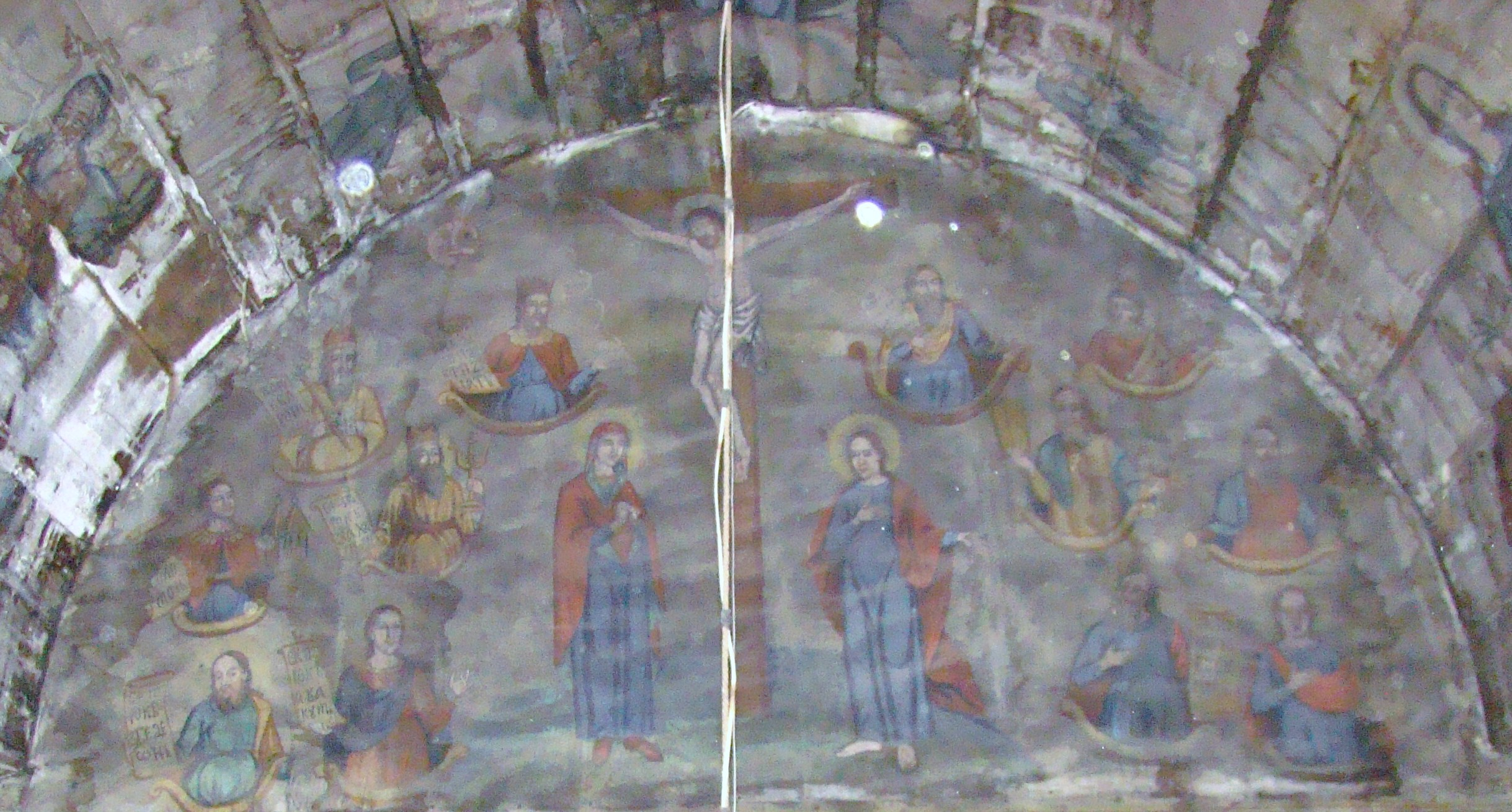
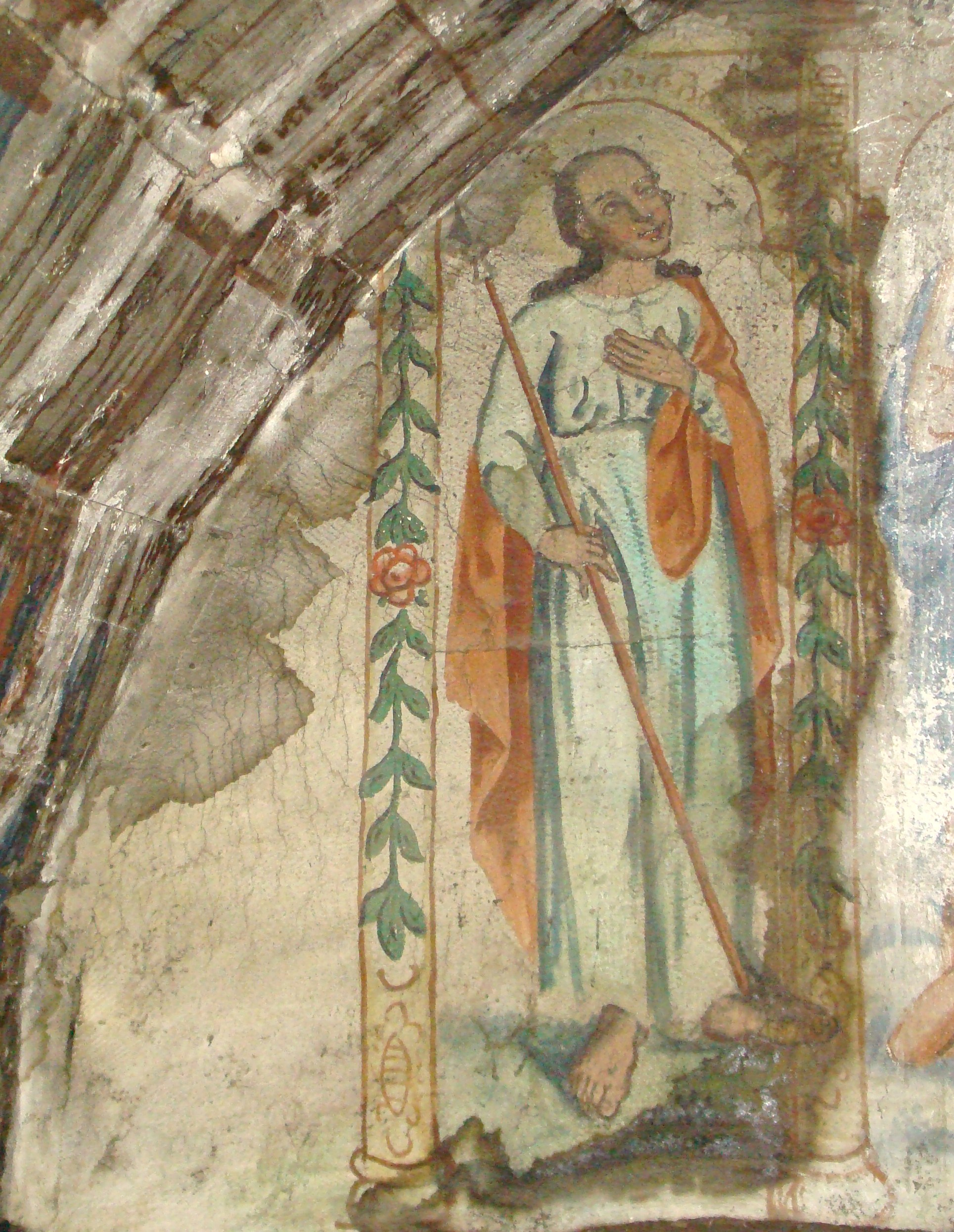
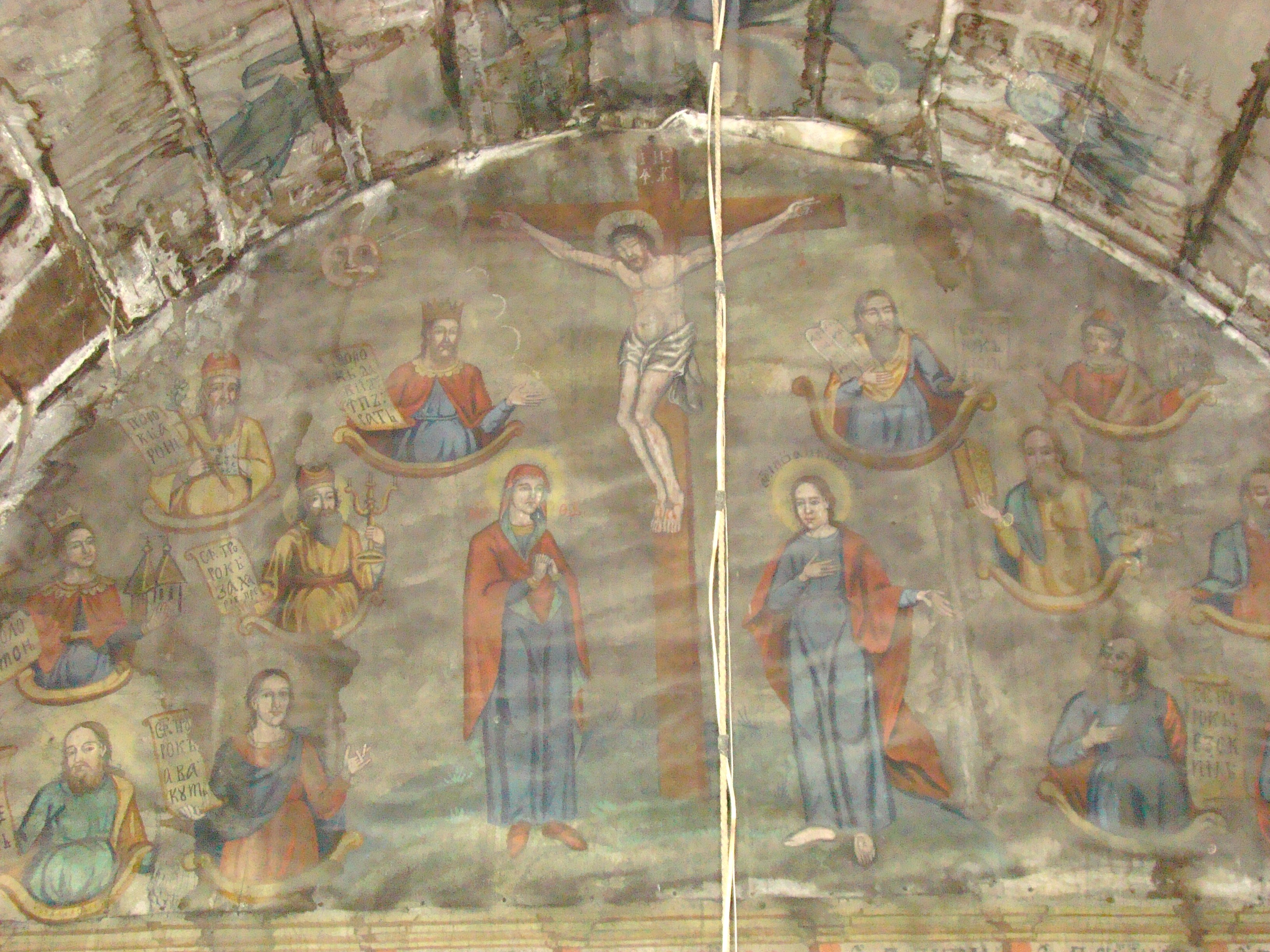
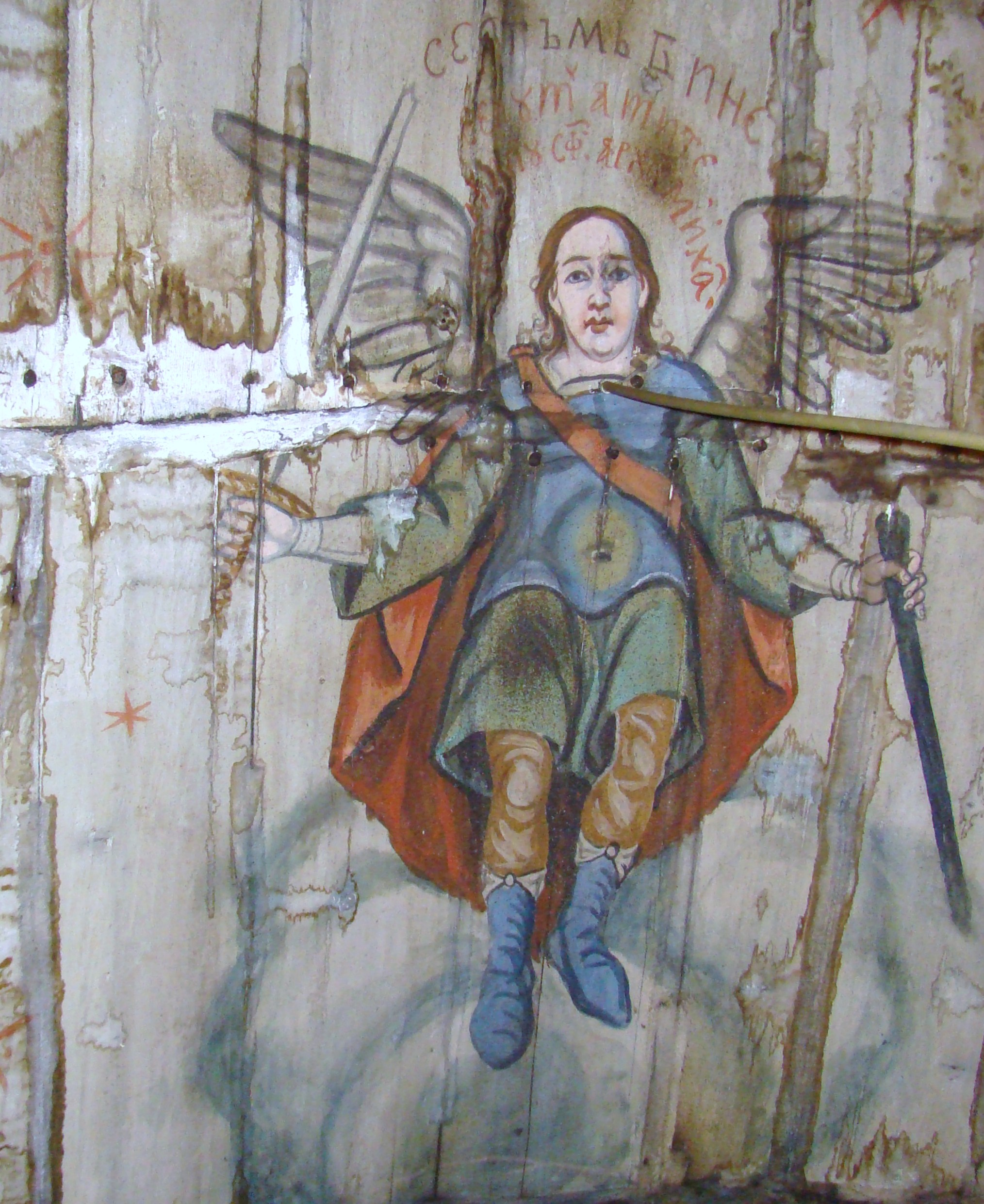
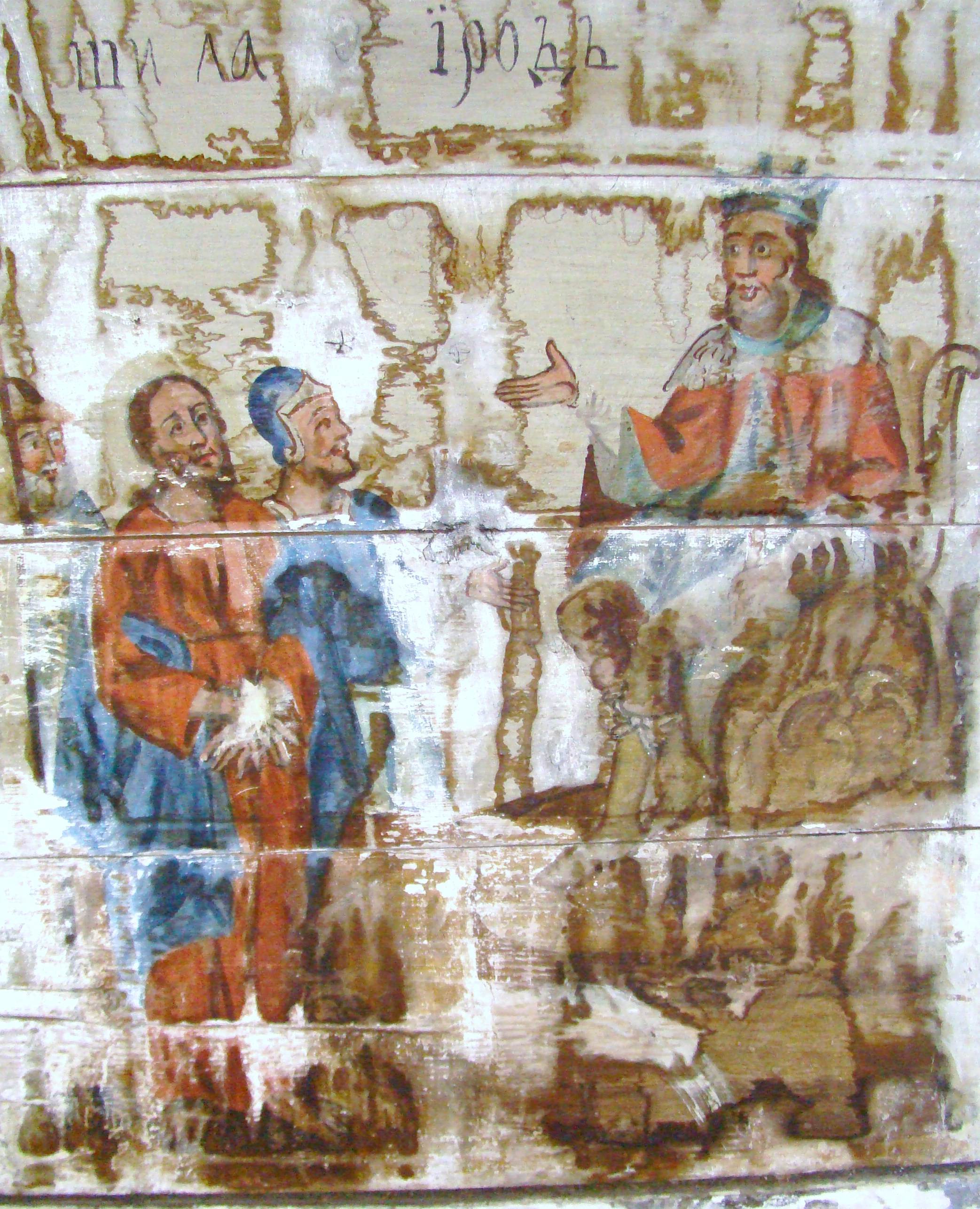
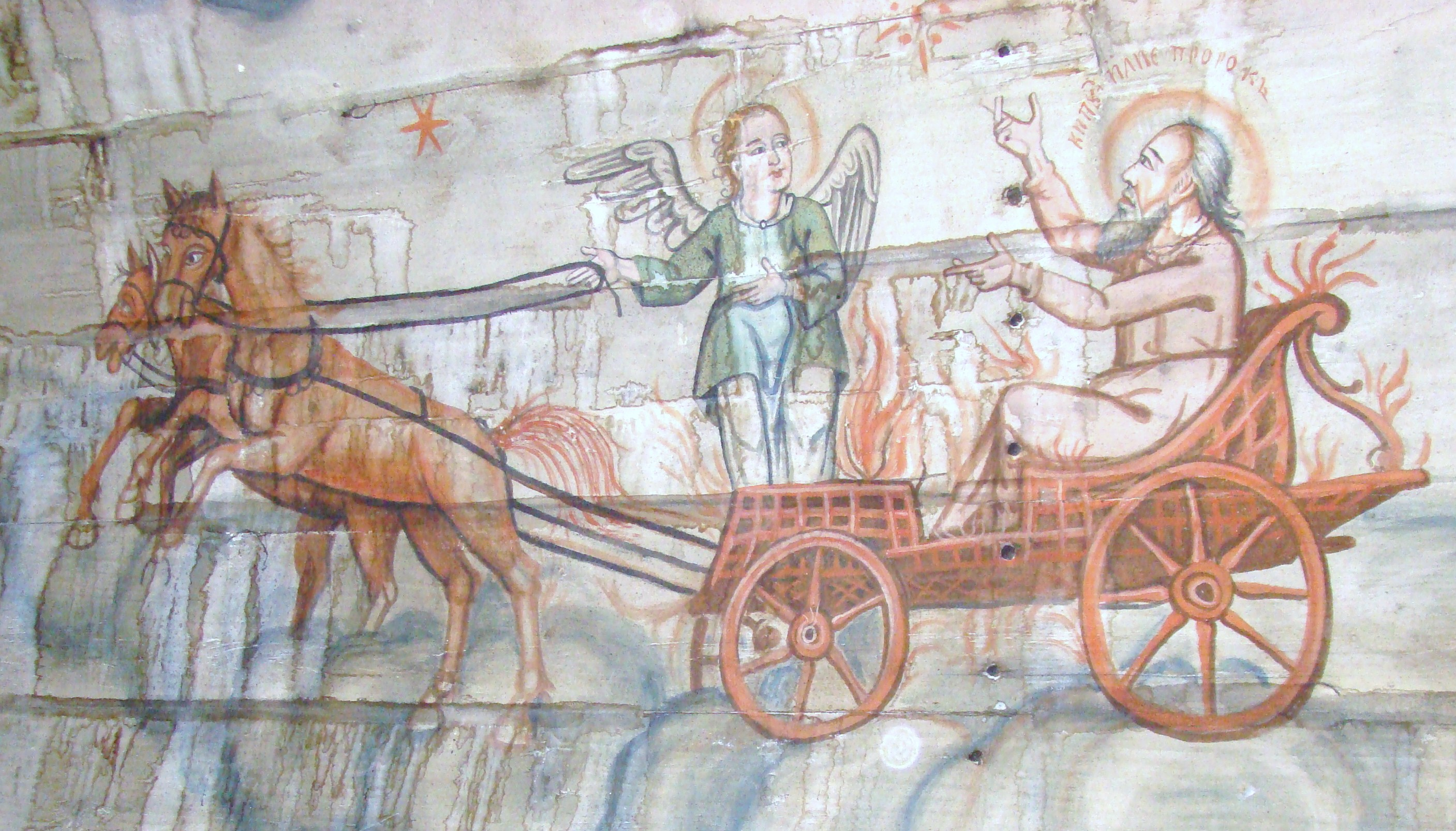
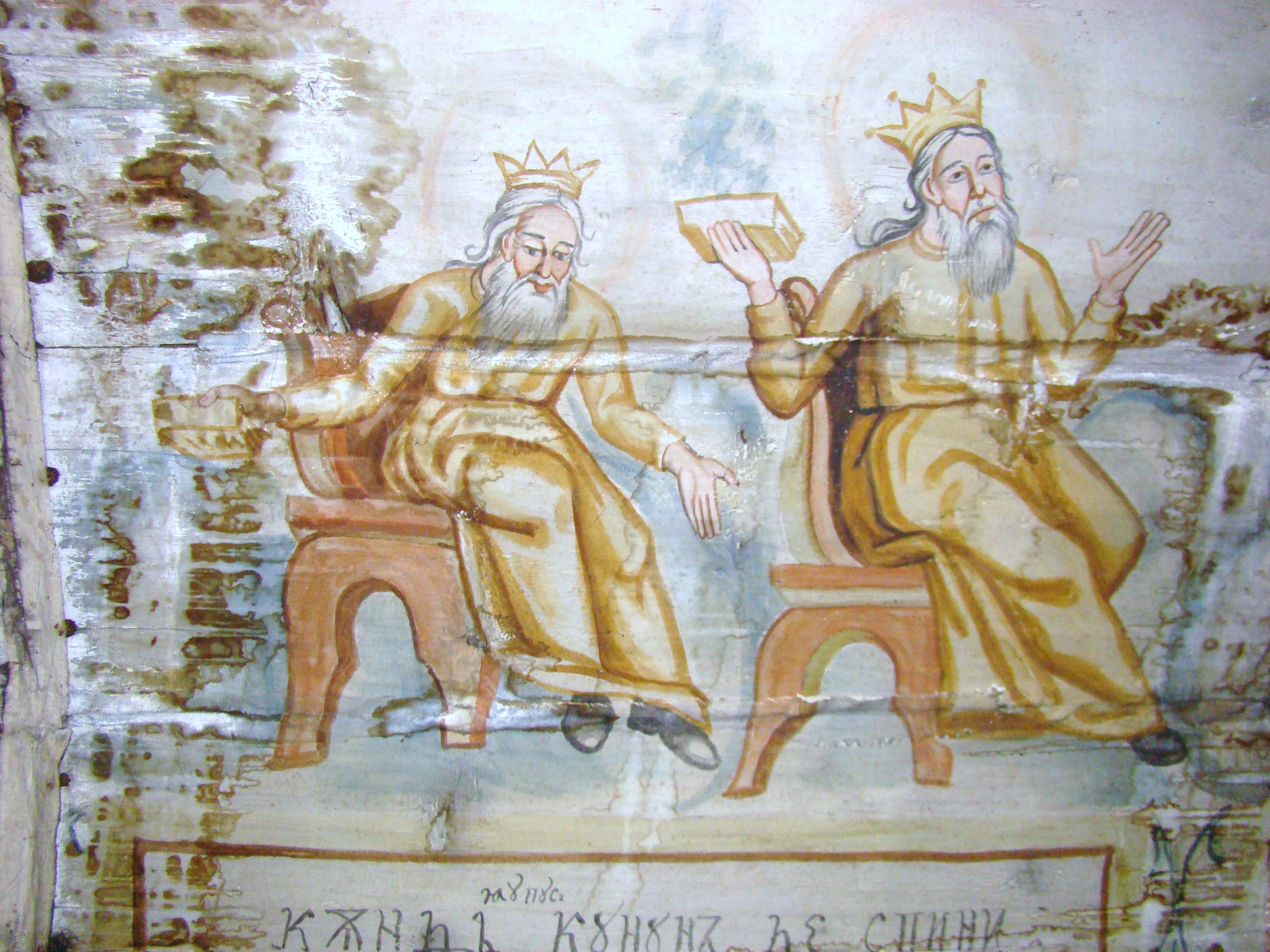
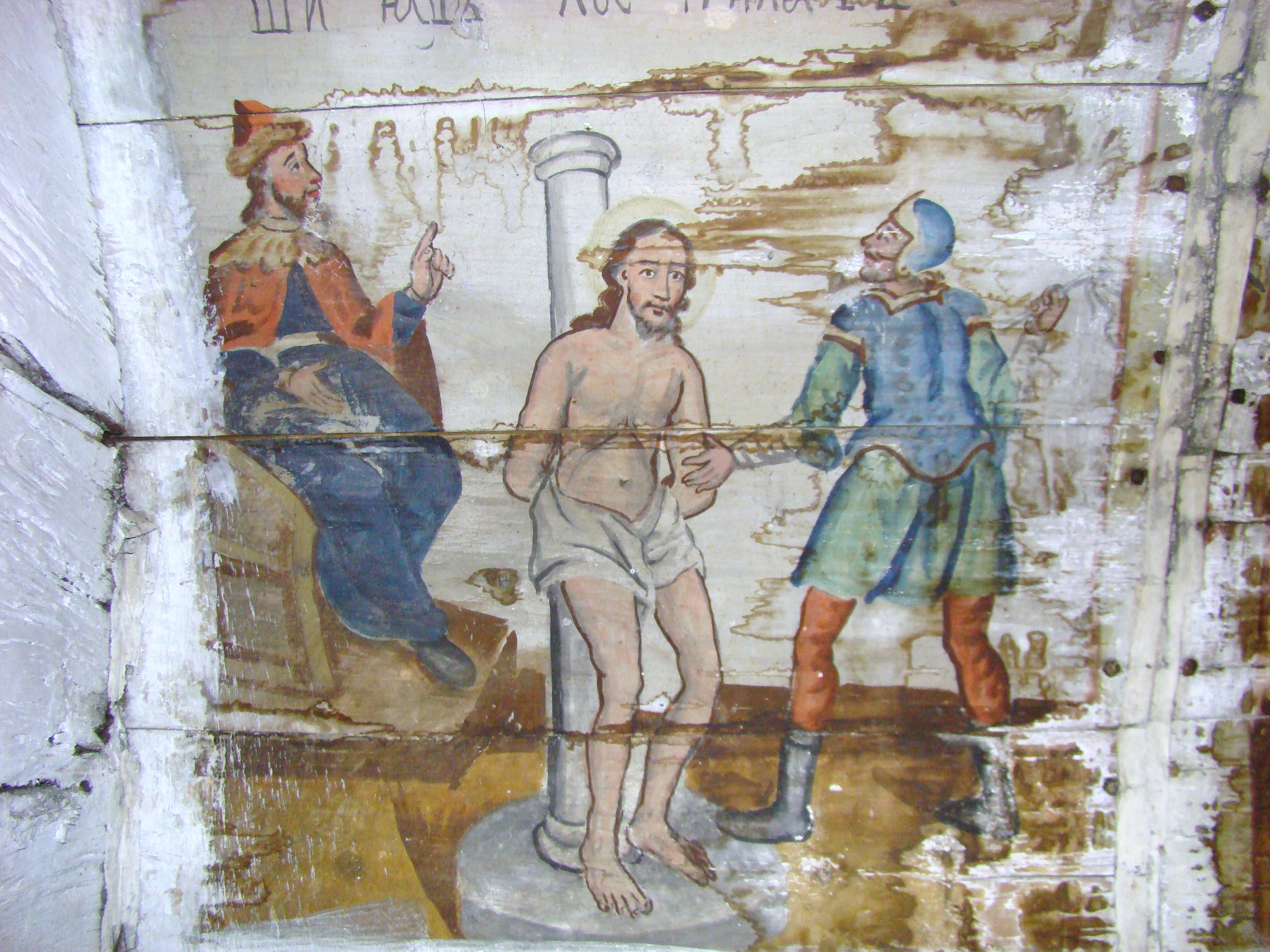
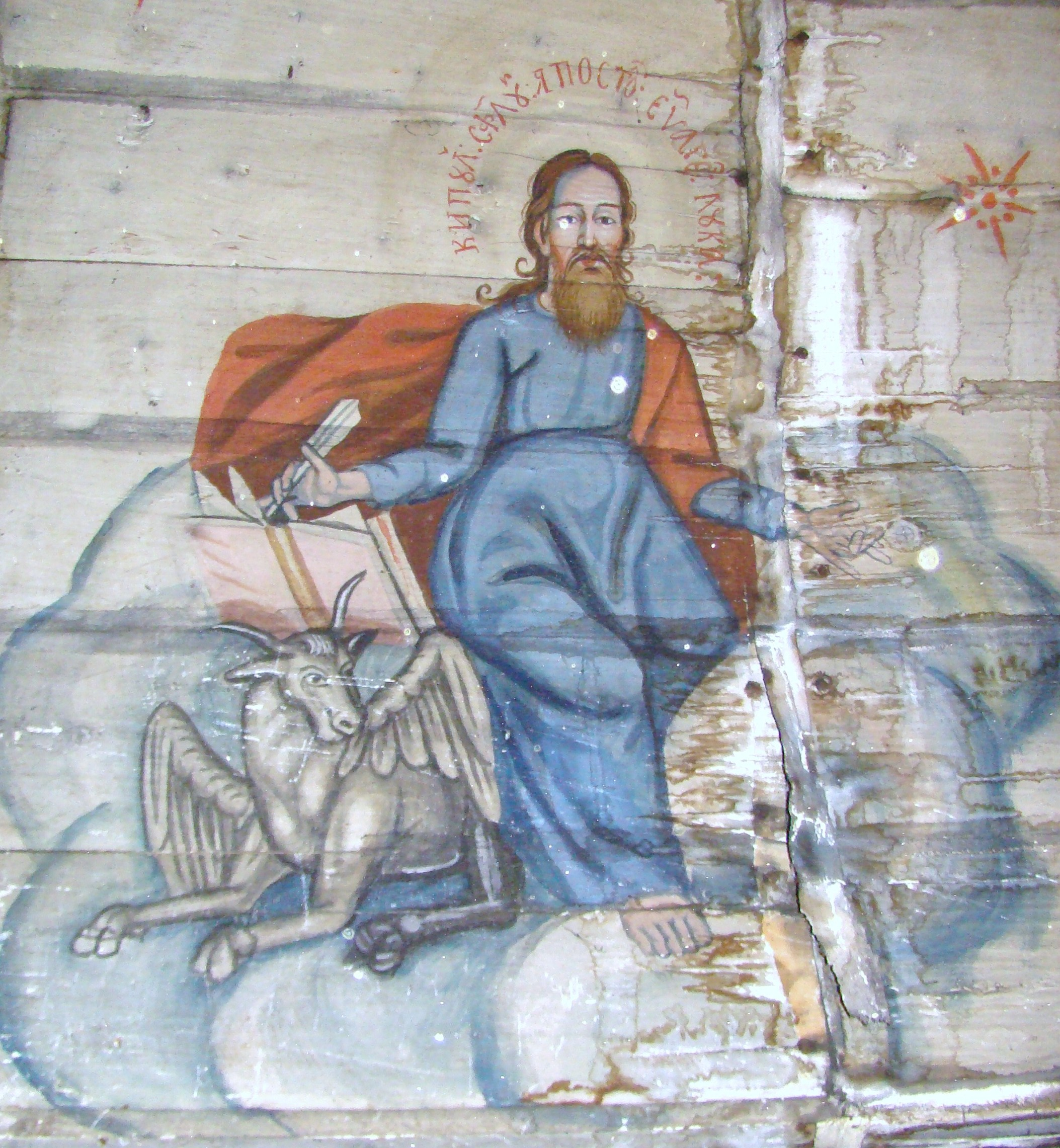
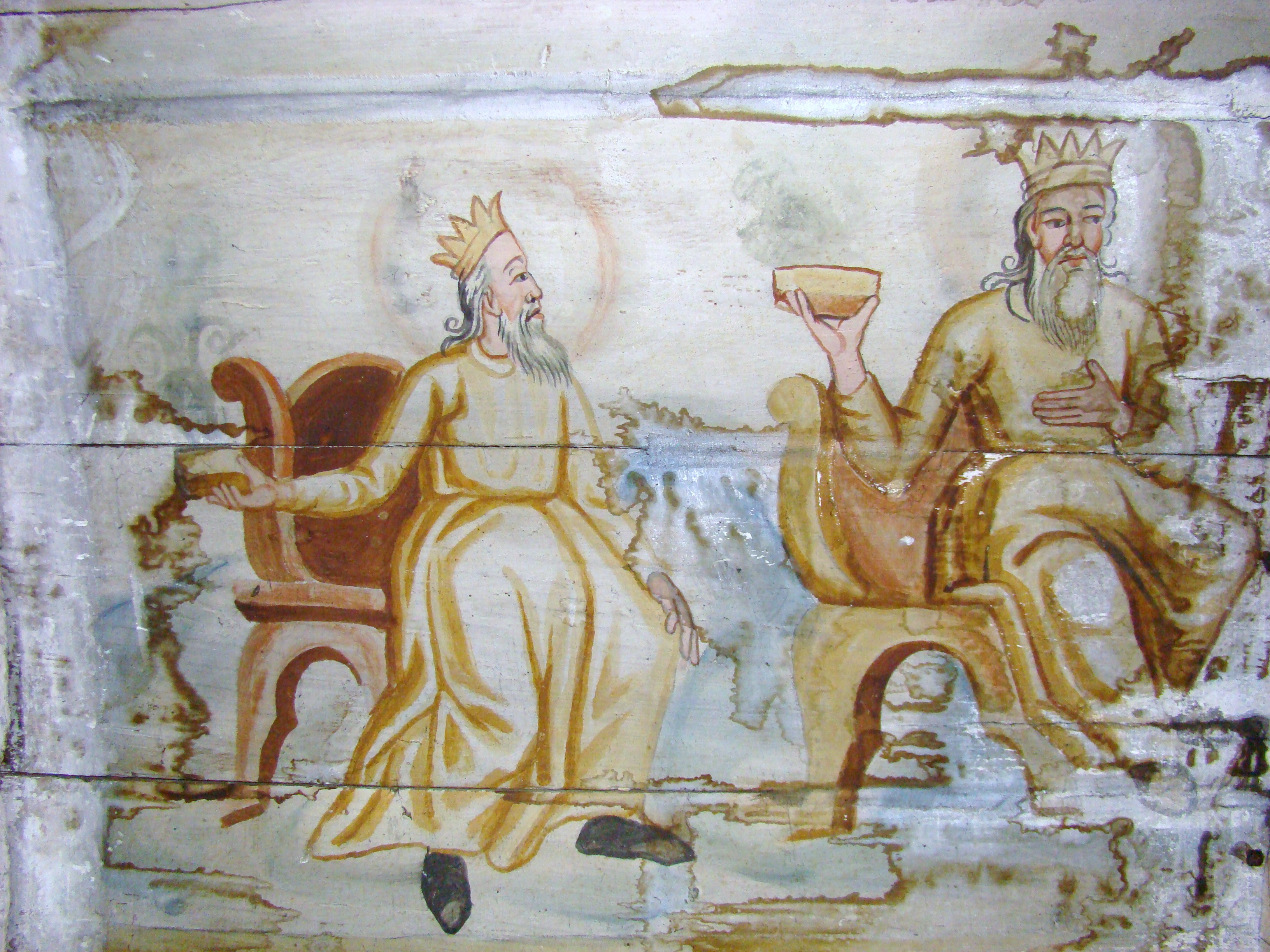
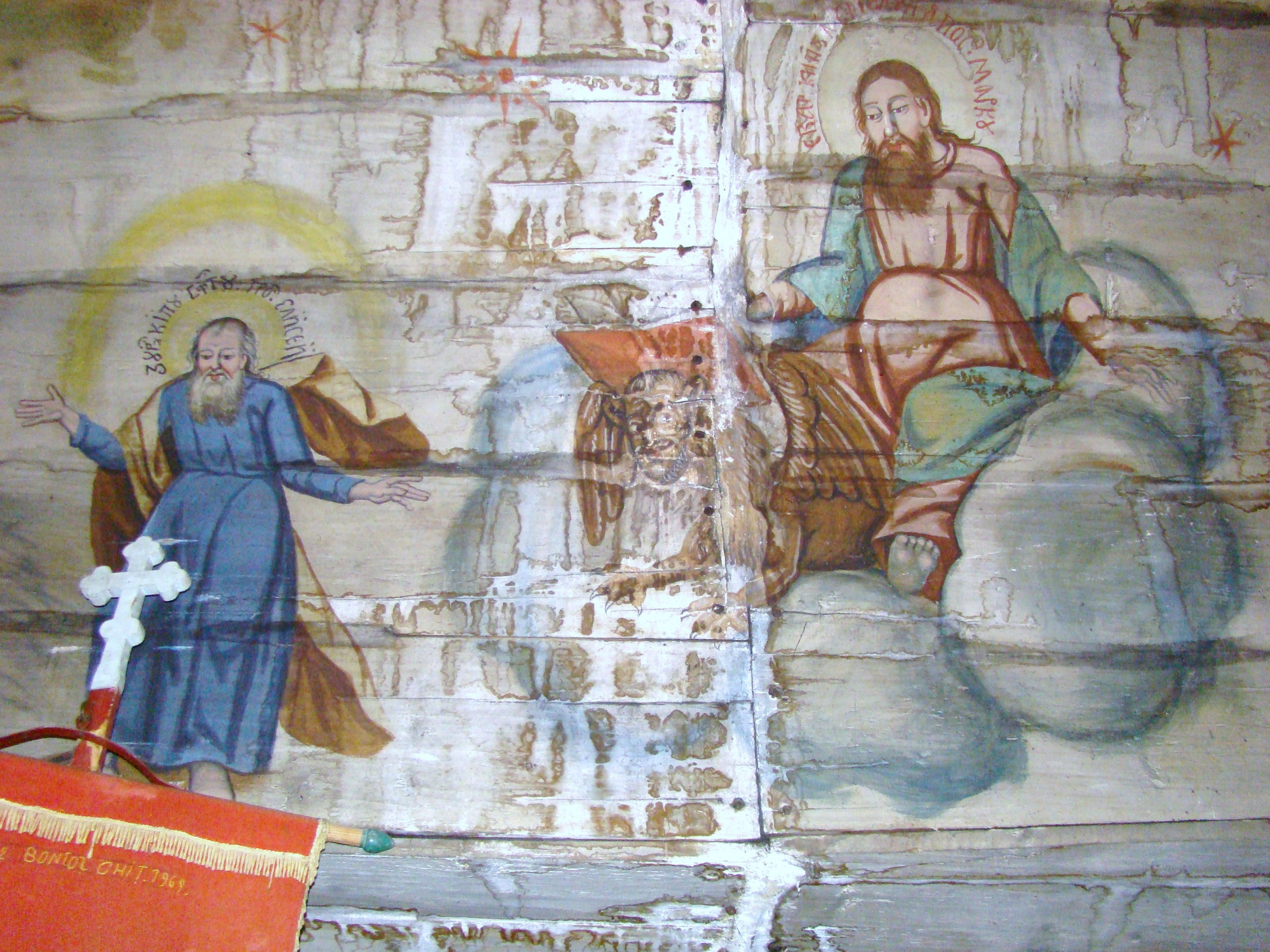
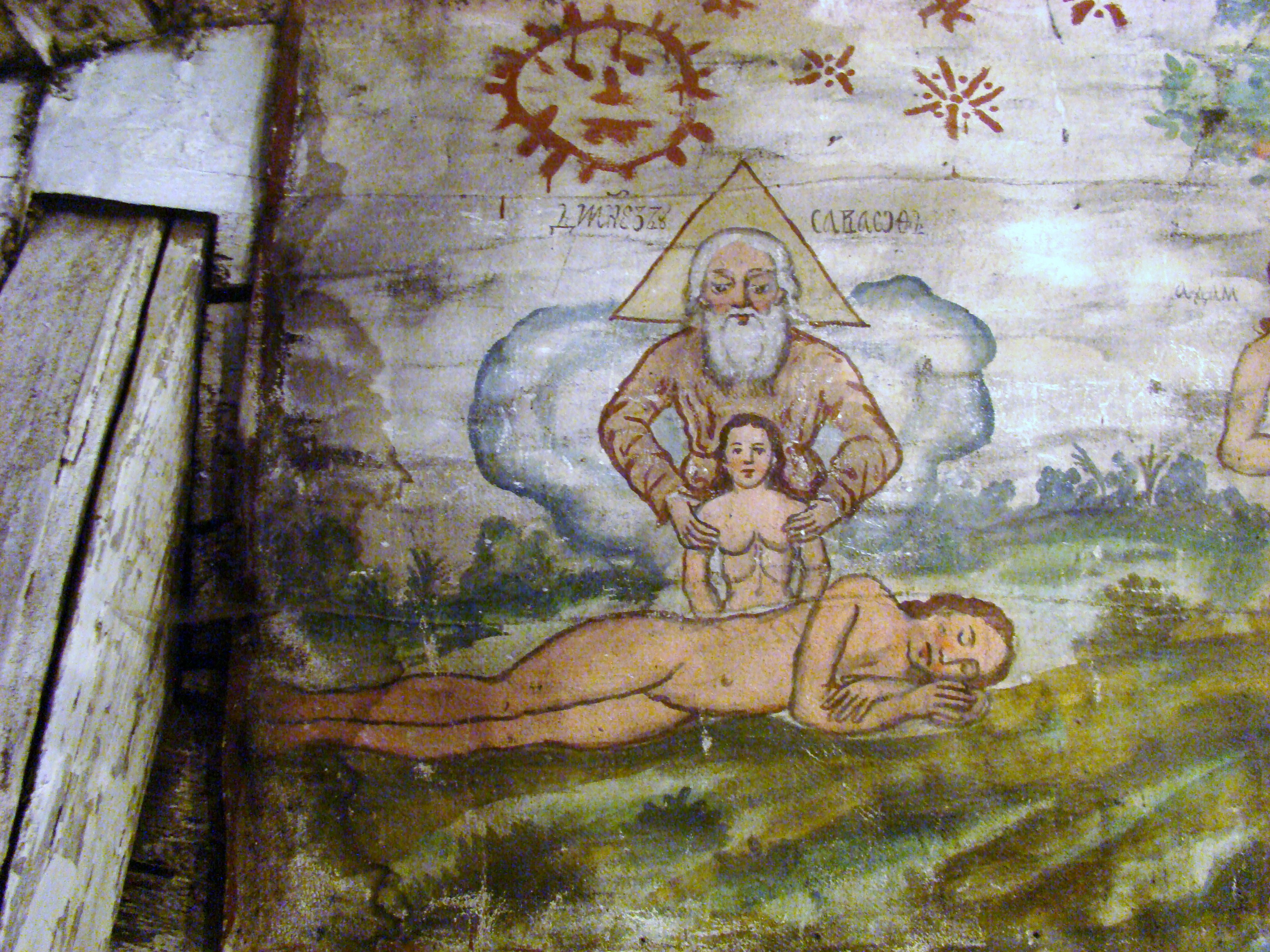
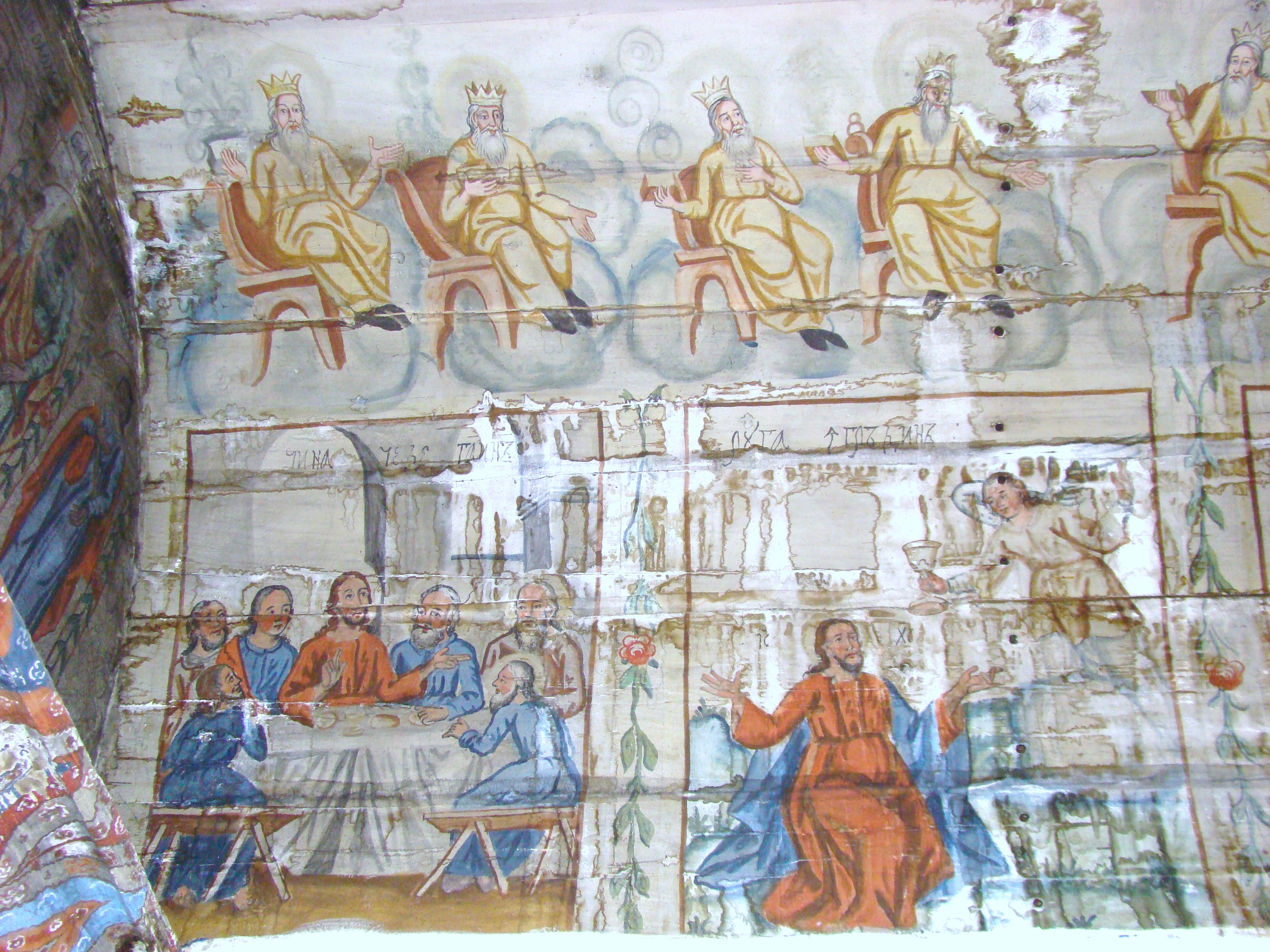
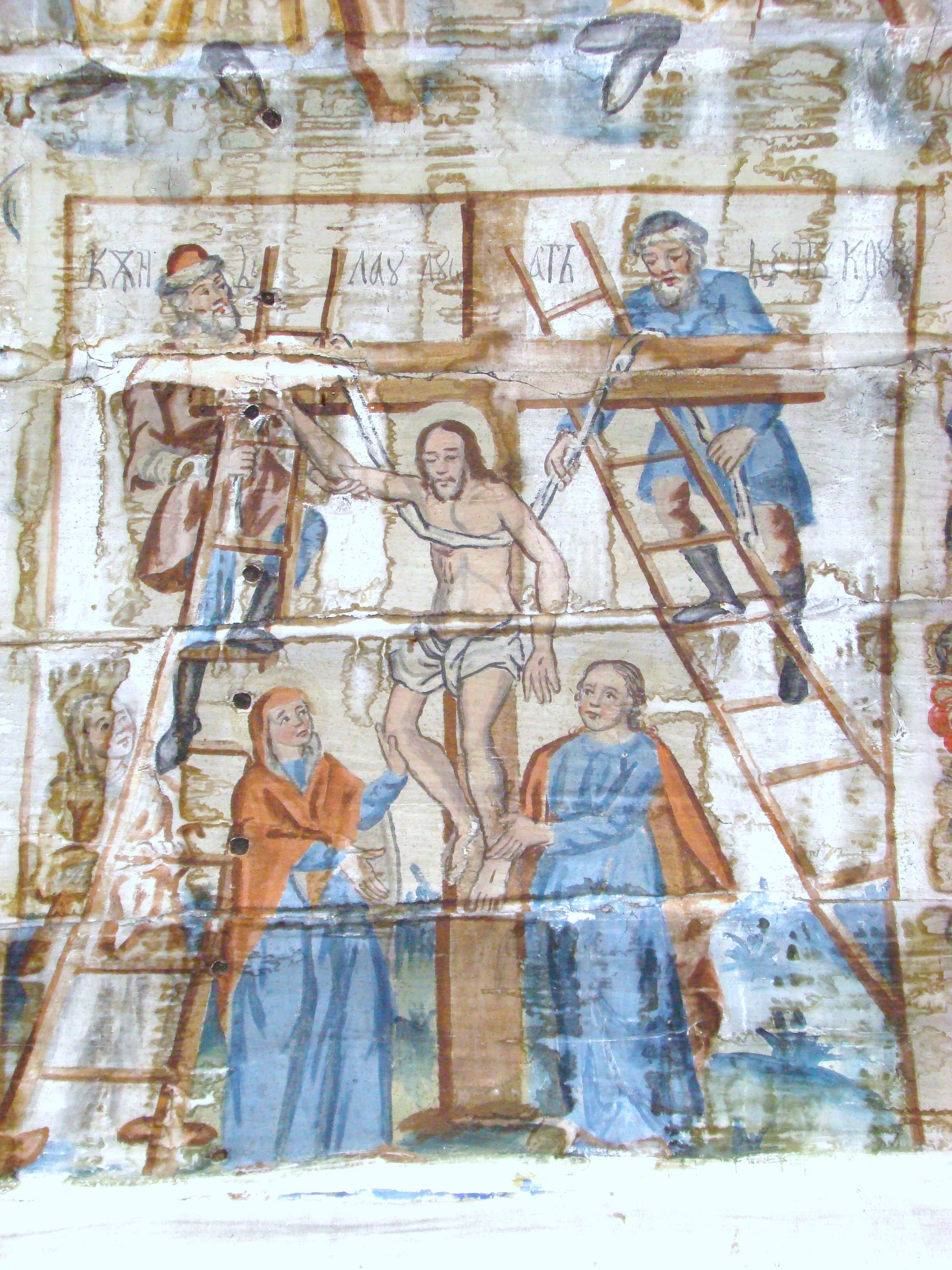
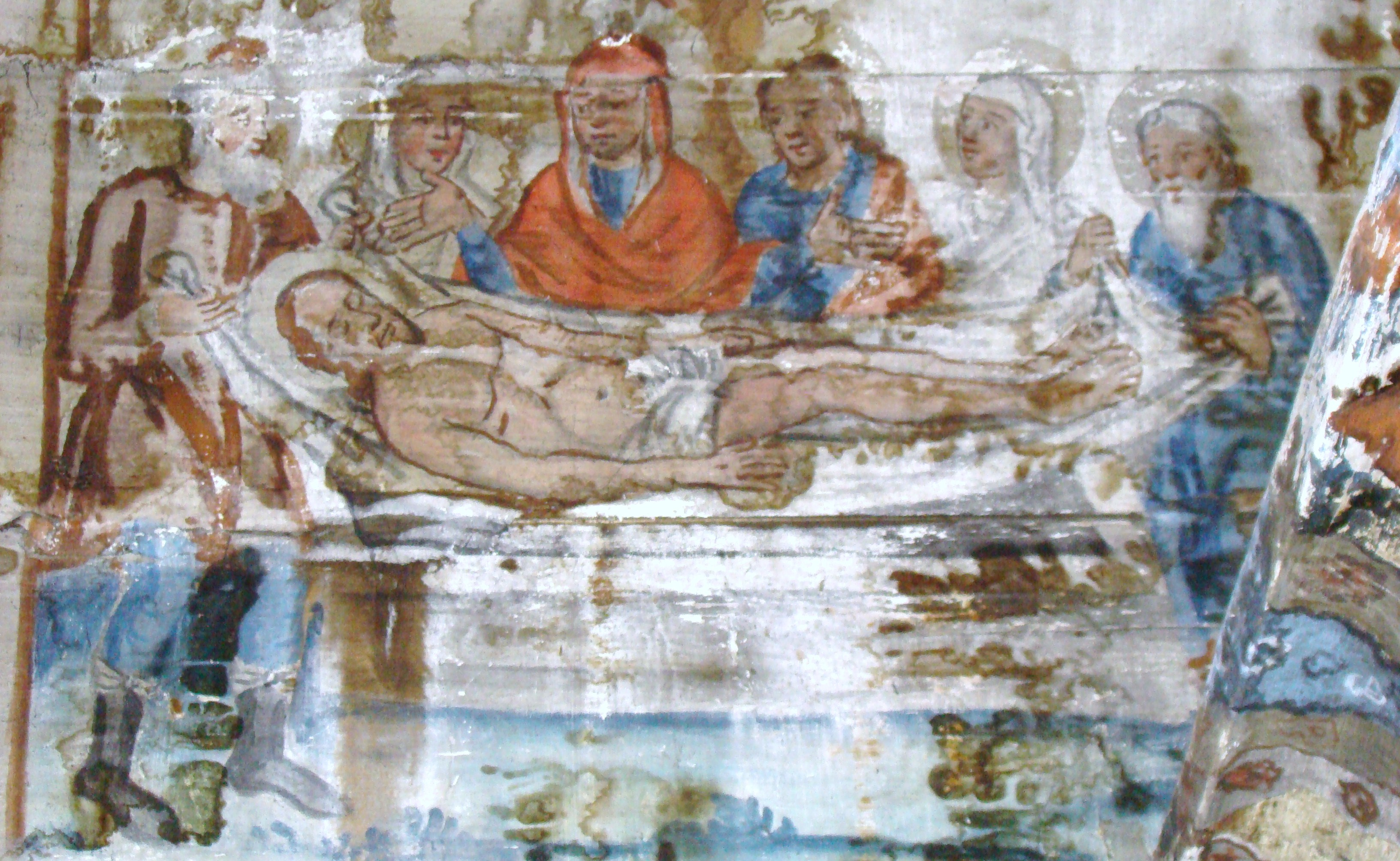
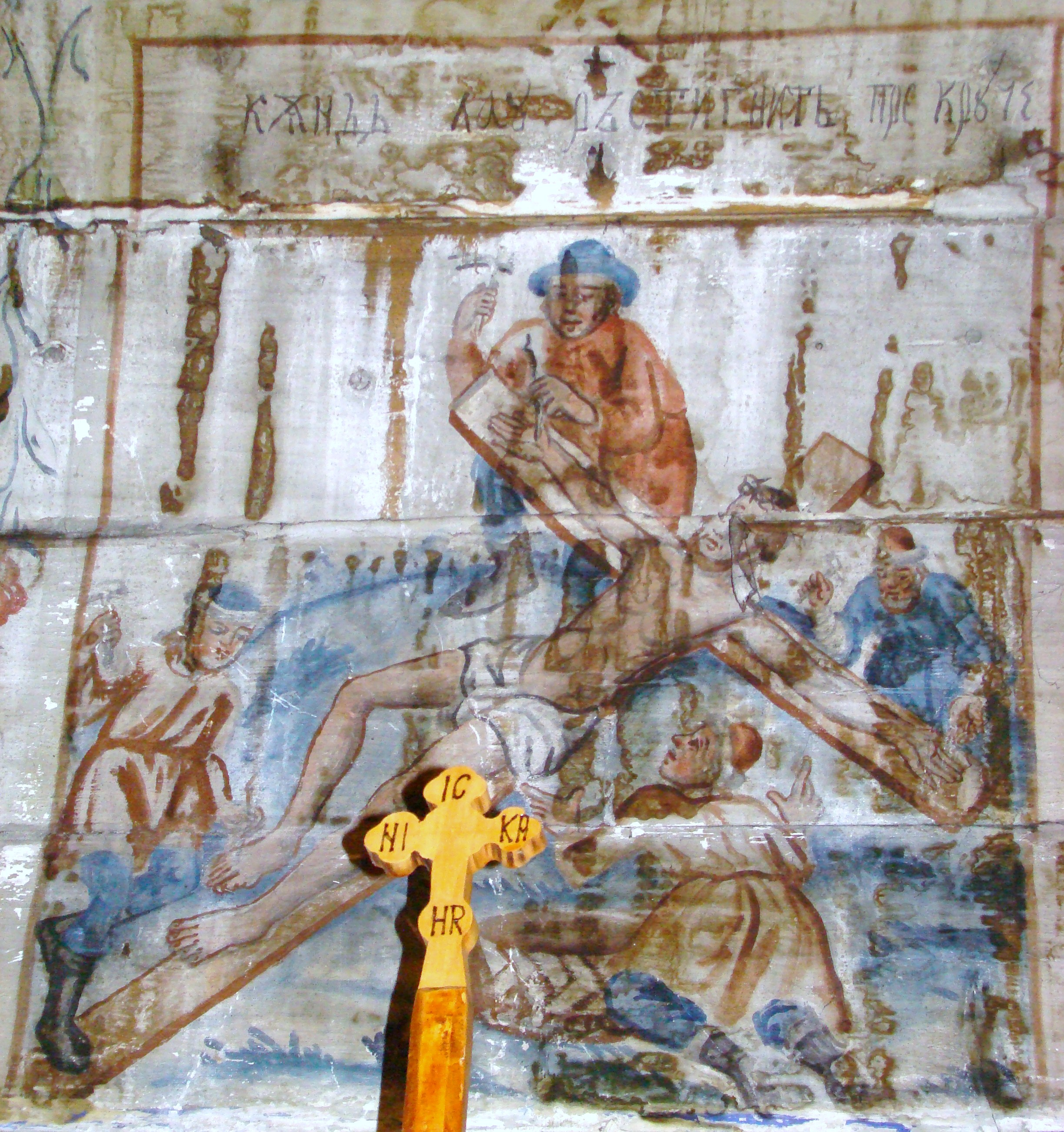
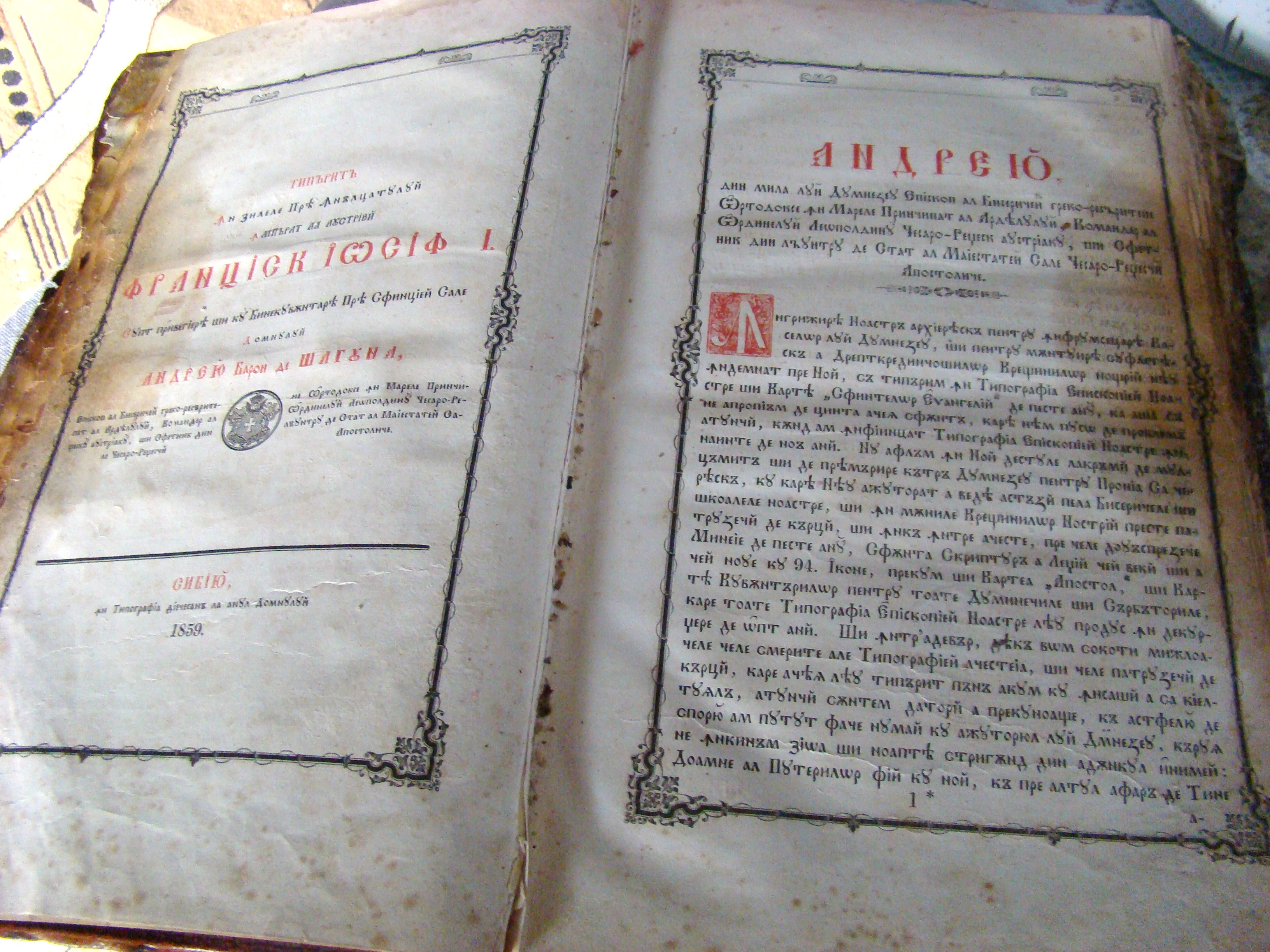
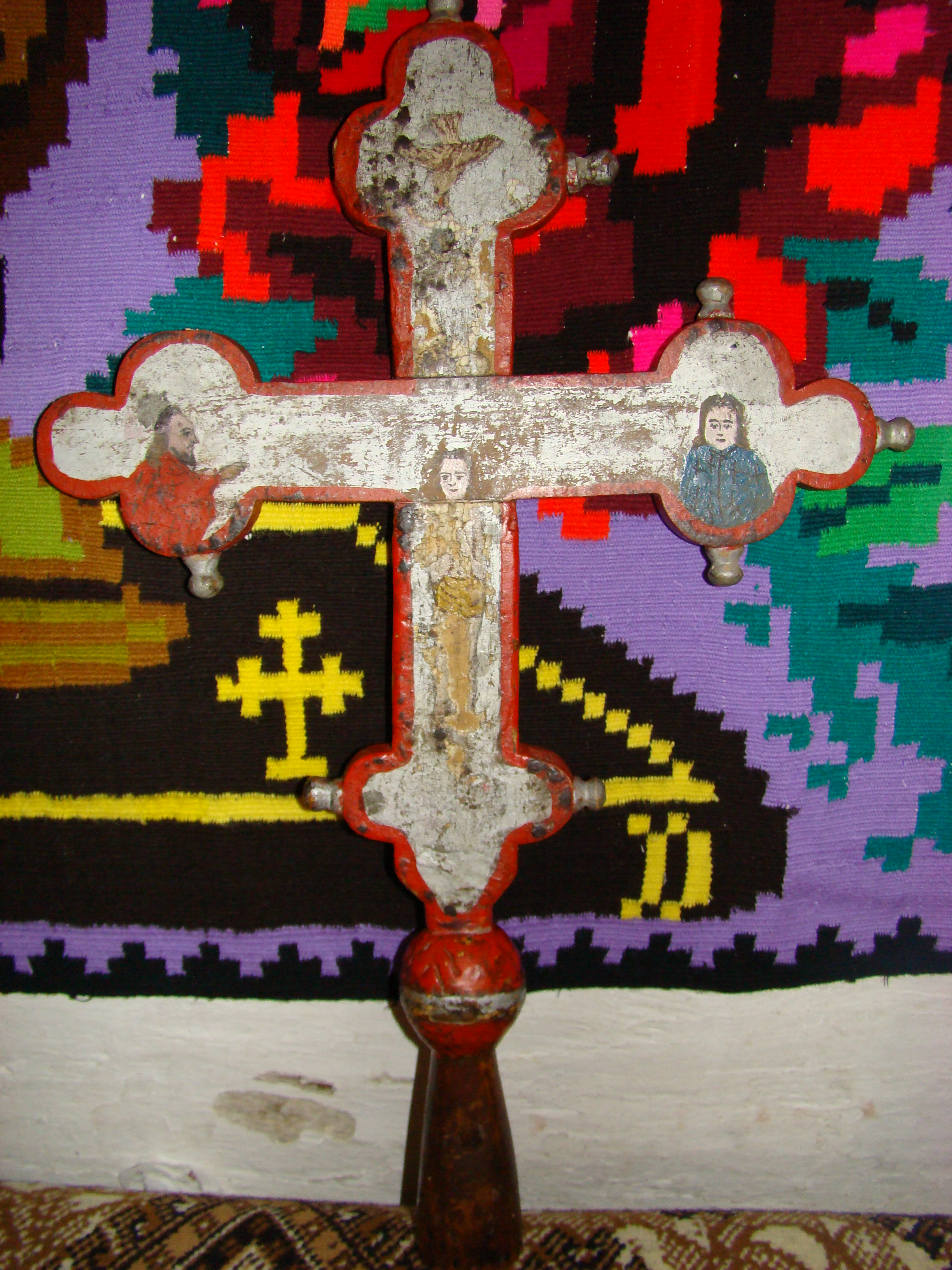
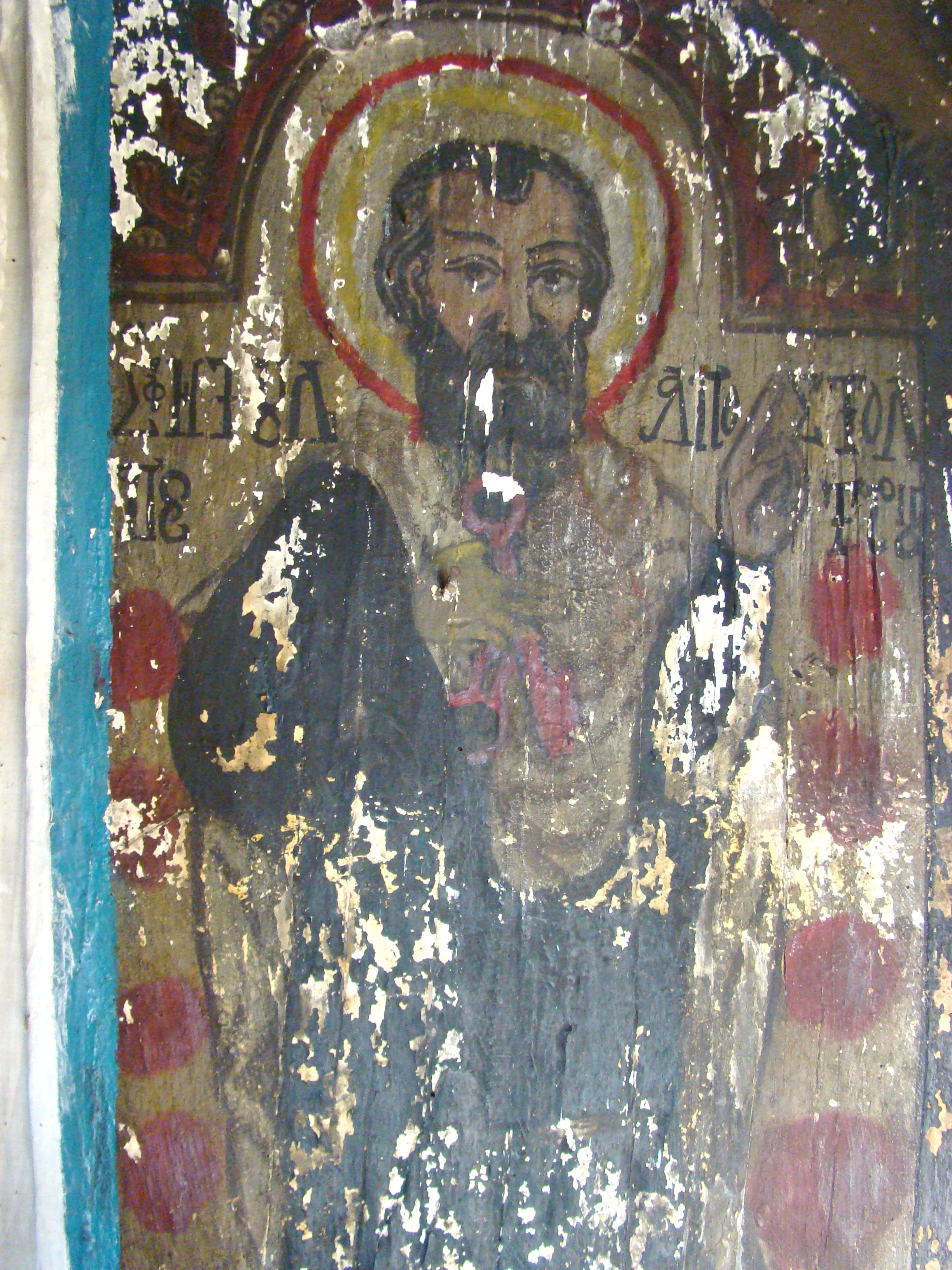
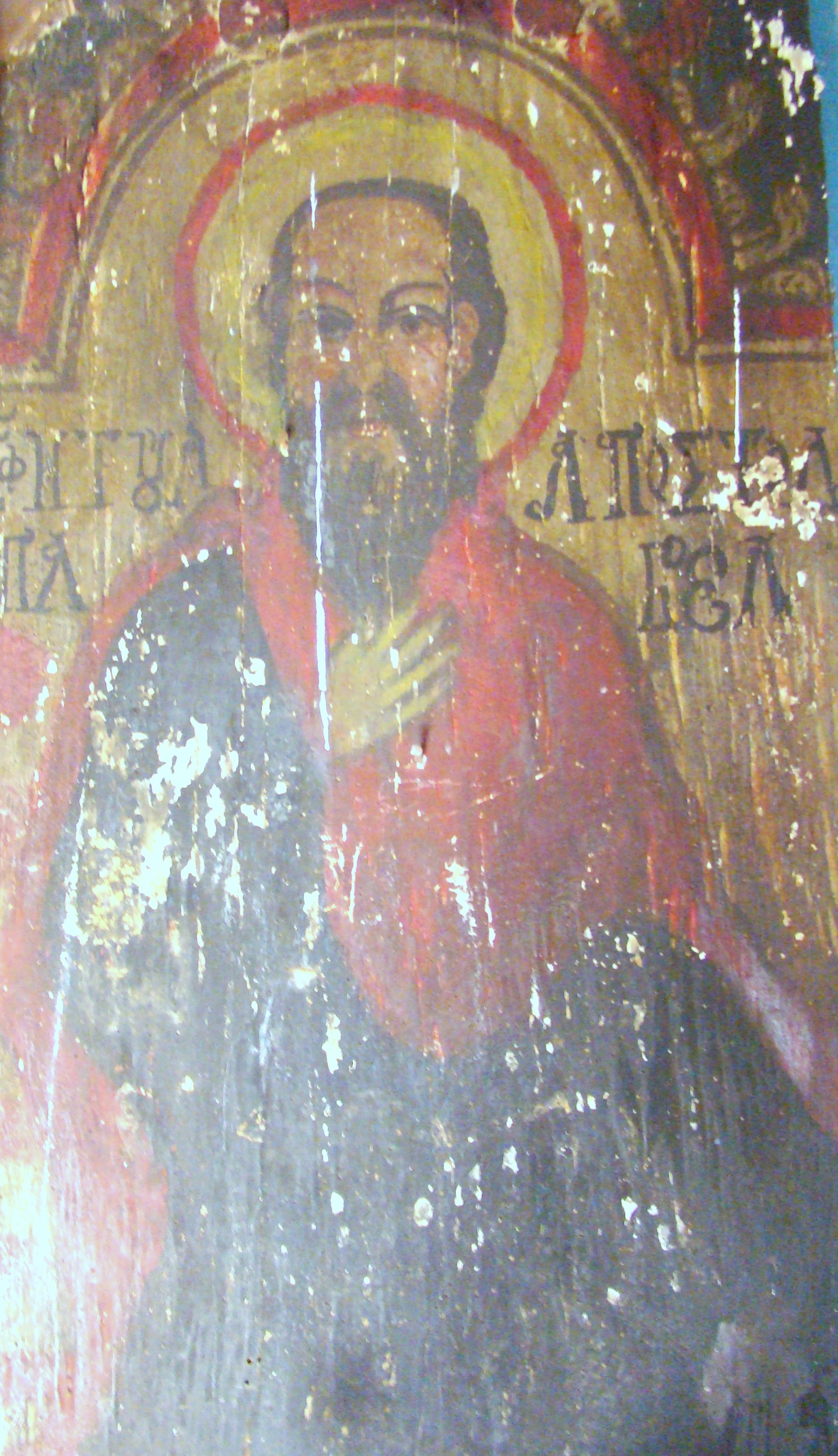
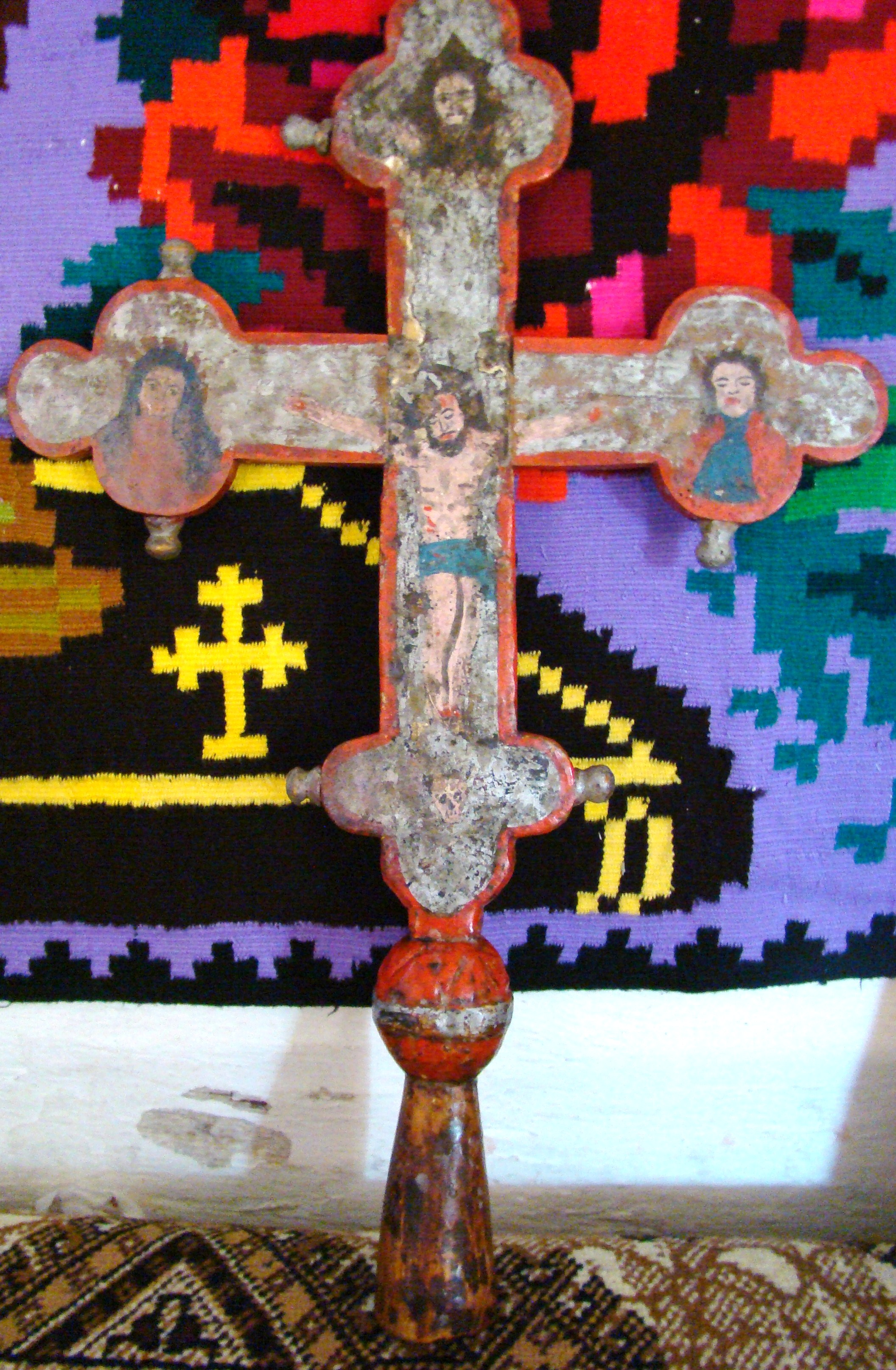
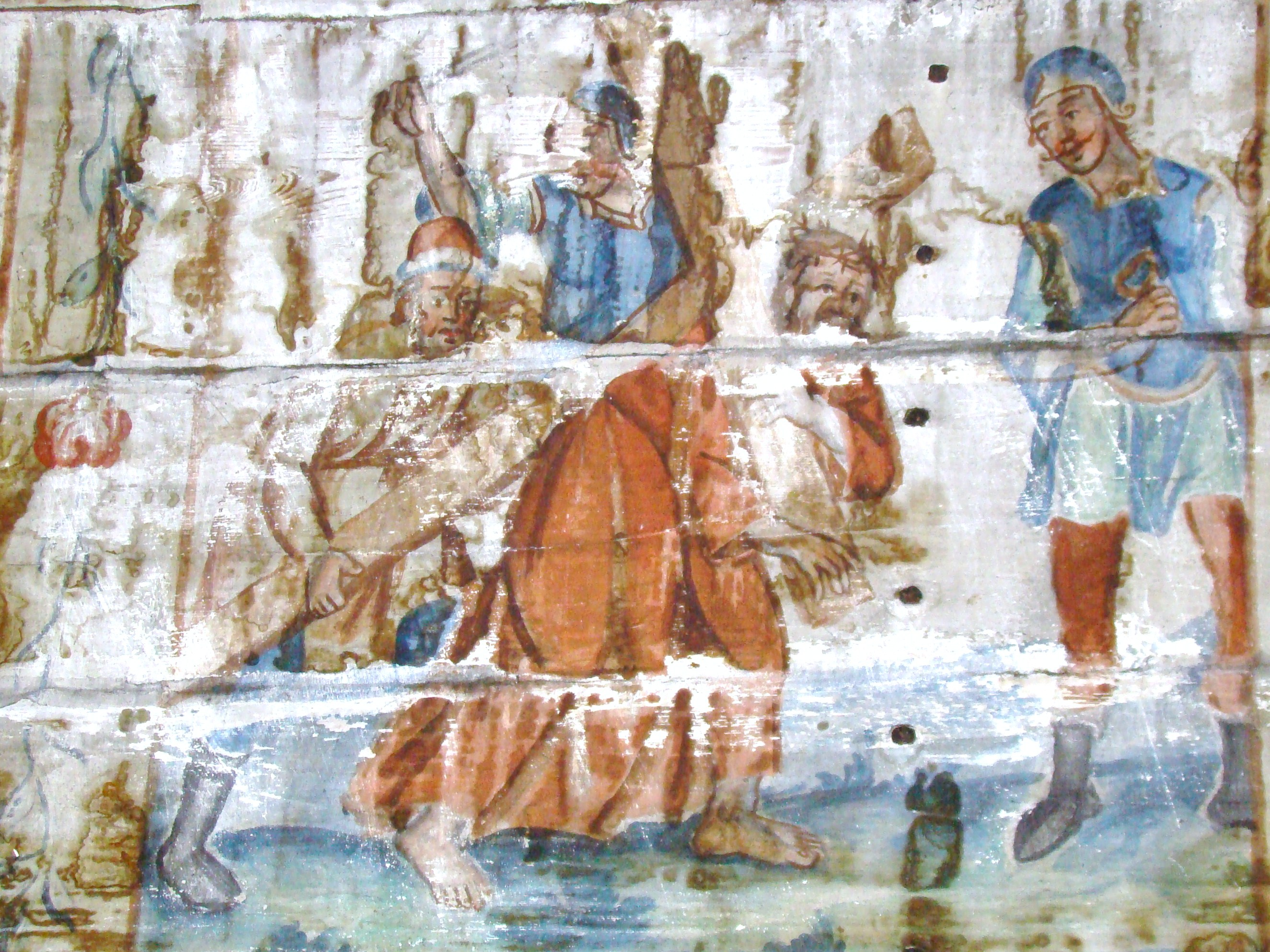
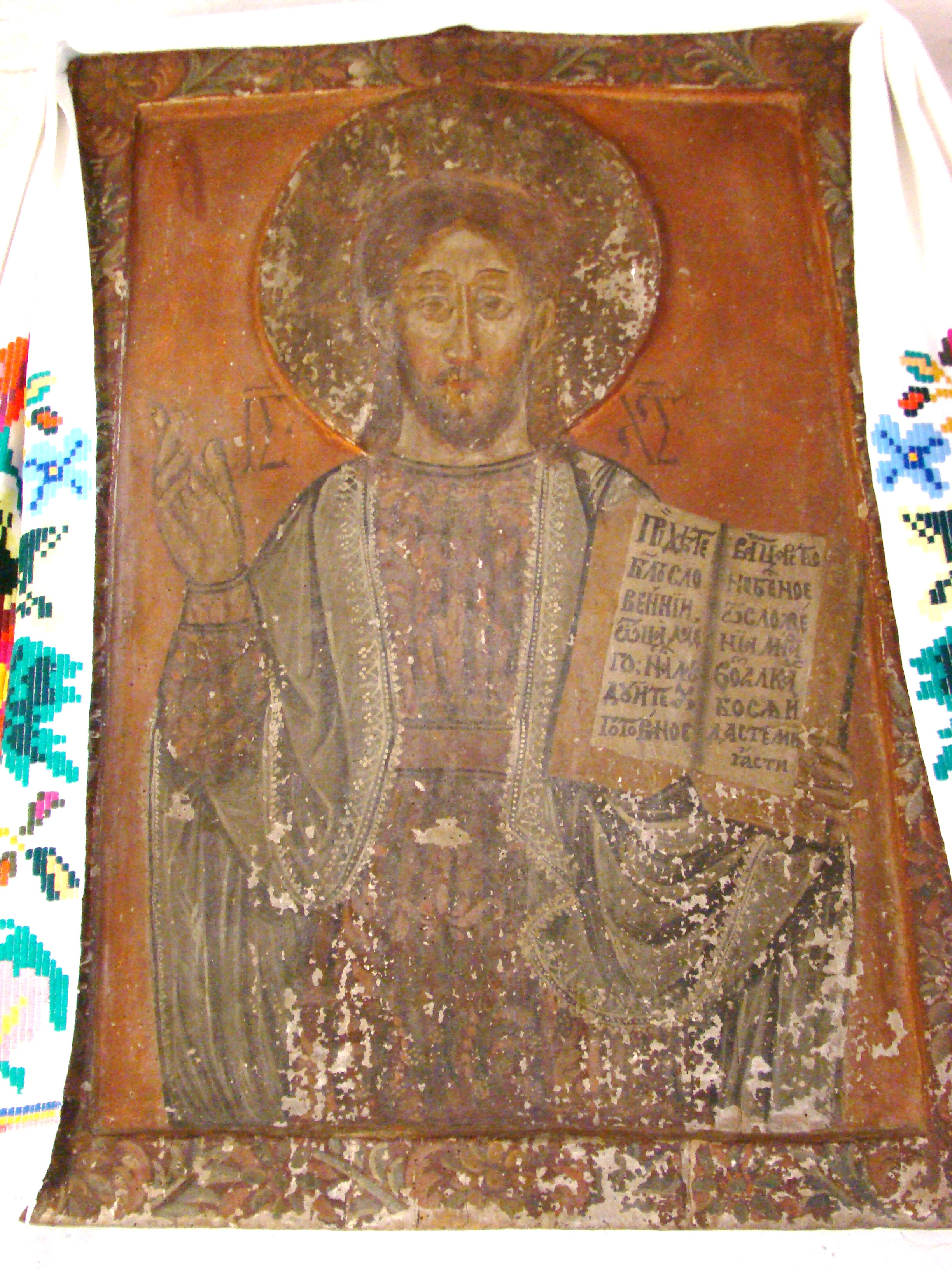
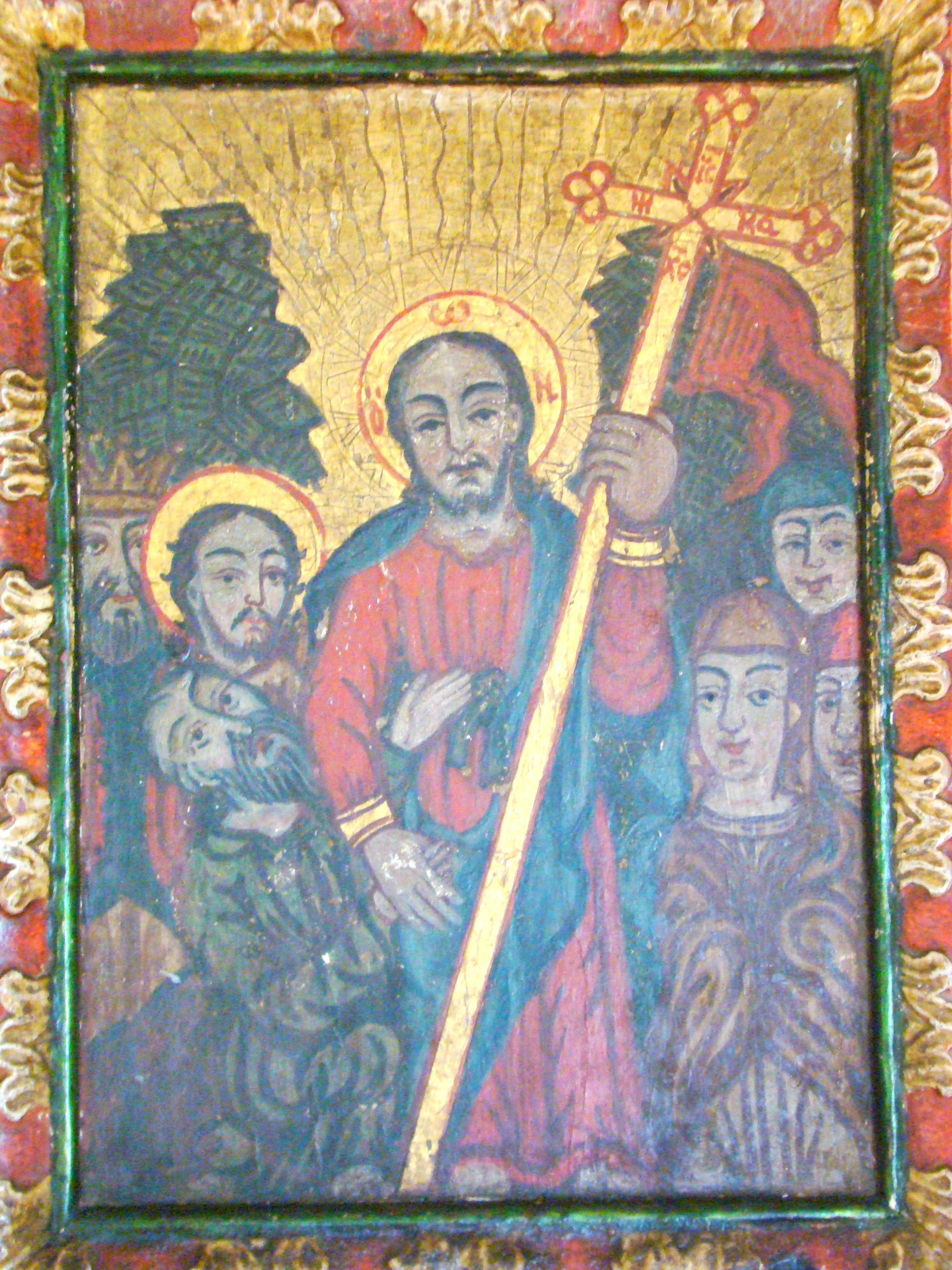
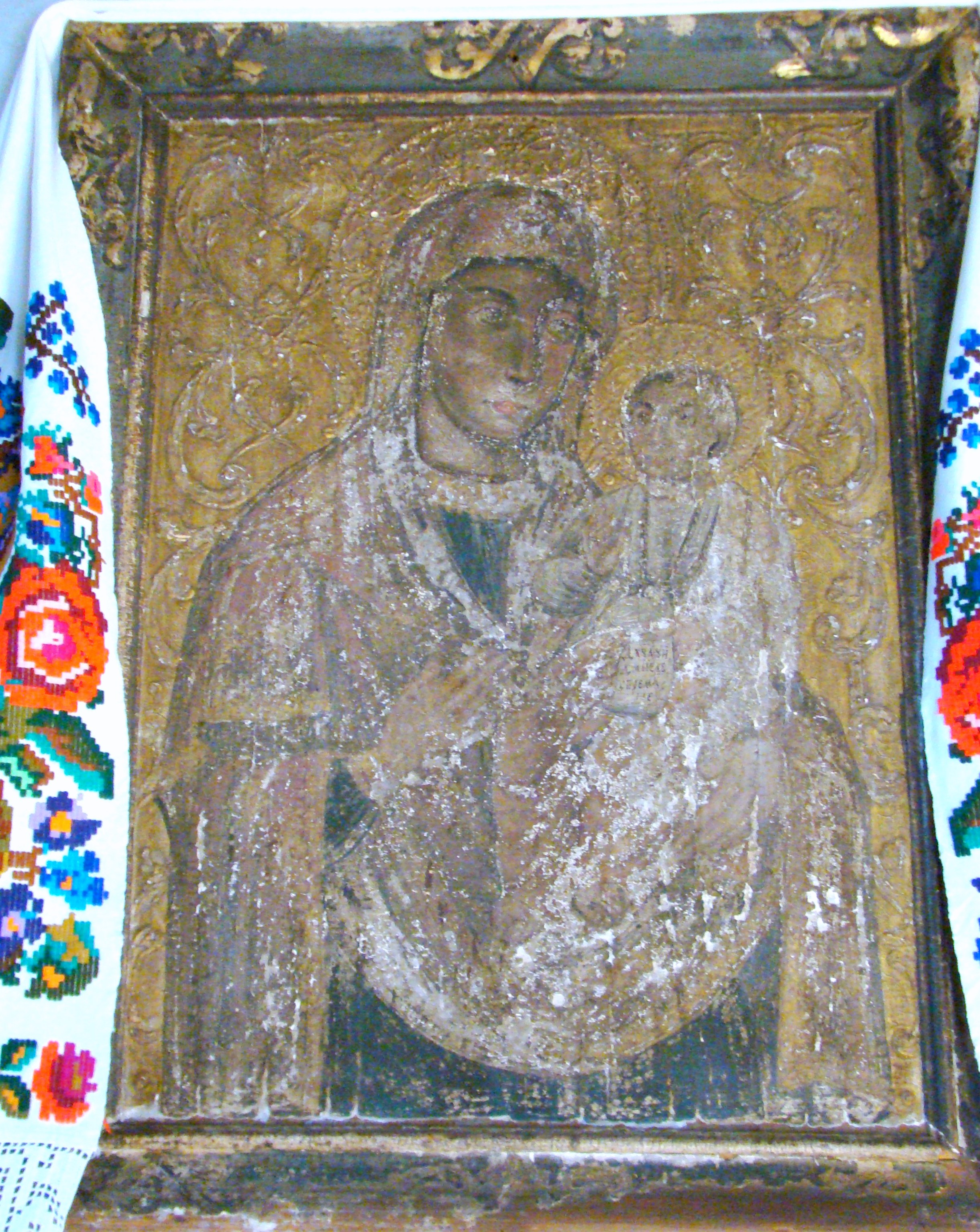
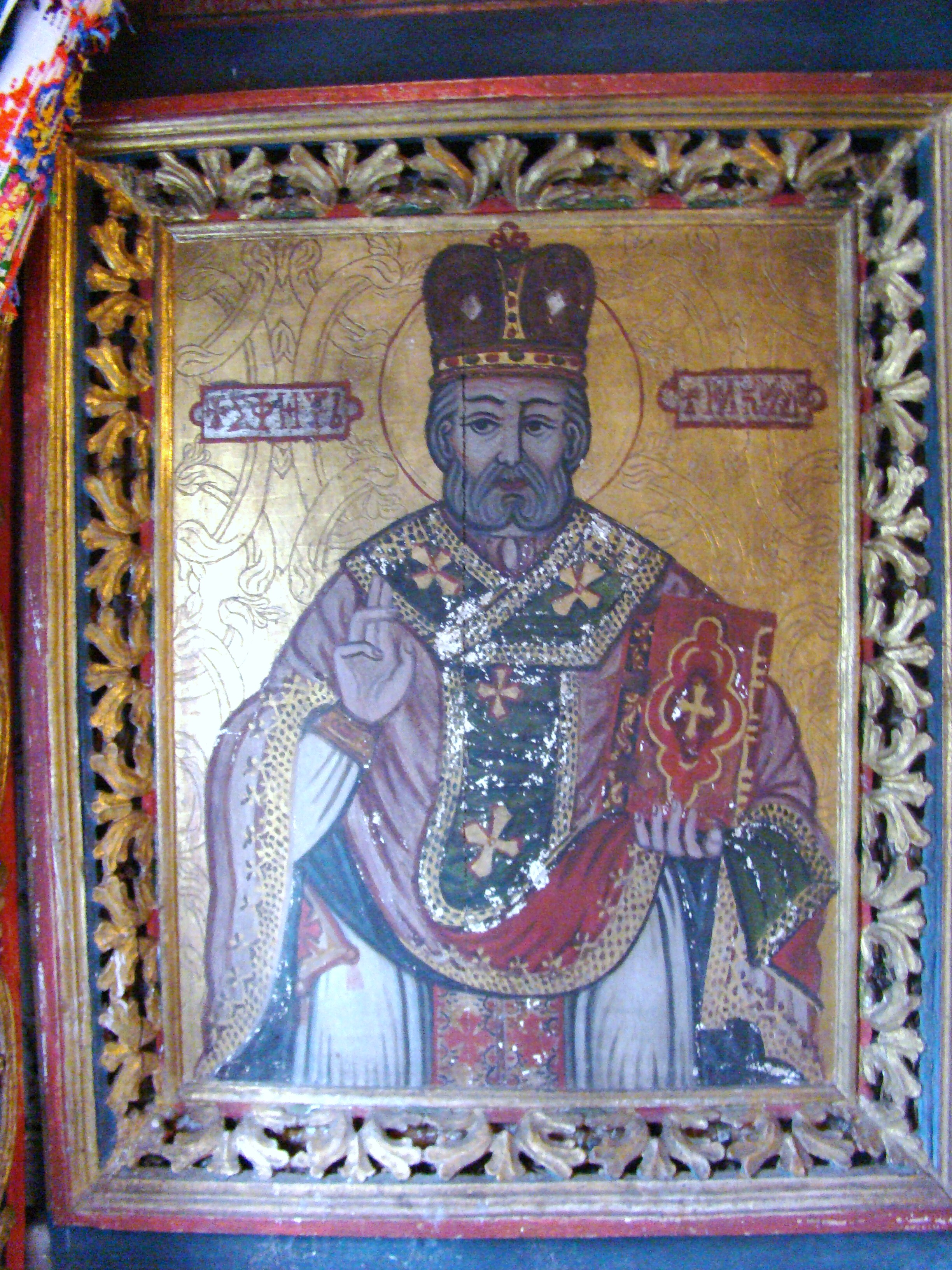
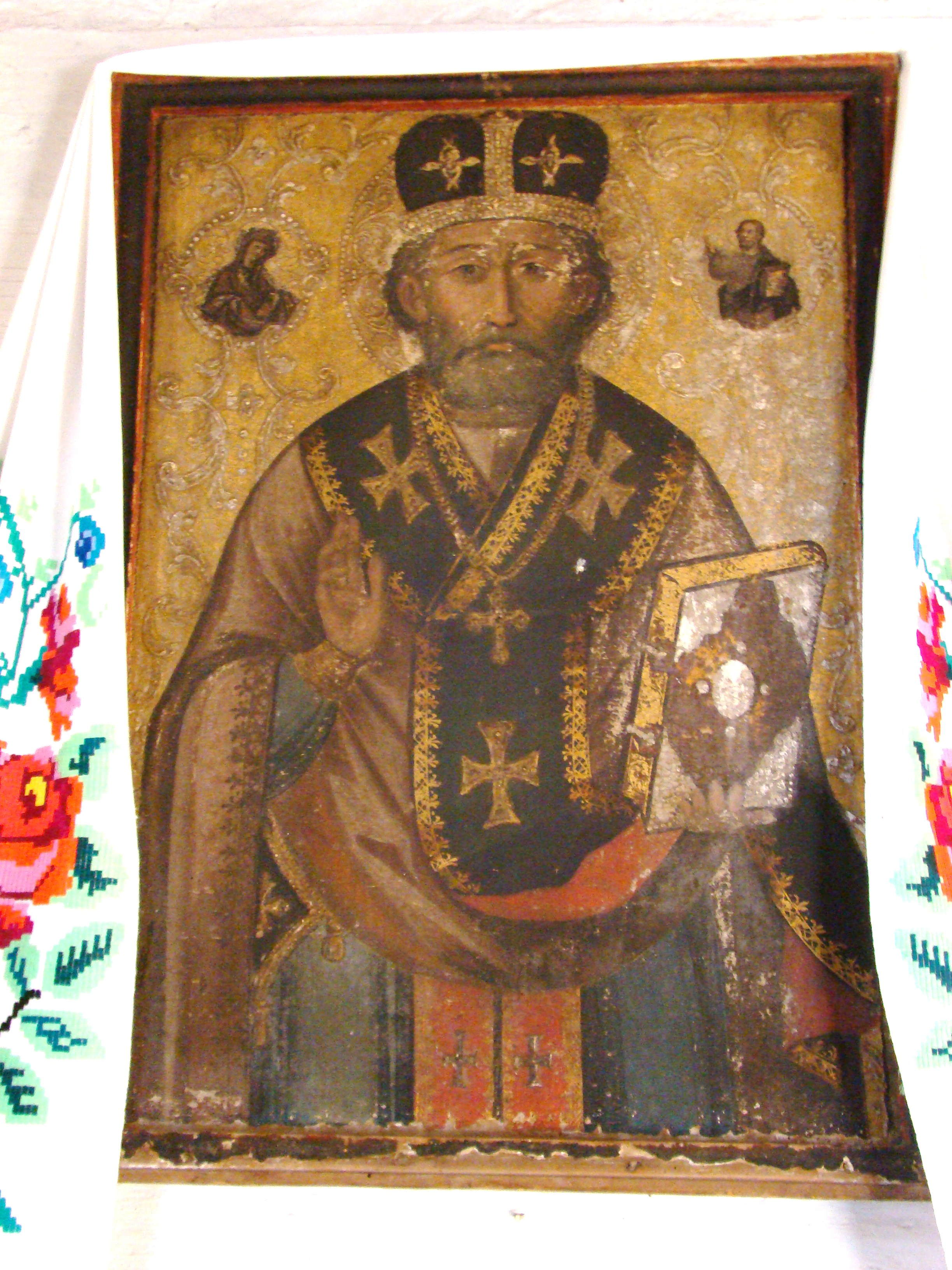
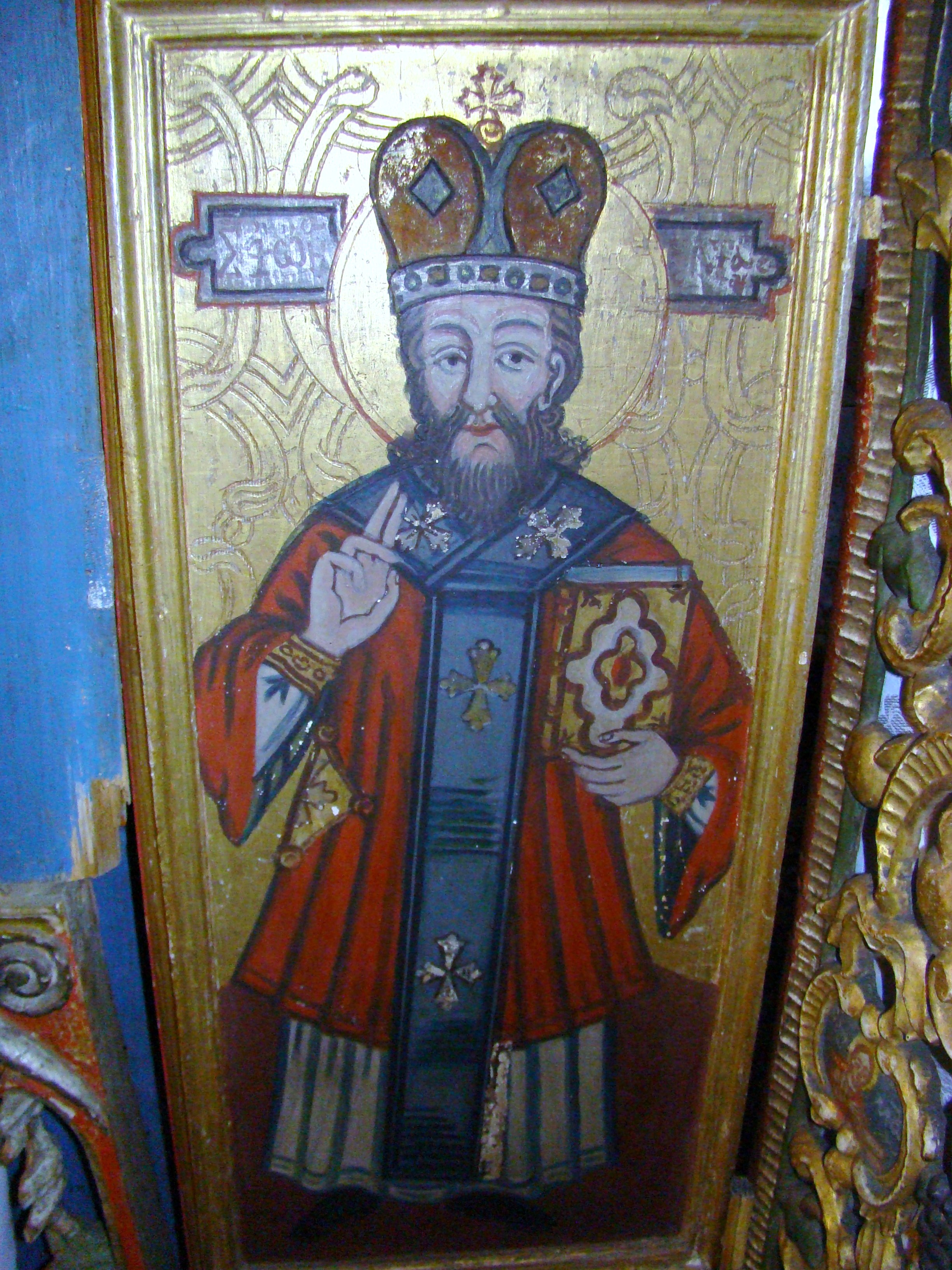
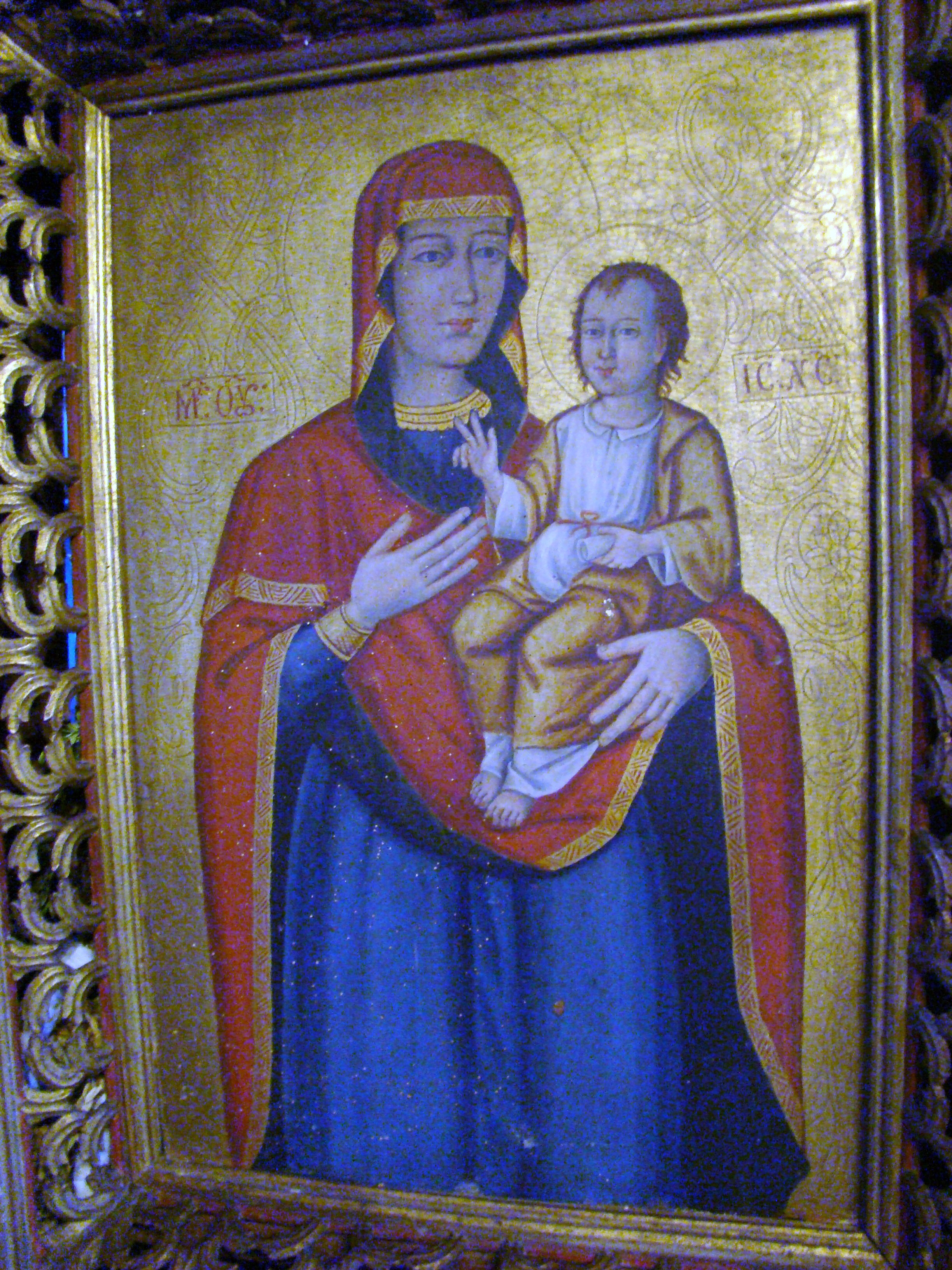
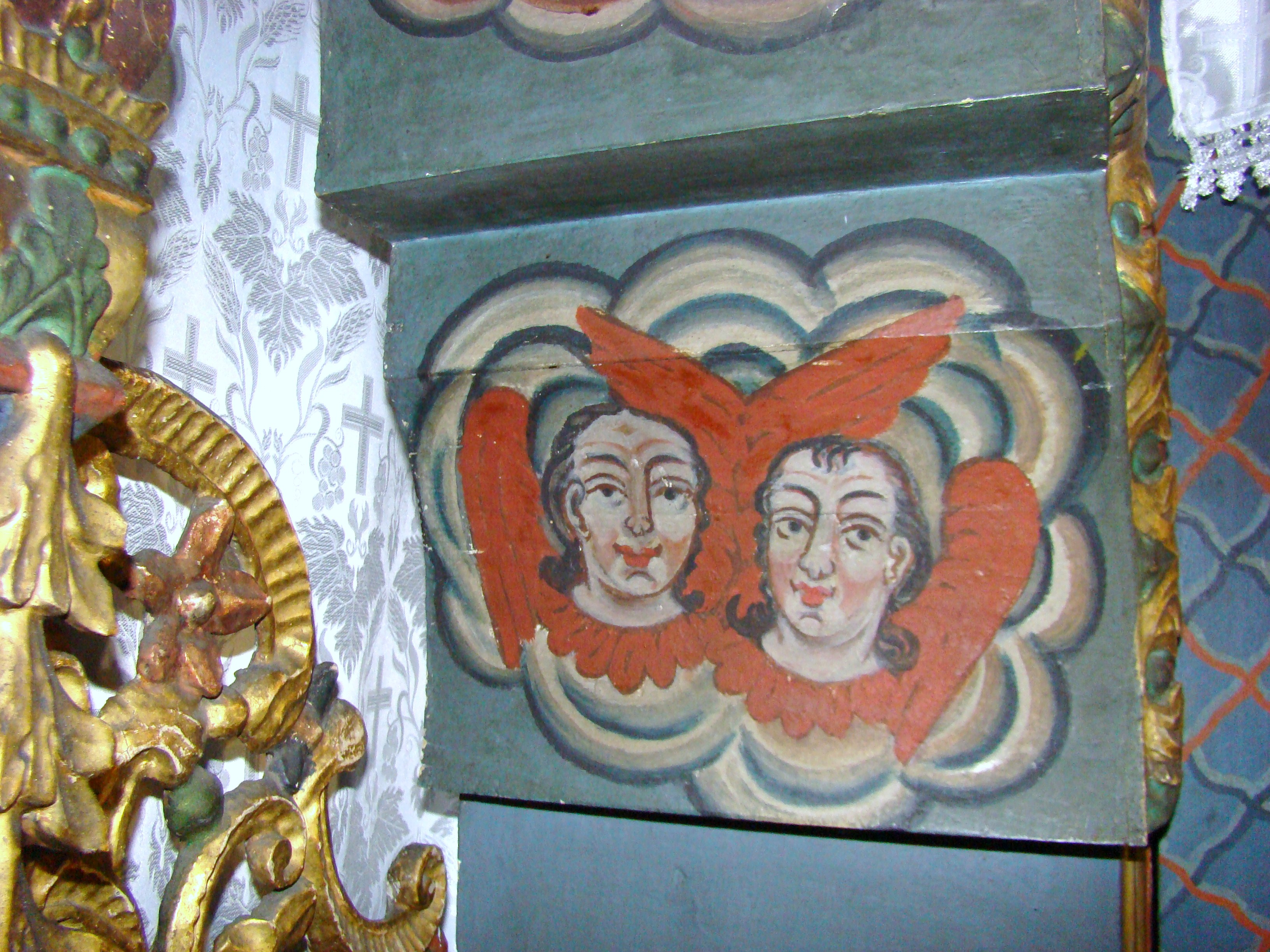
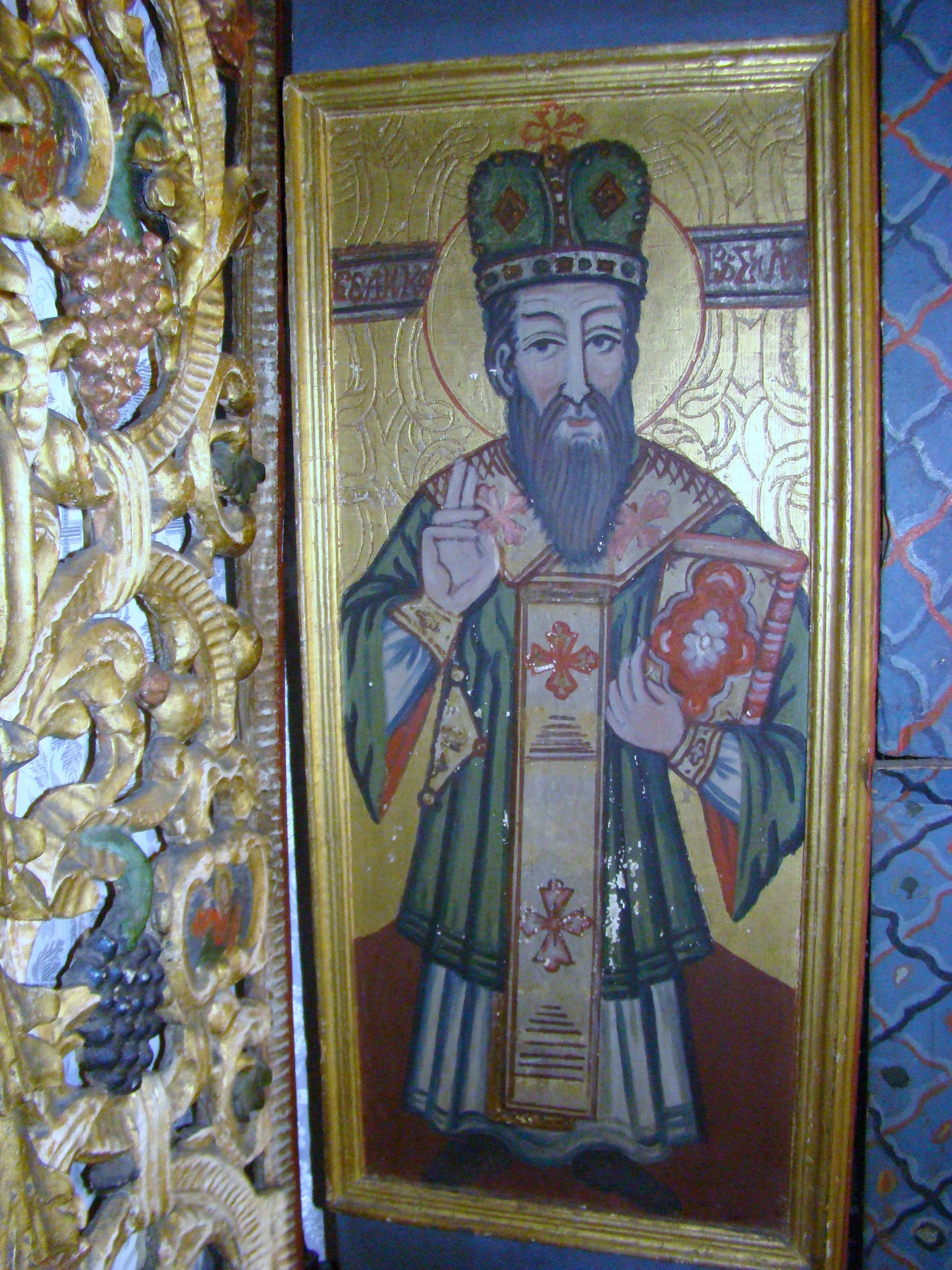
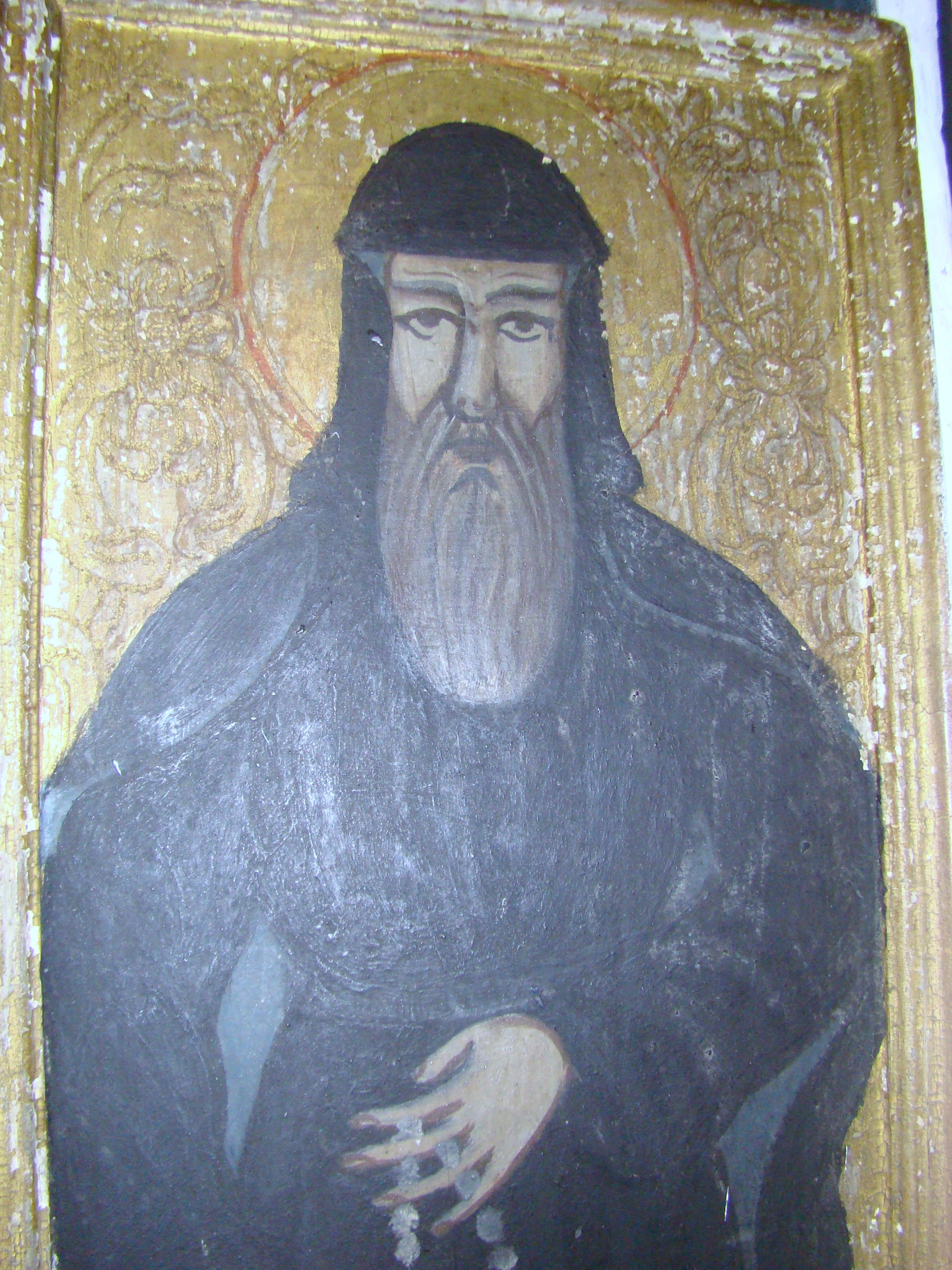
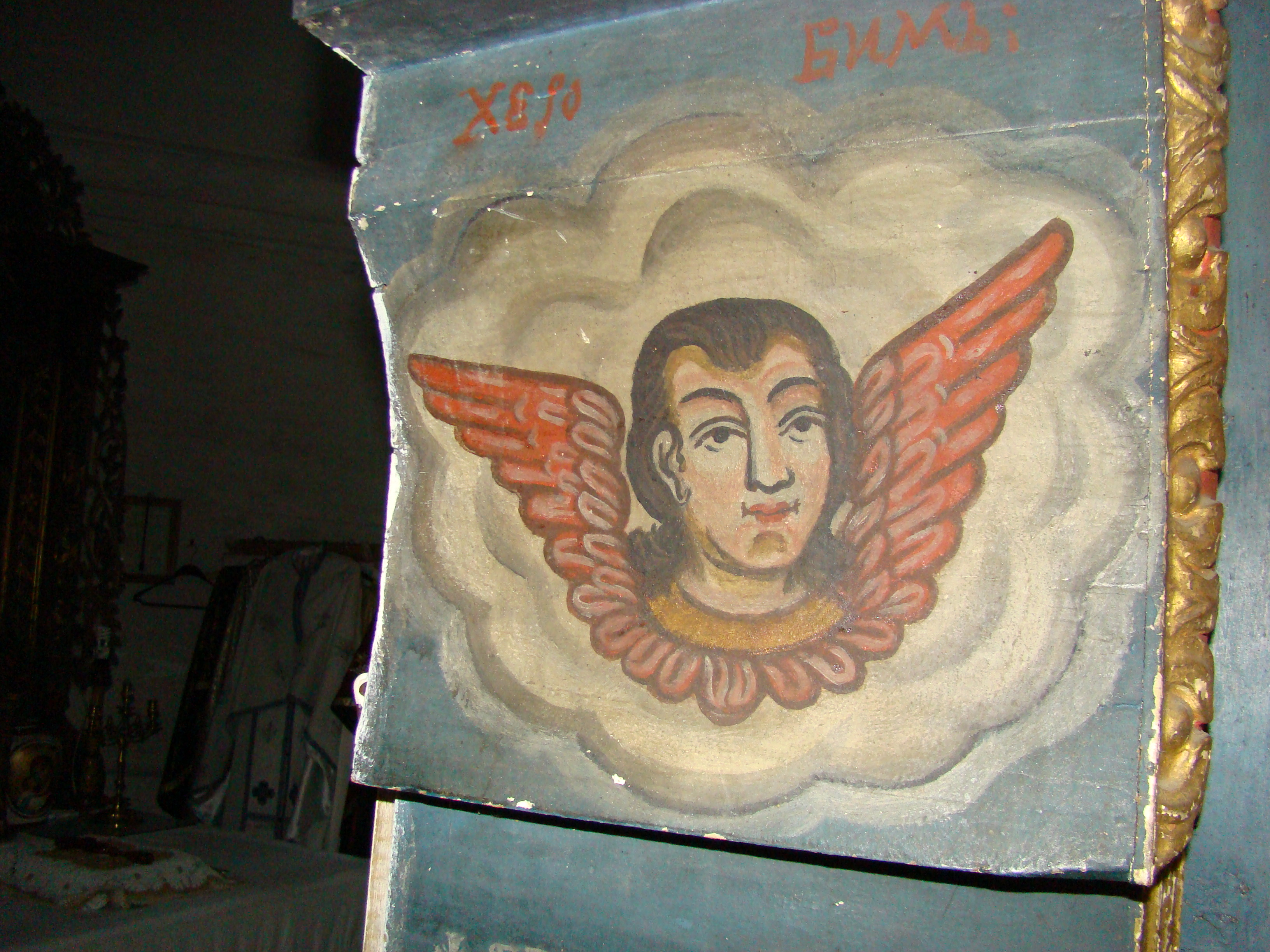
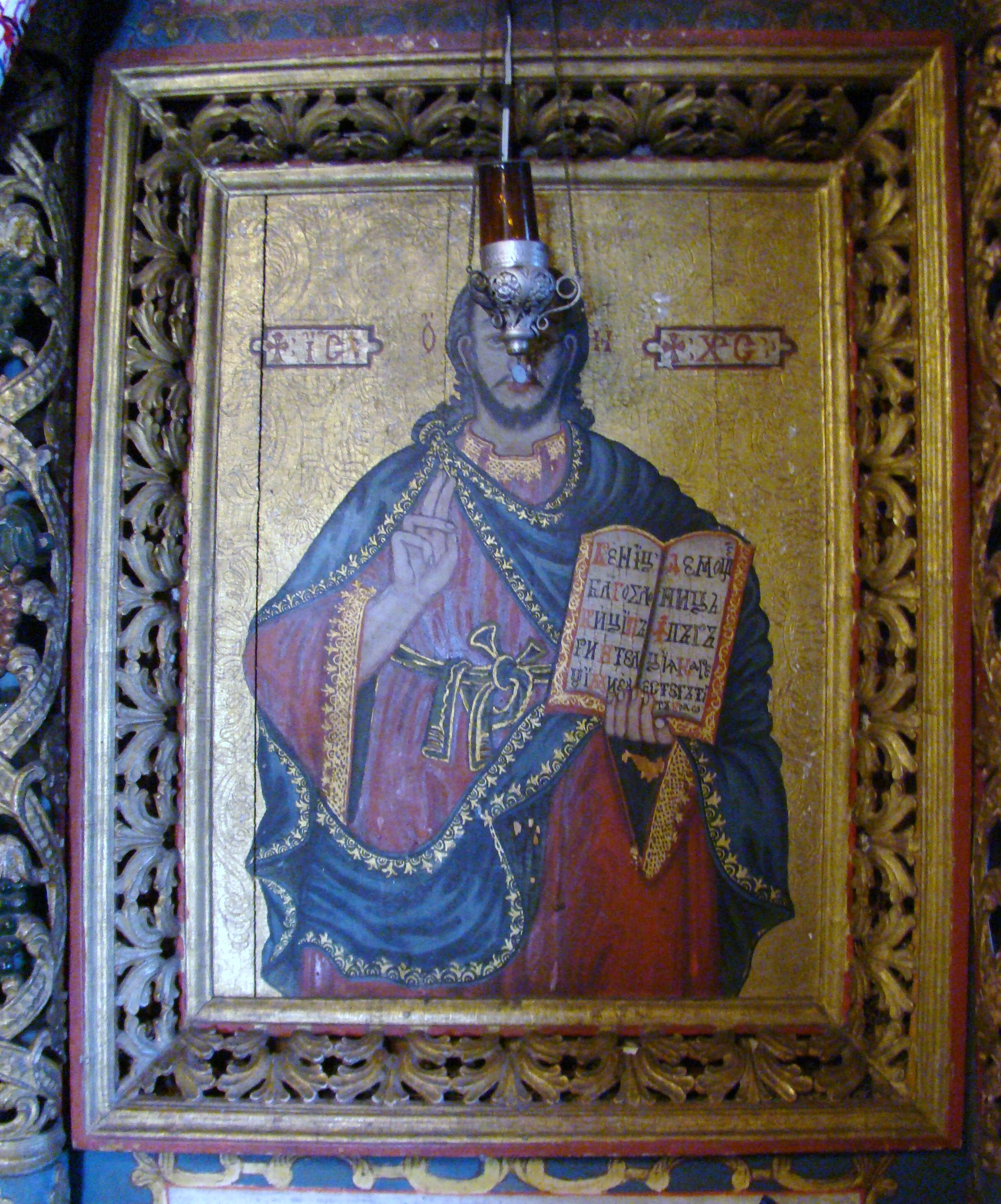
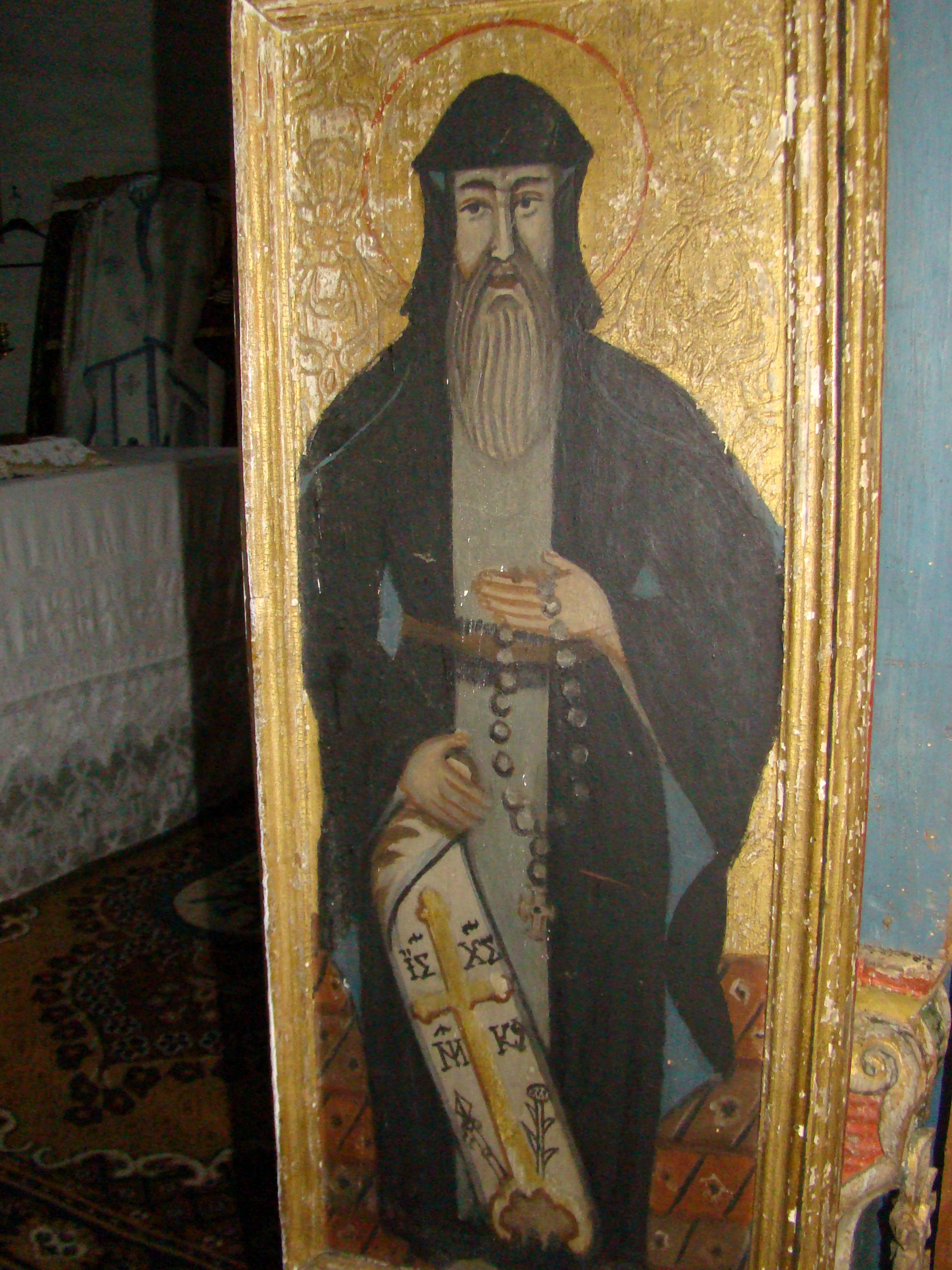
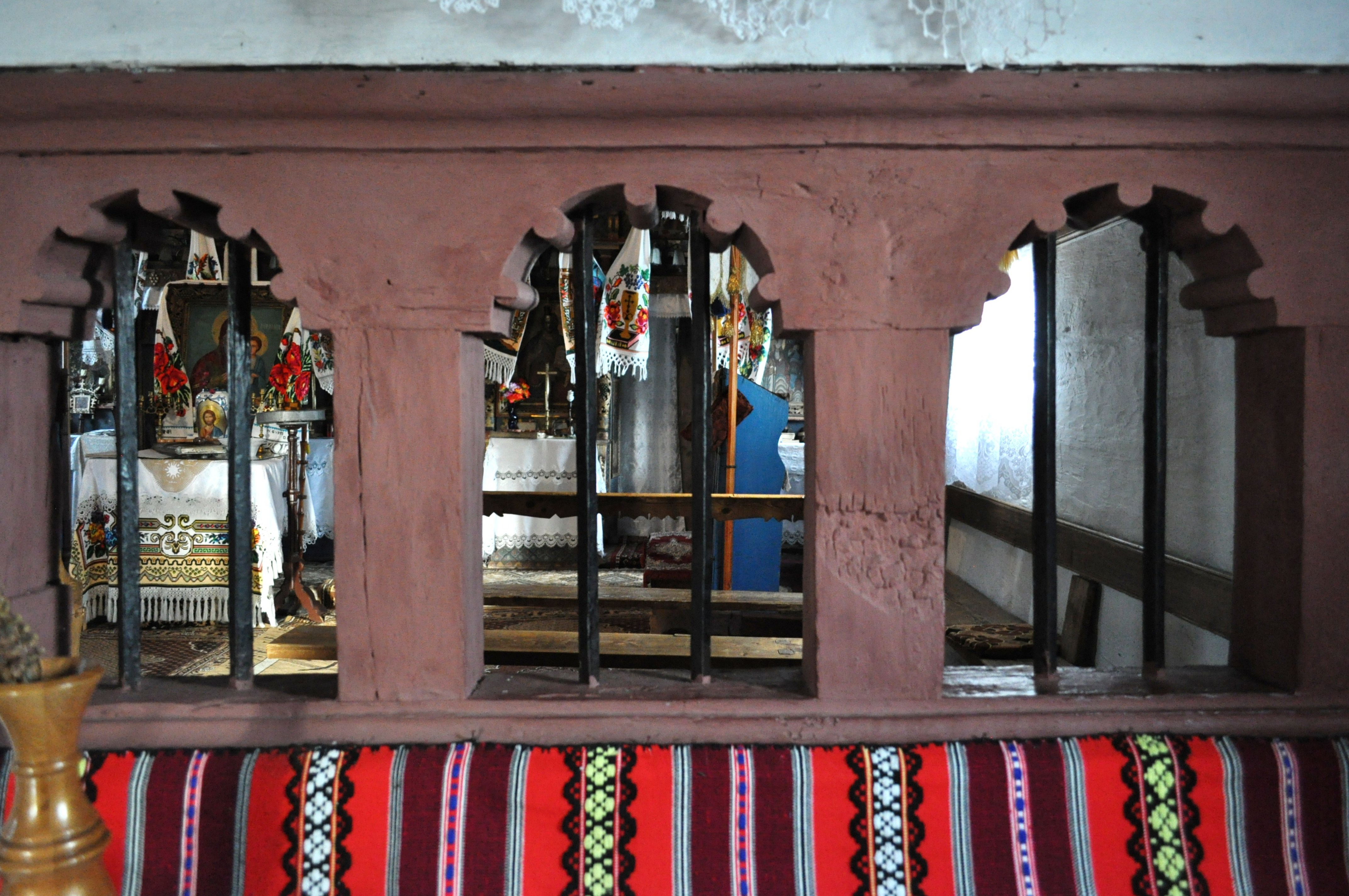
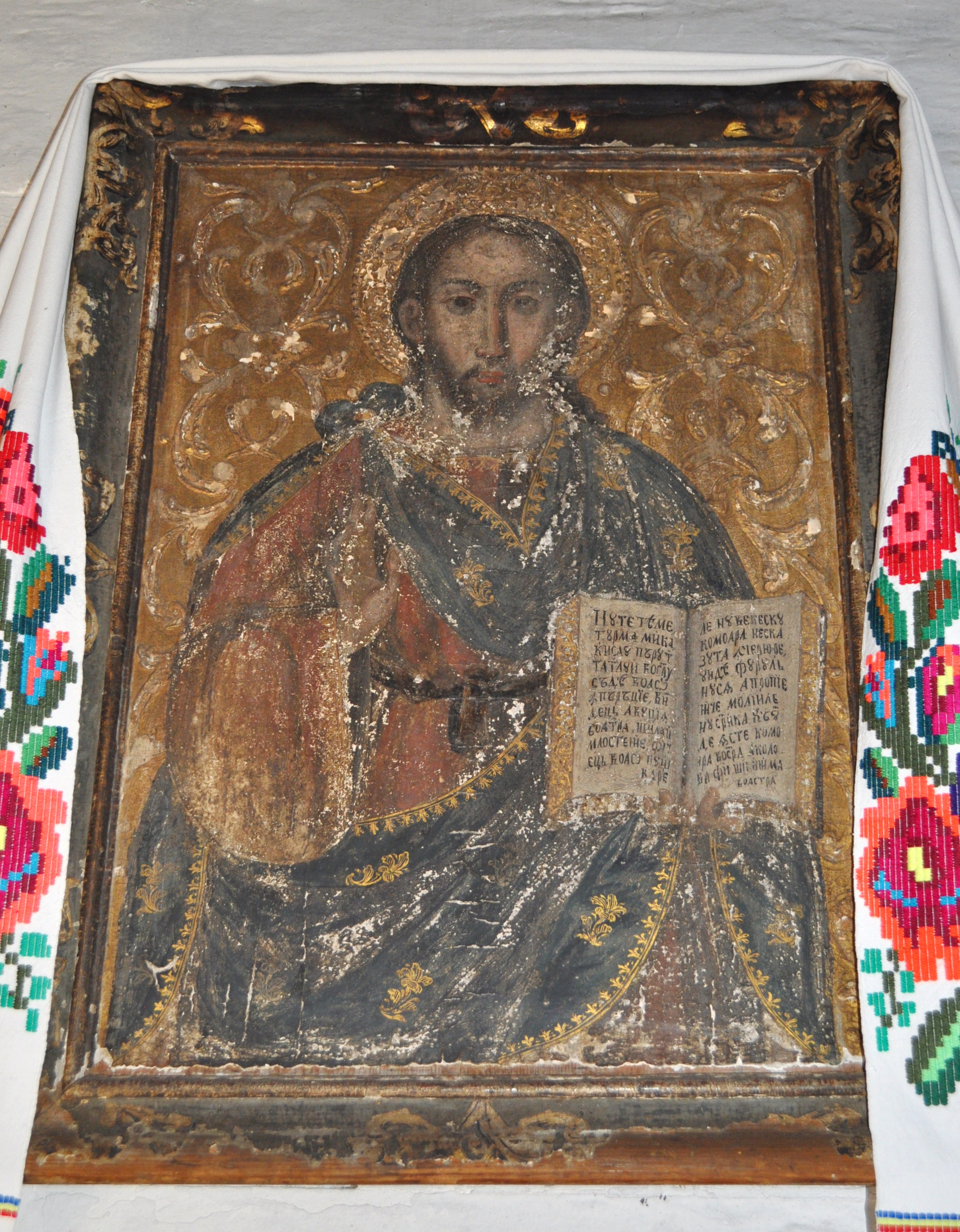
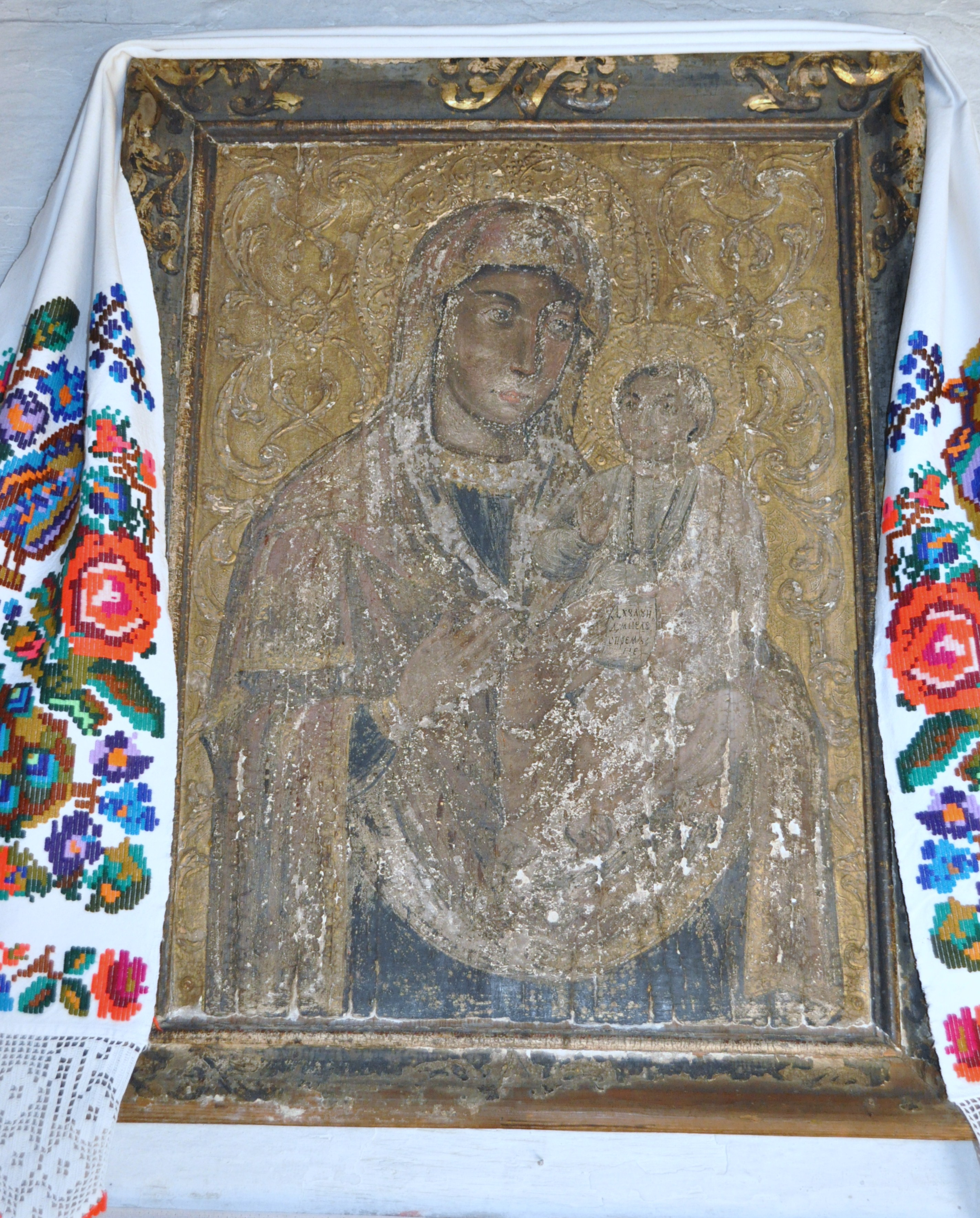
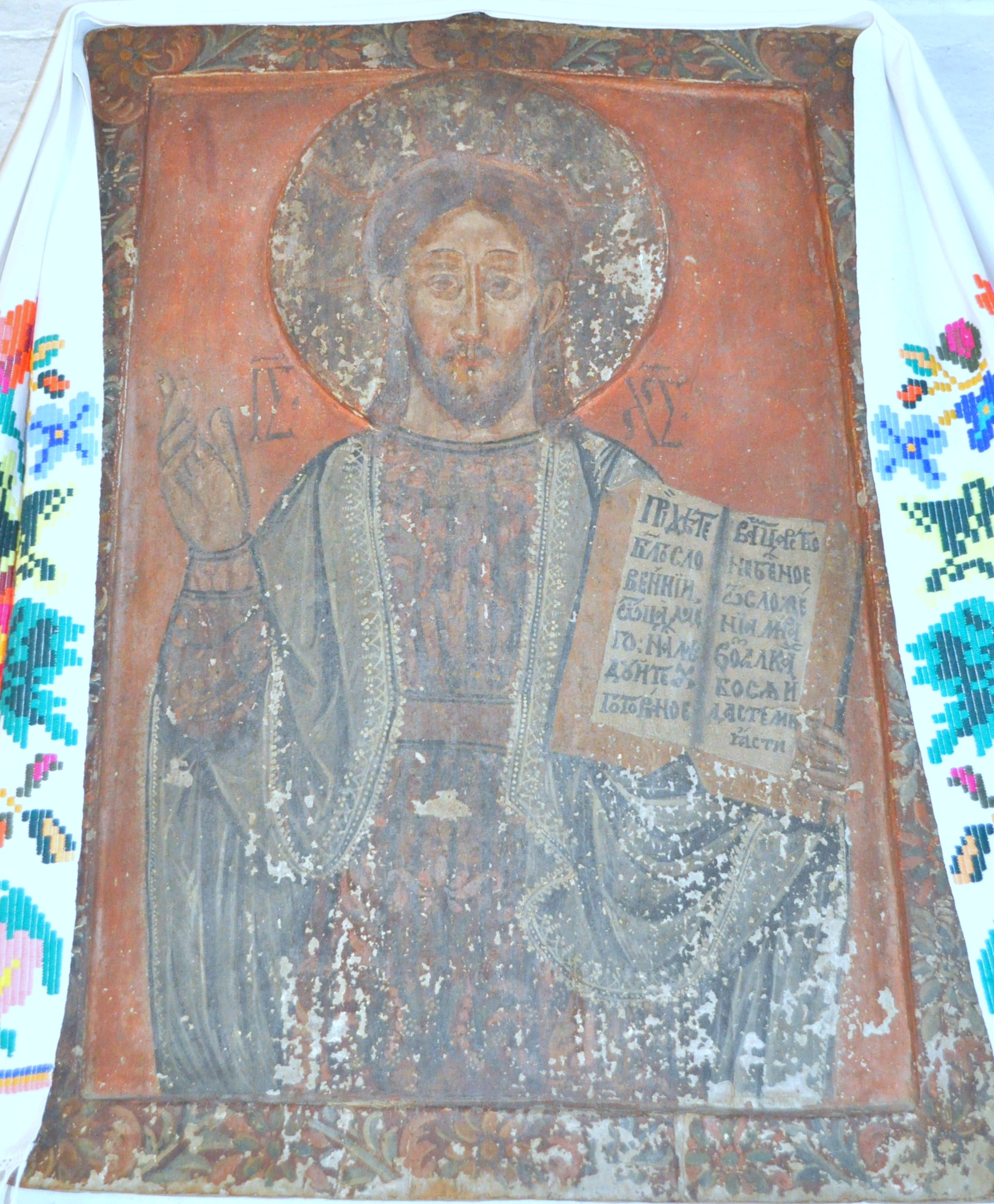
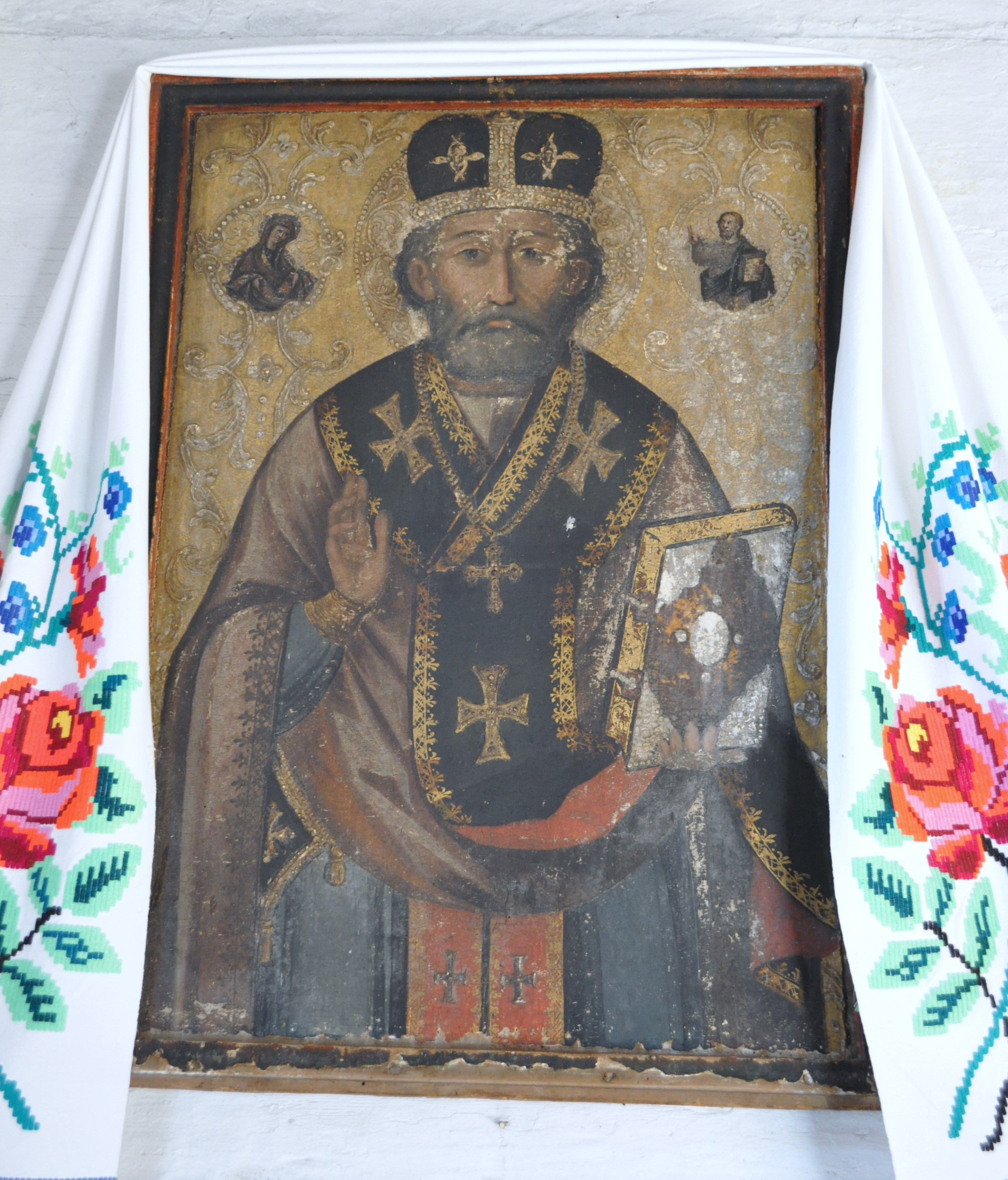
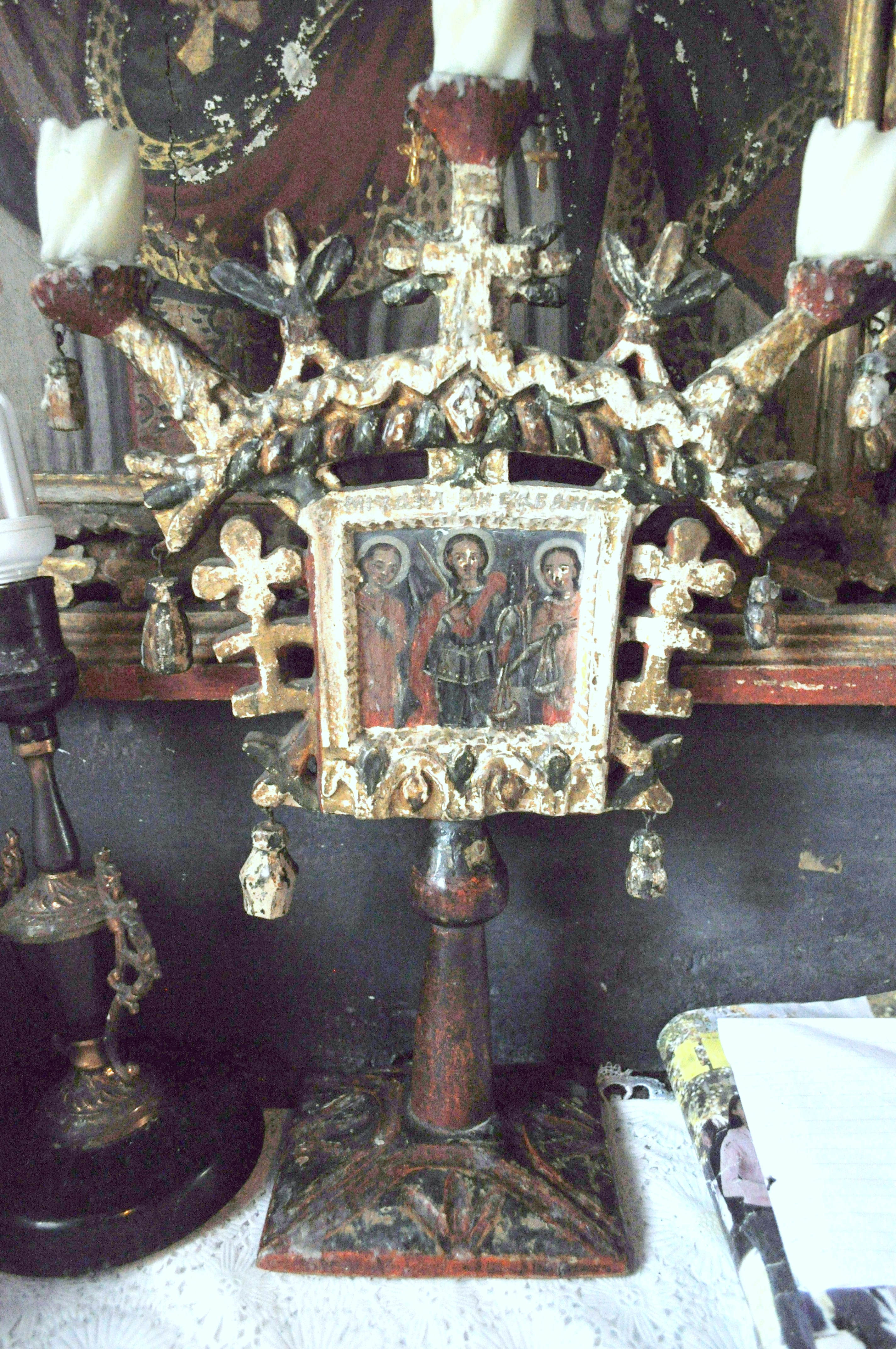
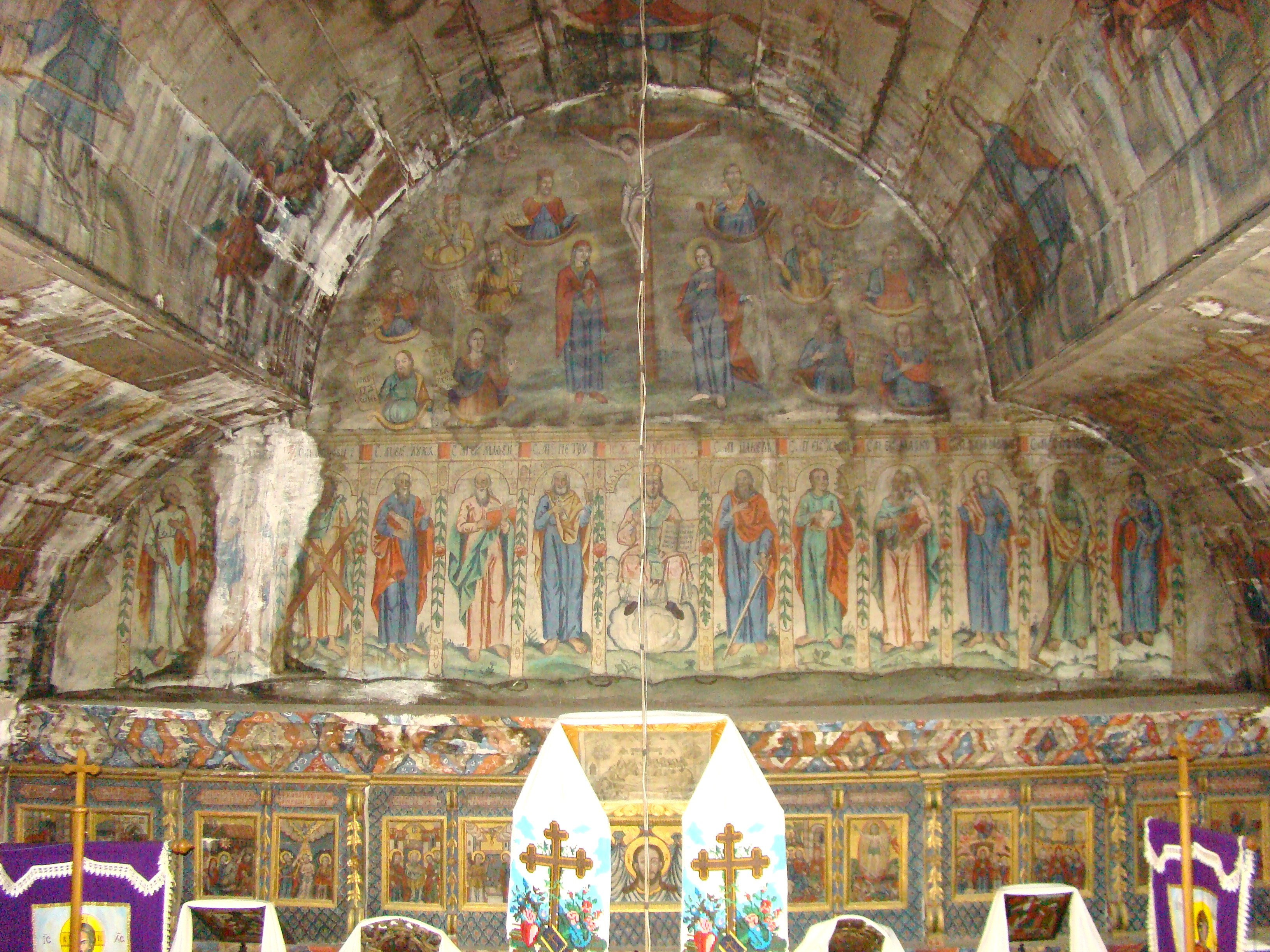
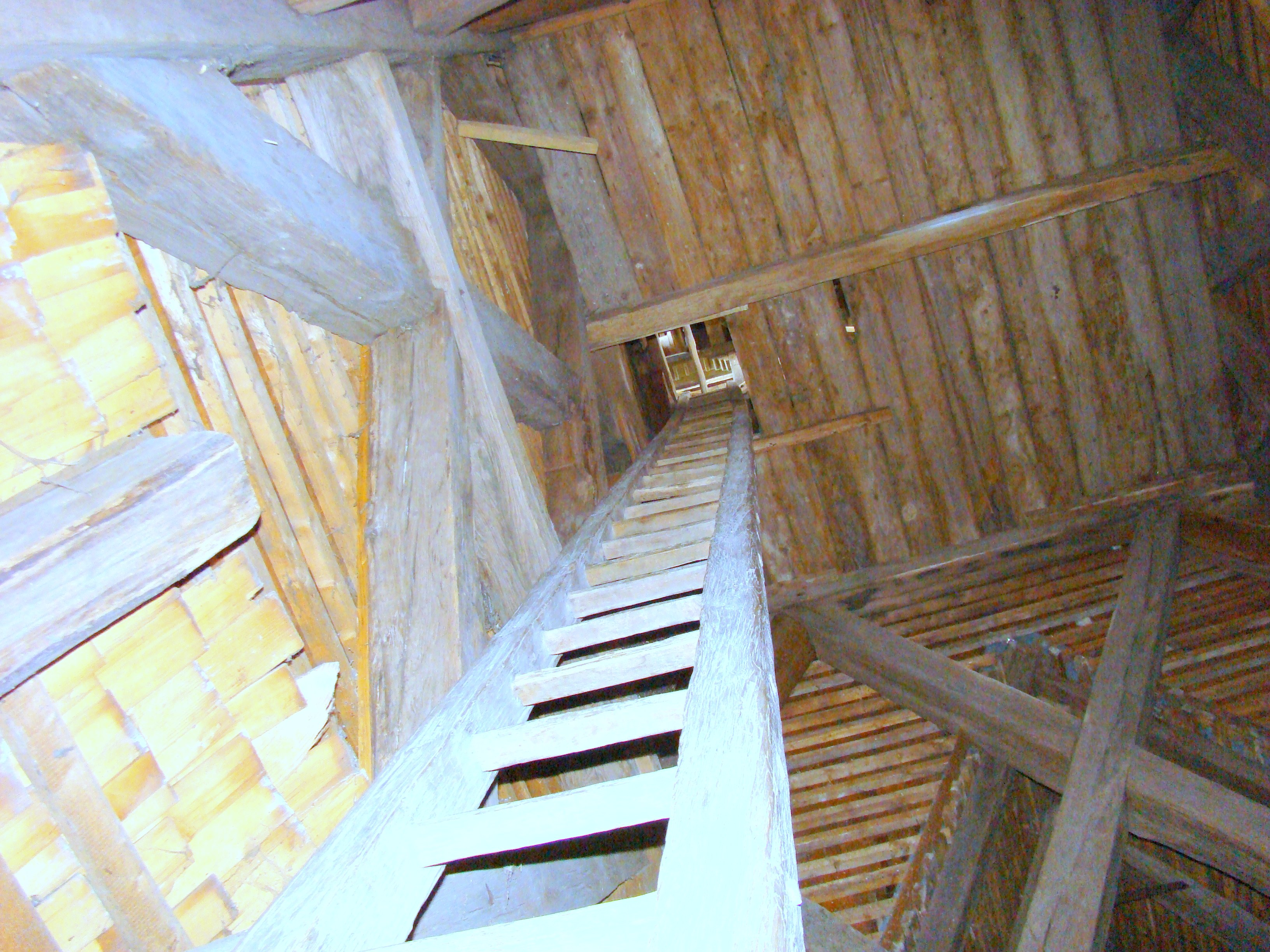
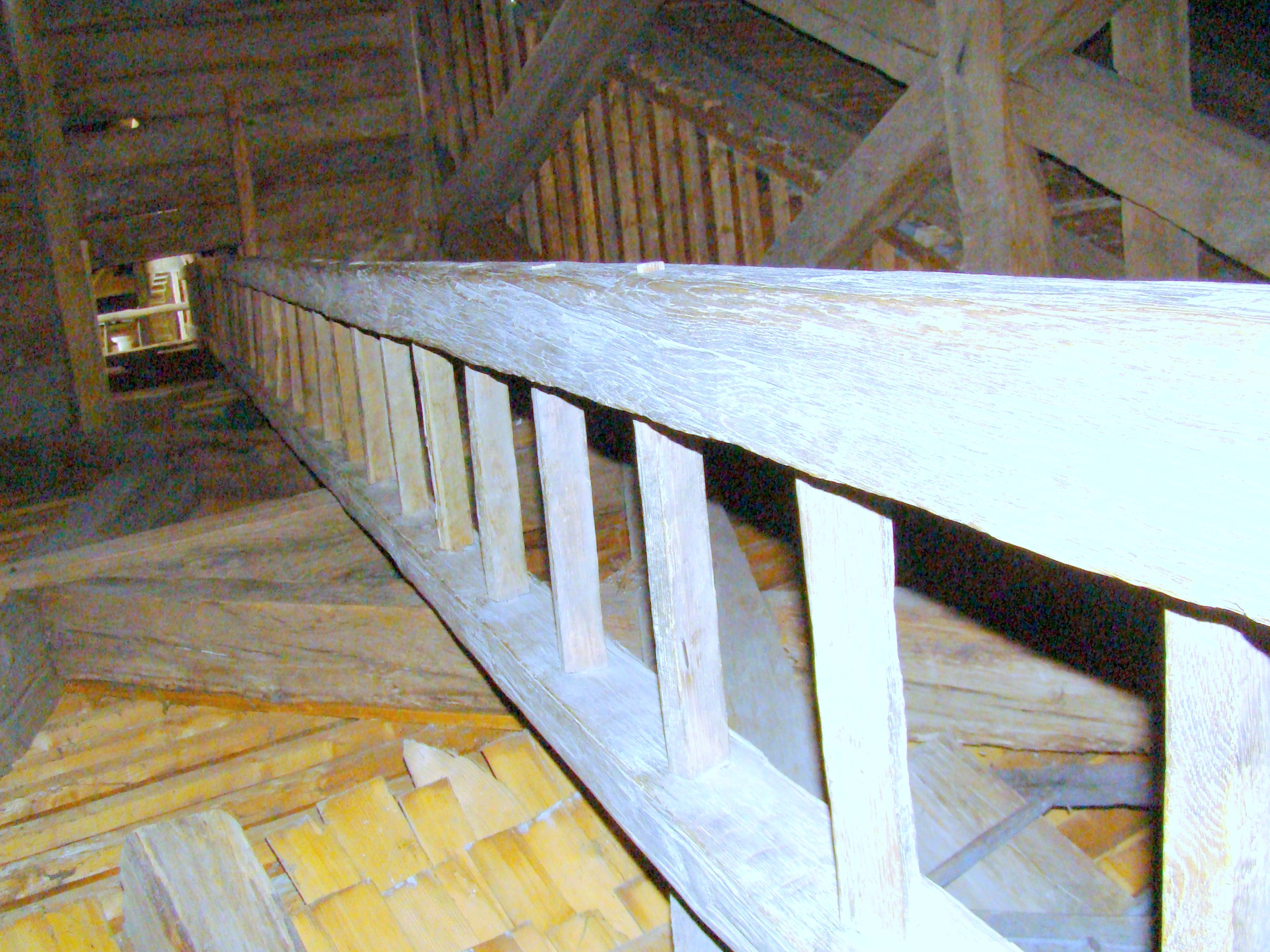
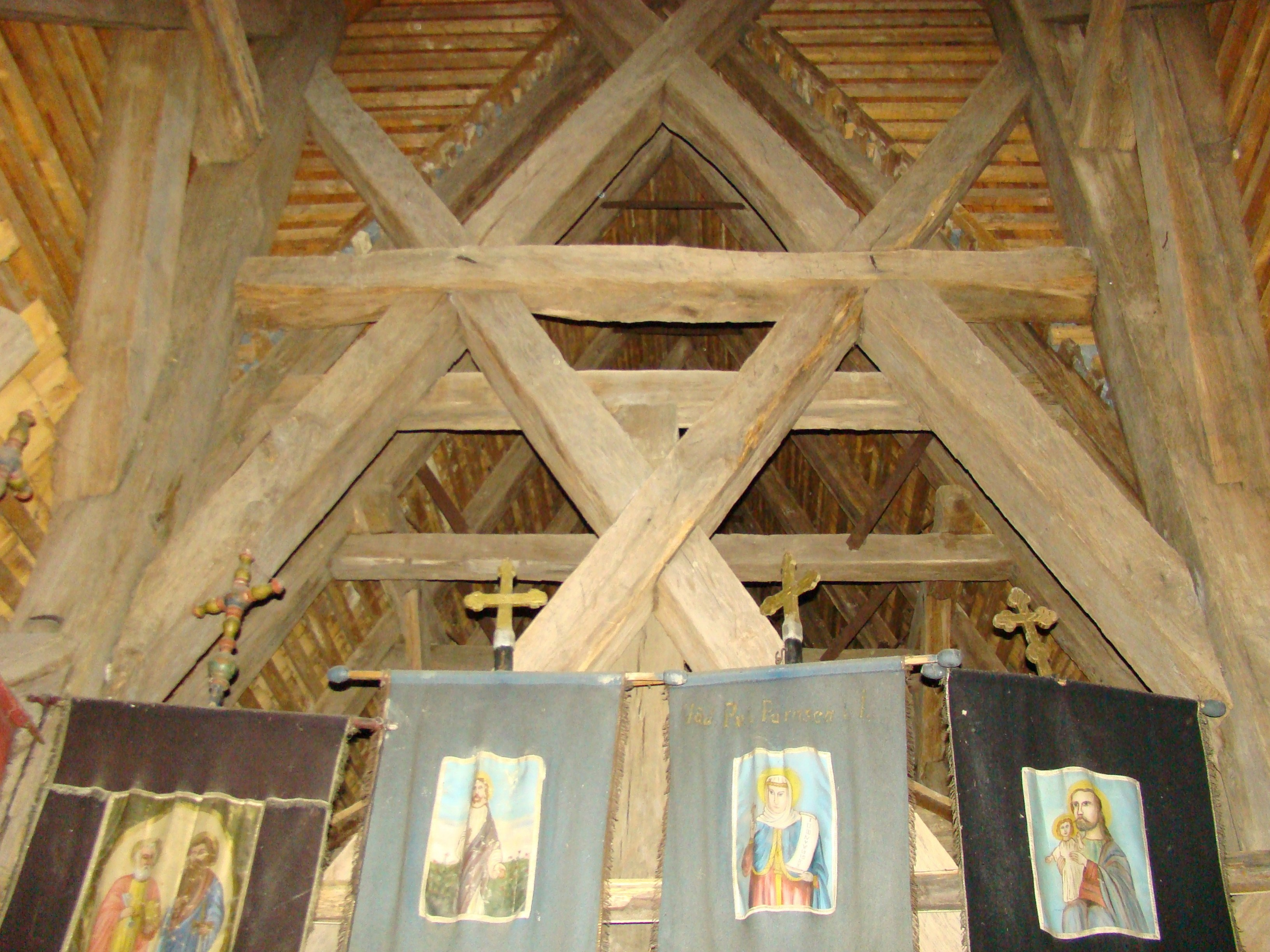
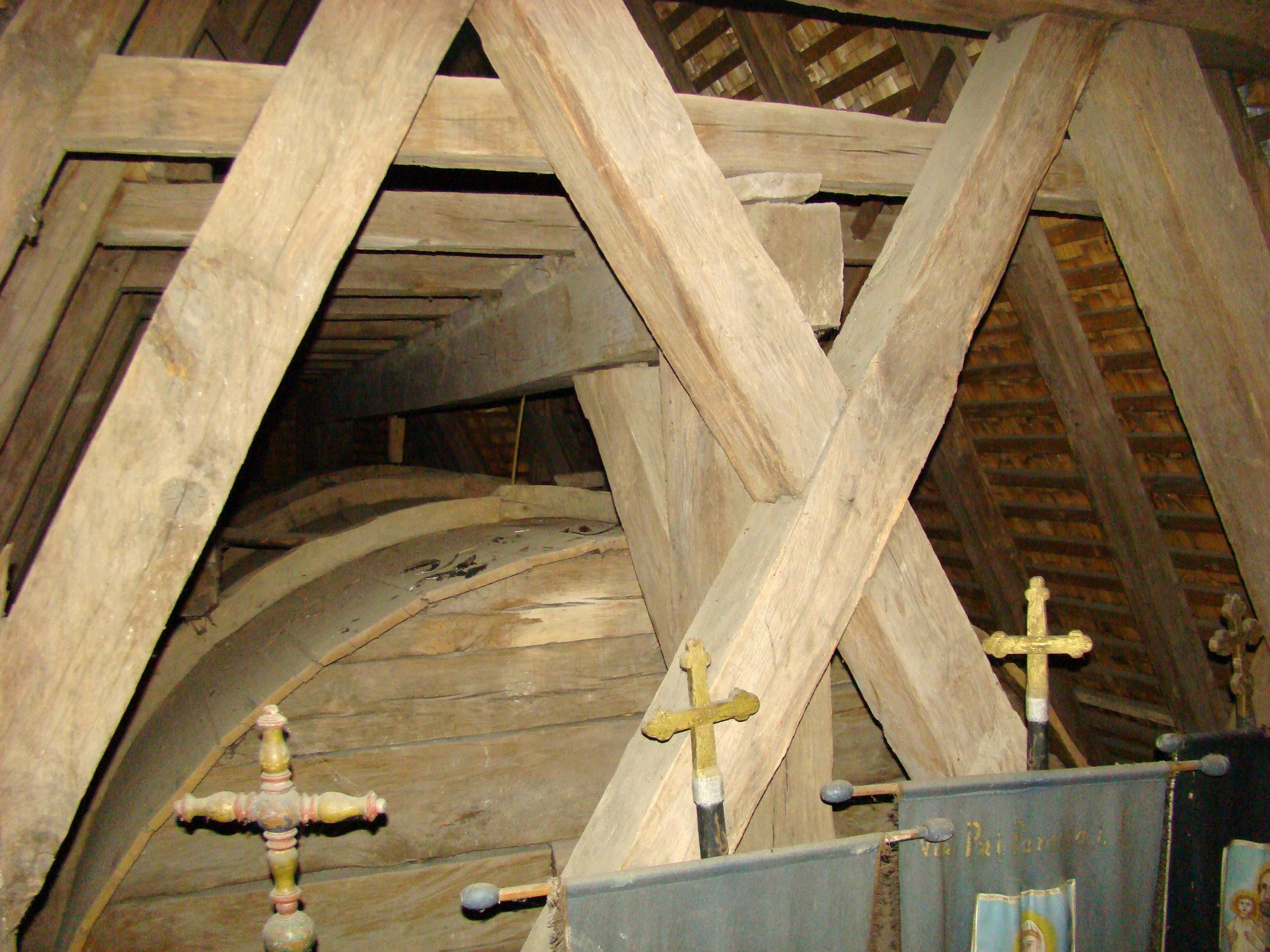
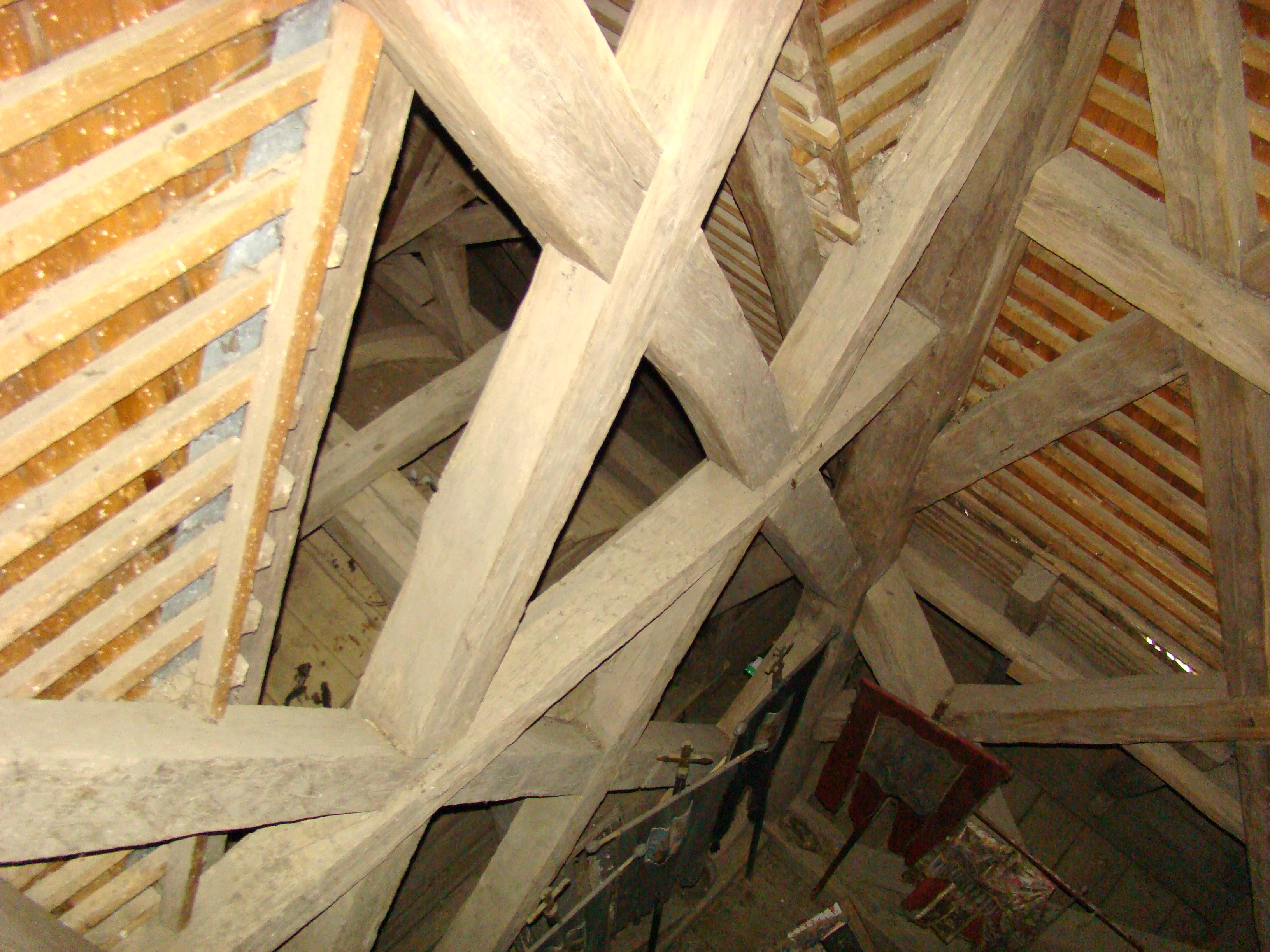
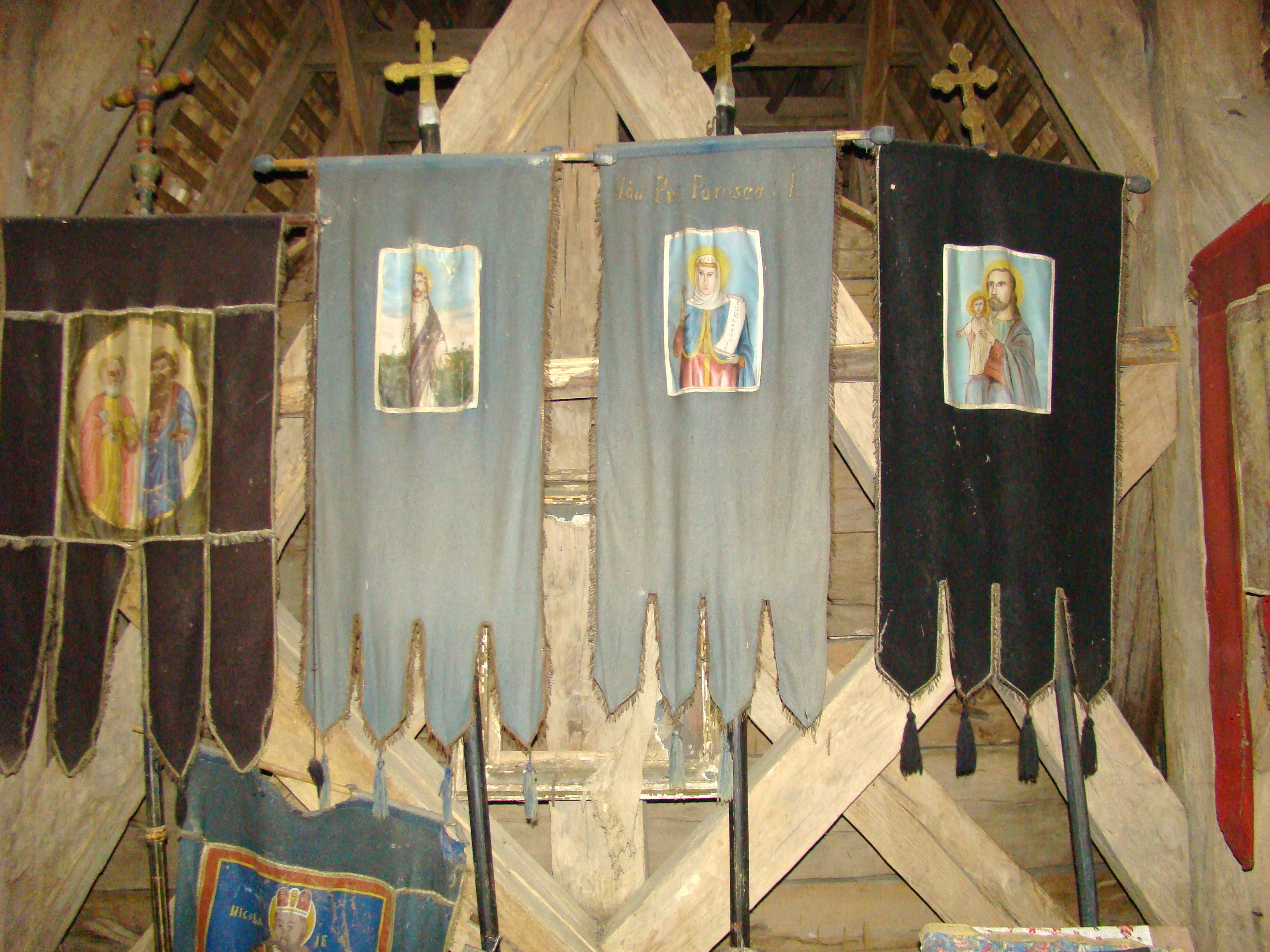
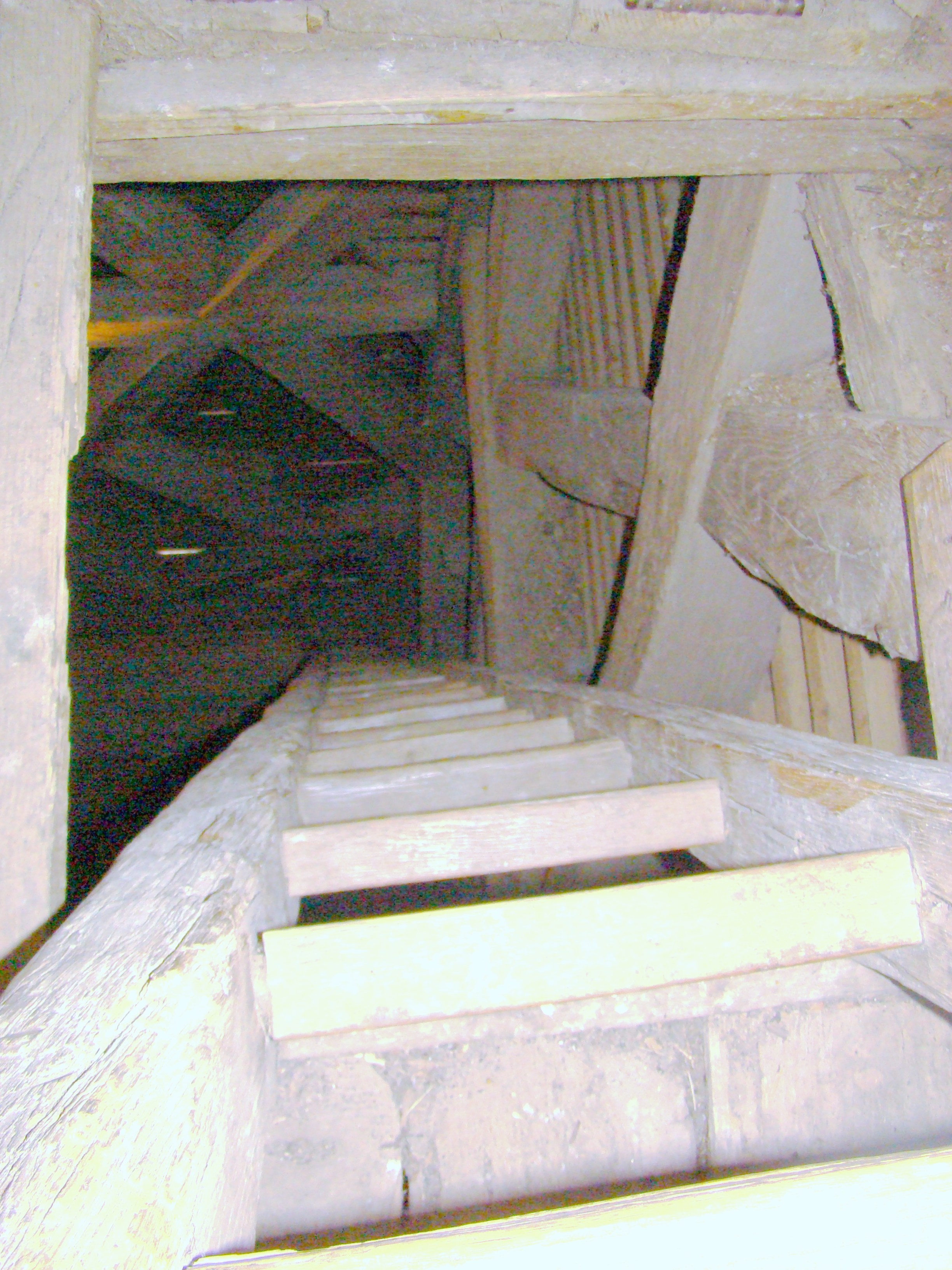